# Kalendarium inwazji Rosji na Ukrainę – październik 2023
| 2022        | 2023        | 2024        | 2025        |
| ----------- | ----------- | ----------- | ----------- |
| –           | styczeń     | styczeń     | styczeń     |
| luty        | luty        | luty        | luty        |
| marzec      | marzec      | marzec      | marzec      |
| kwiecień    | kwiecień    | kwiecień    | kwiecień    |
| maj         | maj         | maj         | maj         |
| czerwiec    | czerwiec    | czerwiec    | czerwiec    |
| lipiec      | lipiec      | lipiec      | lipiec      |
| sierpień    | sierpień    | sierpień    | sierpień    |
| wrzesień    | wrzesień    | wrzesień    | wrzesień    |
| październik | październik | październik | październik |
| listopad    | listopad    | listopad    | listopad    |
| grudzień    | grudzień    | grudzień    | grudzień    |

## Październik 2023

### 1 października

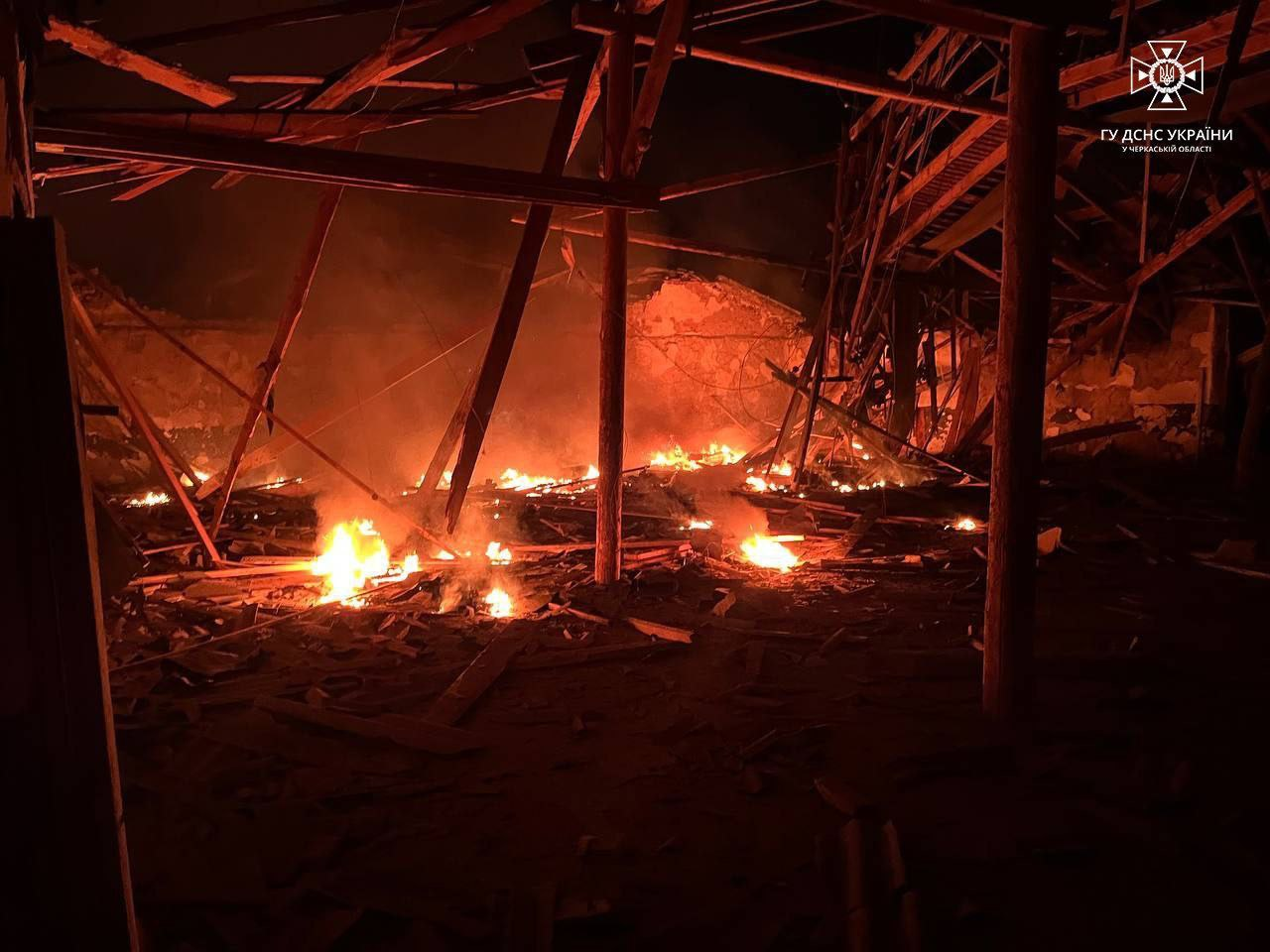
Zniszczenia w Humaniu po nocnym nalocie rosyjskiego drona. Zniszczono spichlerz z 90 tonami nasion słonecznika oraz budynki dawnego składu ropy naftowej.

Rzecznik Wschodniego Zgrupowania Ukrainy Illa Jewłasz powiedział, że „Rosja skoncentrowała w Bachmucie ponad 10 tys. żołnierzy. Szturm miasta wiązałby się z bardzo wysoką ceną i Ukraina nie może sobie pozwolić na tak wysokie straty w ludziach”. Dodał, że w mieście znajdowały się rosyjskie pułki zmotoryzowane, pancerne i powietrznodesantowe, a żołnierze ukraińscy nie zostaną wysłani do walki, dopóki „operacja nie będzie doskonale zaplanowana” i nie zostaną oczyszczone pola minowe.
Sztab Generalny Ukrainy podał, że prowadzono działania obronne na wschodzie i na południu kraju oraz działania ofensywne w kierunku Melitopola i Bachmutu. Kontynuowano ofensywę w kierunku Melitopola i Bachmutu, powodując straty w sile roboczej i sprzęcie. Rosja atakowała w kierunkach Łymanu, Bachmutu, Awdijiwki, Marjinki, Szachtarska i Zaporoża, gdzie odparto do 38 ataków. W kierunku łymańskim i bachmuckim siły rosyjskie próbowały odzyskać pozycje w rejonie Makijiwki i Kliszczijiwki. W kierunku awdijiwskim i marjińskim Rosjanie próbowali odzyskać utracone pozycje w rejonie Awdijiwki oraz przeprowadzili 11 nieudanych ataków w rejonie Marjinki i Nowomychailiwki; Ukraińcy odparli rosyjskie ataki w okolicy Keramik, Stepowego, Awdijiwki i Pierwomajskiego. W kierunku szachtarskim i zaporoskim Rosjanie zaatakowali w pobliżu Staromajorśkego oraz próbowali odzyskać utracone pozycje w rejonie Nowodariwki i Werbowego. W ciągu doby armia rosyjska przeprowadziła 10 ataków rakietowych, 89 nalotów i 39 ostrzałów na pozycje ukraińskie i obiekty cywilne. Ukraińskie lotnictwo dokonało 13 nalotów na miejsca koncentracji, z kolei artyleria uderzyła w kompleks rakiet przeciwlotniczych, stanowisko dowodzenia, skład amunicji i 16 jednostek artylerii. 
W godzinach nocnych armia rosyjska przeprowadziła kolejny zmasowany atak na Ukrainę przy użyciu dronów i rakiet. Według Sił Powietrznych Ukrainy wystrzelono 30 dronów Shahed 136/131, z czego 16 zostało zniszczonych. Według władz lokalnych w obwodzie dniepropetrowskim drony uderzyły w infrastrukturę cywilną w Krzywym Rogu, a w obwodzie mikołajowskim trafiły w magazyn przedsiębiorstwa rolnego w Snihuriwce. W Humaniu w obwodzie czerkaskim drony uderzyły w spichlerz z nasionami słonecznika; w sumie spłonęły ponad 3 tys. m², a jedna osoba została ranna. Zniszczono także budynki dawnego składu ropy naftowej. W Charkowie atak rakietowy za pomocą pocisków S-300 spowodował pożar przedsiębiorstwa przemysłowego.
W nocy rosyjskie lotnictwo zrzuciło 10 kierowanych bomb lotniczych na terytorium obwodu chersońskiego, w wyniku czego co najmniej cztery osoby zostały ranne. Eksplozje odnotowano we wsiach Burgunka, Mikołajówka, Olhiwka i Stanisław oraz w mieście Berysław. Rzecznik władz obwodu Ołeksandr Tołokonnikow stwierdził, że w ciągu ostatnich 7–8 dni Rosjanie zrzucili na region 166 bomb lotniczych, które spowodowały wielkie zniszczenia w regionie Chersonia. Władze regionalne ogłosiły, że 63-letni mężczyzna zginął w wyniku rosyjskiego ataku artyleryjskiego na centrum Wołczańska. Estoński ochotnik Legionu Międzynarodowego na Ukrainie zginął w ataku drona na Łyman.
Ministerstwo Obrony Rosji podało, że ok. 13:00 obrona przeciwlotnicza zestrzeliła nad Krymem dwie ukraińskie rakiety balistyczne krótkiego zasięgu Hrim-2. Prorosyjski szef Krymu Siergiej Aksionow stwierdził, że szczątki przechwyconych rakiet uszkodziły dwa magazyny na obrzeżach Dżankoja. Według doniesień w Rosji ukraińskie drony „z powodzeniem” uderzyły w bazę lotniczą Adler w Soczi oraz zakłady lotnicze prowadzone przez państwową korporację Taktycznego Uzbrojenia Rakietowego w Smoleńsku. Za atakiem stał ukraiński wywiad wojskowy, który poinformował, że 3 z 4 dronów trafiły w budynek zakładów, powodując znaczące uszkodzenia; w fabryce produkowano pociski manewrujące Ch-59 o zasięgu 280 km, których używano do ostrzału Ukrainy. Według doniesień trzy osoby zostały ranne w wyniku ukraińskiego ostrzału na centralny rynek w Szebiekinie w obwodzie biełgorodzkim.
W opinii Institute for the Study of War (ISW) wojska rosyjskie przeprowadzały taktyczne kontrataki w rejonie Robotyne w ramach „głębokiej obrony” przed ukraińskimi ofensywami na zachodzie obwodu zaporoskiego. Sytuacja na południe od Robotyne była niestabilna, złożona taktycznie i dynamiczna, ponieważ niektóre ważne taktycznie fortyfikacje polowe kilkakrotnie przechodziły z rąk do rąk. Tymczasem siły rosyjskie kontynuowały ataki na linii Kupiańsk–Łyman, w pobliżu Bachmutu, na linii Awdijiwka–Donieck, na granicy obwodu donieckiego i zaporoskiego oraz w zachodnim obwodzie zaporoskim; odnotowano nieznaczne postępy w zachodnim obwodzie zaporoskim. Ponadto rosyjskie Ministerstwo Obrony oficjalnie ogłosiło rozpoczęcie regularnego cyklu poboru do wojska na jesień 2023 roku. Według brytyjskiego Ministerstwa Obrony w ostatnich tygodniach lotnictwo Floty Czarnomorskiej przyjęło szczególnie ważną rolę w operacjach floty, która zmagała się z zagrożeniami na południowej flance wojny na Ukrainie. Lotnictwo Marynarki Wojennej kładło nacisk na operacje patrolowania morza z powietrza, lecz prawdopodobnie główną misją była wczesna identyfikacja bezzałogowych dronów nawodnych. Kluczowym rosyjskim samolotem w tych operacjach był samolot–amfibia Be-12 latający z baz na Krymie, z kolei samoloty Su-24 prowadziły operacje uderzeniowe na morzu.
Wicepremier Ukrainy Ołeksandr Kubrakow poinformował, że trzy statki pływające pod banderą Liberii i Palau „wykorzystały tymczasowy korytarz utworzony przez Ukrainę oraz wyeksportowały 127 tys. ton żywności i rudy żelaza”. Kolejne pięć jednostek czekało na załadunek, w celu wyeksportowania prawie 120 tys. ton zboża do Afryki i Europy.

### 2 października

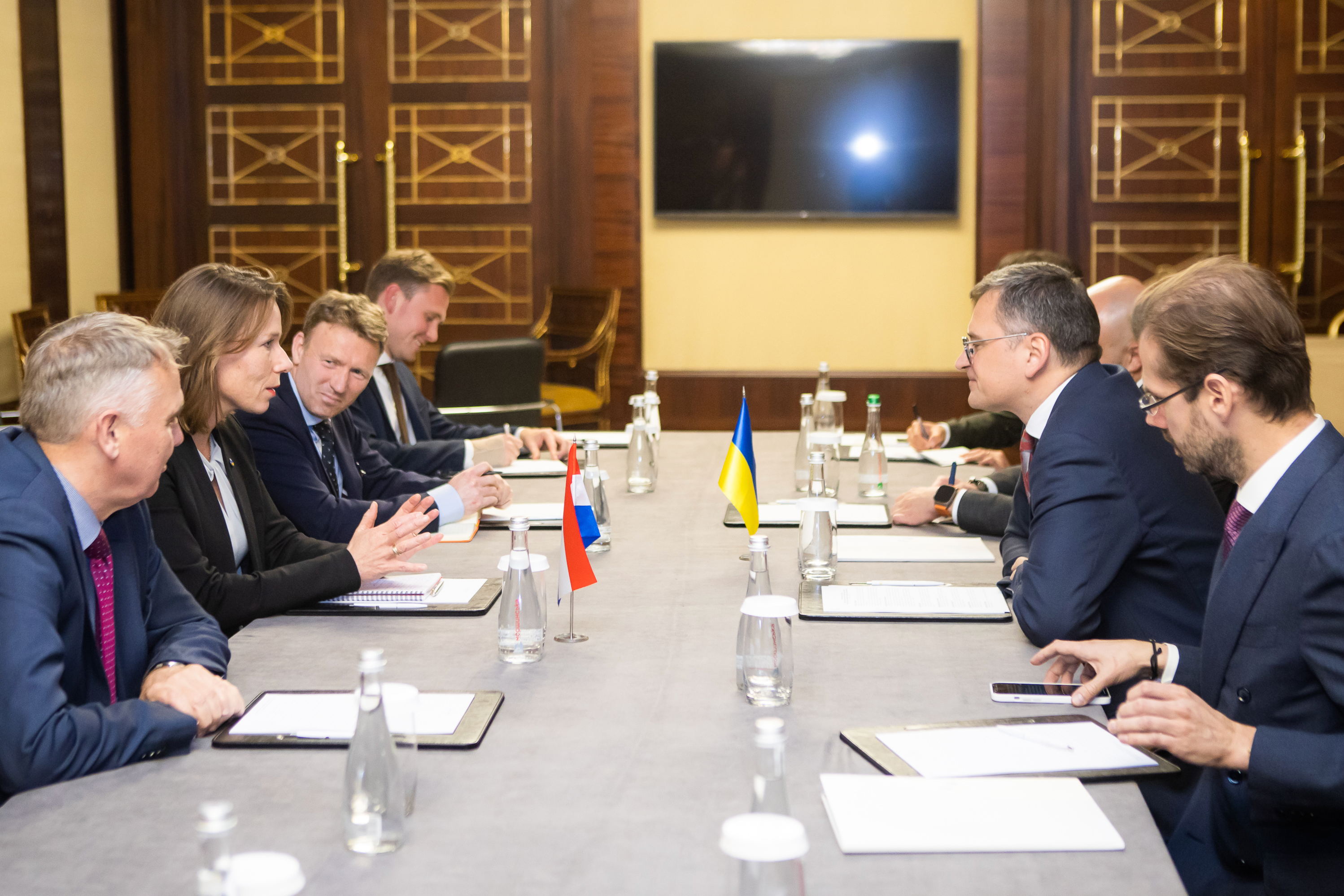
Nieformalne spotkanie ministrów spraw zagranicznych Unii Europejskiej w Kijowie.

Ukraiński SG oświadczył, że prowadzono działania obronne na wschodzie i na południu kraju oraz działania ofensywne w kierunku Melitopola i Bachmutu. Kontynuowano ofensywę w kierunku Melitopola i Bachmutu, powodując straty w sile roboczej i sprzęcie. FR atakowała w kierunkach Łymanu, Bachmutu, Awdijiwki, Marjinki, Szachtarska i Zaporoża, gdzie odparto do 35 ataków. W kierunku łymańskim i bachmuckim Ukraińcy odparli ataki w okolicy Makijiwki, z kolei wojska rosyjskie próbowały odzyskać pozycje w rejonie Andrijiwki. W kierunku awdijiwskim i marjińskim Rosjanie próbowali odzyskać utracone pozycje w rejonie Awdijiwki oraz przeprowadzili 10 nieudanych ataków w rejonie Marjinki i Nowomychailiwki; Ukraińcy odparli rosyjskie ataki w pobliżu Stepowego. W kierunku szachtarskim i zaporoskim Rosjanie prowadzili nieudane ataki w pobliżu Staromajorśkego i Riwnopila oraz próbowali odzyskać utracone pozycje w rejonie Werbowego i Małej Tokmaczki. W ciągu 24h Rosja przeprowadziła osiem ataków rakietowych, 47 nalotów i 27 ostrzałów na pozycje ukraińskie i obiekty cywilne. Ukraińskie lotnictwo dokonało 11 nalotów na miejsca koncentracji i jednego na kompleks rakiet przeciwlotniczych, a artyleria uderzyła w dwa obszary koncentracji, punkt kontrolny, dwa stanowiska walki radioelektronicznej i 4 jednostki artylerii. Ukraiński portal wojskowy Defense Express poinformował, że we wrześniu liczba rosyjskich ataków przy pomocy dronów Shahed 136 była największa od początku wojny. Rosjanie wystrzelili 503 drony, z czego 396 zostało zniszczonych (ok. 79%).
W godzinach nocnych Rosjanie zaatakowali Ukrainę za pomocą dronów kamikadze. Ukraińska obrona przeciwlotnicza zniszczyła 4 z 7 dronów Shahed 136/131, wystrzelonych z Primorsko-Achtarska. Według ukraińskich władz o 10:00 czasu lokalnego w rosyjskim ostrzale firmy transportowej w Chersoniu zginął funkcjonariusz policji, a trzy kolejne osoby zostały ranne. Rosja przeprowadziła 80 ataków na obwód chersoński, niszcząc instytucje edukacyjne, kościół, siedzibę organizacji humanitarnej, centrum handlowe, warsztat samochodowy, fabrykę i obiekt infrastruktury krytycznej. Według władz regionalnych pięć osób zginęło, a co najmniej 11 zostało rannych w ciągu ostatniej doby w rosyjskich atakach na obwody doniecki, charkowski i chersoński. W wyniku rosyjskiego ataku rakietowego na Charków w mieście doszło do co najmniej pięciu eksplozji.
Według ISW, cytującego rosyjskich blogerów wojennych, generał porucznik Andriej Syczewoj został zwolniony ze stanowiska dowódcy polowego w Bachmucie za prowadzenie „nieprzygotowanych i bez wsparcia” kontrataków w pobliżu Andrijiwki i Kliszczijiwki. Siły ukraińskie nieznacznie posunęły się naprzód na granicy obwodu donieckiego i zaporoskiego w wyniku kontynuowanych operacji kontrofensywnych w zachodnim obwodzie zaporoskim i w pobliżu Bachmutu. Z kolei wojska rosyjskie kontynuowały ataki na w pobliżu Kreminnej i Bachmutu, na linii Awdijiwka–Donieck, na granicy obwodu donieckiego i zaporoskiego oraz w zachodnim obwodzie zaporoskim, posuwając się naprzód na niektórych obszarach
Niemcy dostarczyły Ukrainie pakiet pomocy wojskowej, który obejmował ponad 32 tys. szt. amunicji 40 mm, dziesiątki pojazdów terenowych i do ochrony granic, sprzęt radiowy dla czołgów Leopard, prawie 100 terminali Satcom, czołg do układania mostów Beaver oraz dwa czołgi do usuwania min Wisent 1. Strona ukraińska odebrała pierwsze czołgi Leopard 2 wyremontowane w gliwickich zakładach Bumar-Łabędy.
Po raz pierwszy w historii Unii Europejskiej przedstawiciele wszystkich państw UE, w większości ministrowie spraw zagranicznych, zebrali się na nieformalnym spotkaniu poza obszarem UE. Spotkali się z rządem Ukrainy w Kijowie, aby zapewnić go o dalszym wsparciu. Josep Borrell stwierdził, że było to „historyczne spotkanie, którego celem było wyrażenie «solidarności» z krajem stojącym w obliczu rosyjskiej inwazji”. Ponadto Władimir Putin stawiał na zmęczenie wojną wśród niektórych krajów europejskich, podczas gdy rzecznik Białego Domu powiedział: „Putin myli się, jeśli sądzi, że wytrzyma dłużej od nas”.

### 3 października

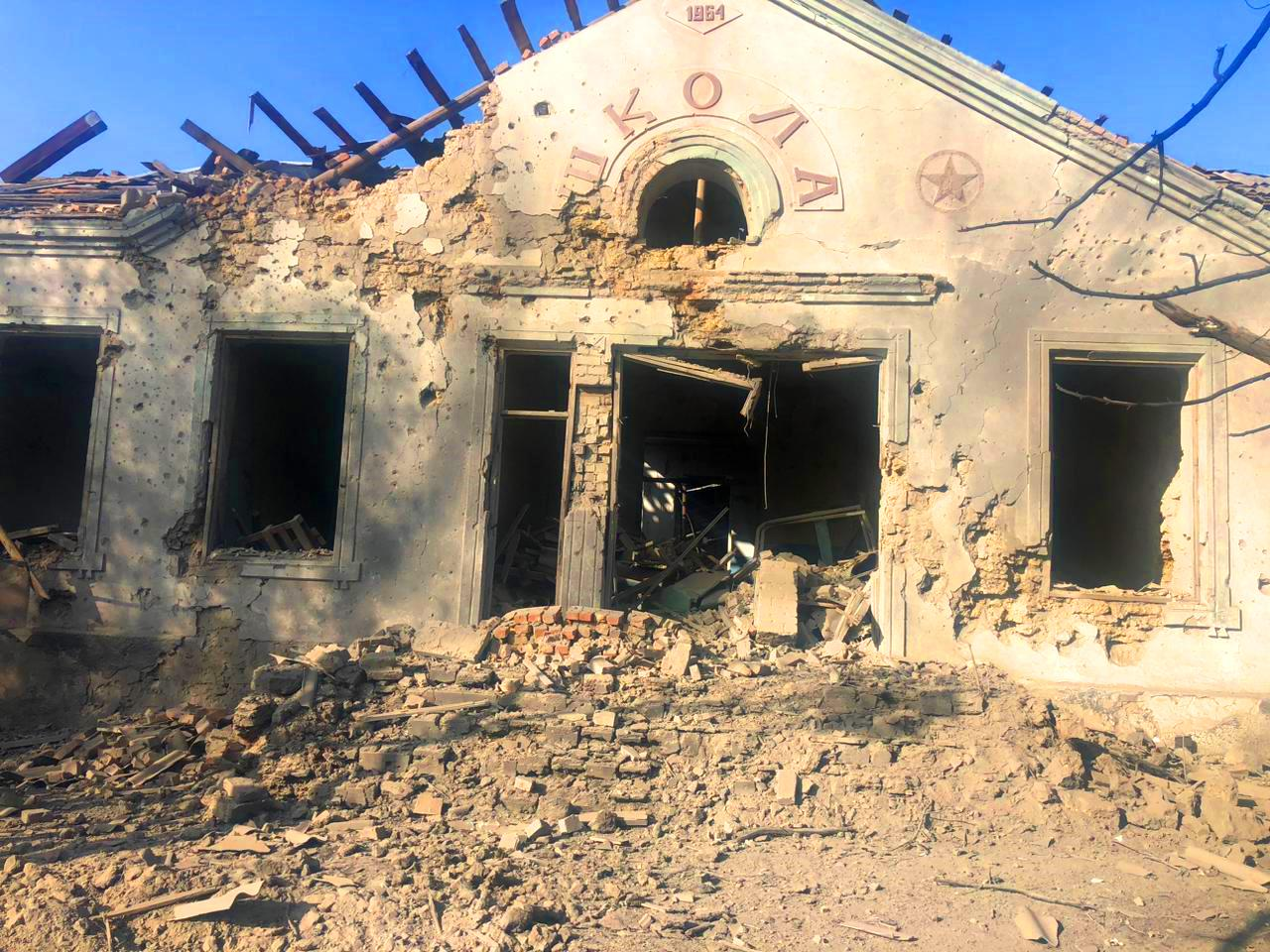
Stary budynek szkoły w wiosce Olhiwka (rejon berysławski) po rosyjskim nalocie.

Sztab Ukrainy podał, że prowadzono działania obronne na wschodzie i na południu kraju oraz działania ofensywne w kierunku Melitopola i Bachmutu. Kontynuowano ofensywę w kierunku Melitopola i Bachmutu, odnosząc częściowy sukces w rejonie Kliszczijiwki i Andrijiwki oraz powodując straty w sile roboczej i sprzęcie. Siły rosyjskie atakowały w kierunkach Łymanu, Bachmutu, Awdijiwki i Marjinki, gdzie odparto do 43 ataków. W kierunku łymańskim i bachmuckim wojska ukraińskie odparły 10 ataków w okolicy Makijiwki, z kolei siły rosyjskie próbowały odzyskać pozycje w rejonie Andrijiwki; Ukraińcy kontynuowali ataki na południe od Bachmutu. W kierunku awdijiwskim i marjińskim siły ukraińskie odparły wszystkie ataki w rejonie Perwomajskiego, zaś Rosjanie przeprowadzili 10 nieudanych ataków w pobliżu Marjinki i Krasnohoriwki. W ciągu doby Rosja przeprowadziła pięć ataków rakietowych, 108 nalotów i 55 ostrzałów na pozycje ukraińskie i obiekty cywilne. Lotnictwo Ukrainy dokonało 14 nalotów na miejsca koncentracji i sześciu na przeciwlotnicze systemy rakietowe; artyleria ostrzelała trzy obszary koncentracji i 21 jednostek artylerii.
Rosja przeprowadziła kolejny, trwający ponad 3h, nocny atak na Ukrainę przy użyciu dronów oraz rakiety. Według Sił Powietrznych Ukrainy Rosjanie wystrzelili z Krymu 31 dronów Shahed 136/131 i rakietę manewrującą Iskander-K; według doniesień nad obwodami mikołajowskim i dniepropetrowskim zniszczono rakietę i 29 dronów. Pozostałe drony, a także szczątki zestrzelonych, spowodowały pożary i zniszczenia w przedsiębiorstwach w Dnieprze i Pawłohradzie. Gubernator Ołeksandr Prokudin poinformował, że jedna osoba zginęła, a siedem zostało rannych w wyniku rosyjskiego nalotu na Antoniwkę na północno-wschodnich przedmieściach Chersonia.
Gubernator Aleksandr Bogomaz podał, że w Rosji przechwycono drona nad obwodem briańskim; nie odnotowano żadnych ofiar ani szkód. Gubernator oskarżył także Ukrainę o uderzenie amunicją kasetową w kilka domów w Klimowie.
W ocenie ISW siły ukraińskie kontynuowały ofensywy w pobliżu Bachmutu i w zachodnim obwodzie zaporoskim. Źródła rosyjskie donosiły, że Ukraińcy kontynuowali ataki w pobliżu Kliszczijiwki i Andrijiwki na południe od Bachmutu i na linii Kopani–Robotyne–Werbowe w obwodzie zaporoskim. Z kolei wojska rosyjskie kontynuowały ataki na linii Kupiańsk–Swatowe–Kreminna, w pobliżu Bachmutu, na linii Awdijiwka–Donieck, na granicy obwodu donieckiego i zaporoskiego oraz w zachodnim obwodzie zaporoskim, posuwając się naprzód na niektórych obszarach. Ponadto rosyjska opozycja „Wierstka” ujawniła, że prawie połowa wszystkich urzędników okupacyjnych wyższego i średniego szczebla w obwodach chersońskim, zaporoskim, donieckim i ługańskim pochodziła z Rosji.
Według Ośrodka Studiów Wschodnich (OSW) w rejonach walk nie doszło do większej zmiany sytuacji. Podejmowane przez obie strony ataki miały charakter ograniczony i nie prowadziły do przełamania obrony przeciwnika. Ukraiński SG donosił w swoich komunikatach o bezskuteczności rosyjskich kontrataków w rejonach, w których wcześniej postępy osiągnęła armia ukraińska (na południowy wschód od Bachmutu oraz na południe od Orichiwa i Wełykiej Nowosiłki), a także o kolejnych atakach w Marjince i na flankach Awdijiwki. 1 października rzecznik Wschodniego Zgrupowania Ukrainy Illa Jewłasz poinformował, że Rosjanie zakończyli formowanie zgrupowania nowej, 25 Armii Ogólnowojskowej (17 tys. żołnierzy) w rejonie Kreminnej, która zluzowała zgrupowanie 41 Armii i 76 Dywizji Desantowo-Szturmowej, które „doznały znaczących strat”.
Pentagon ogłosił, że jest gotowy wysłać na Ukrainę niewielką liczbę uzbrojonych w amunicję kasetową rakiet ATACMS o zasięgu „300 km (190 mil)” w oczekiwaniu na zgodę prezydenta Joe Bidena. Ponadto Pentagon ostrzegł Kongres USA, że kończą mu się pieniądze przeznaczone na pomoc wojskową dla Ukrainy, a agencja została zmuszona do spowolnienia dostaw uzbrojenia. Podsekretarz obrony Michael McCord przekazał Izbie Reprezentantów i Senatowi, że z 25,9 miliarda dolarów przydzielonych przez Kongres na amerykańskie dostawy wojskowe dla Ukrainy pozostało zaledwie 1,6 miliarda dolarów.
Prezydent Wołodymyr Zełenski odwiedził ukraińskie pozycje na froncie kupiańsko–łymańskim w obwodzie charkowskim, zapoznając się z sytuacją operacyjną, przebiegiem działań ofensywnych i defensywnych oraz bieżącymi problemami i potrzebami jednostek. Według ministra obrony Rosji Siergieja Szojgu liczba rosyjskich żołnierzy zaangażowanych w operacje wojskowe na Ukrainie wynosiła 335 tys. Według Szojgu tylko we wrześniu kontrakty podpisało ponad 50 tys. wojskowych.
Rosyjski Komitet Śledczy oskarżył o terroryzm czterech ukraińskich urzędników wojskowych za ich rolę w atakach na ziemię rosyjską i krymską, w tym szefa wywiadu wojskowego Kyryło Budanowa, dowódcę sił powietrznych Mykołę Oleszczuka, dowódcę marynarki wojennej Ołeksija Nejiżpapę i dowódcę 383 Oddzielnego Pułku zdalnie sterowanych statków powietrznych Serhija Burdeniuka.

### 4 października
SG Ukrainy podał, że prowadzono działania obronne na wschodzie i na południu kraju oraz działania ofensywne w kierunku Melitopola i Bachmutu. Kontynuowano ofensywę w kierunku Melitopola i Bachmutu, powodując straty w sile roboczej i sprzęcie. Rosjanie atakowali w kierunkach Łymanu, Bachmutu, Awdijiwki, Marjinki, Szachtarska i Zaporoża, gdzie odparto do 57 ataków. W kierunku łymańskim i bachmuckim wojska ukraińskie odparły atak na północ od Żybyna i siedem ataków na wschód od Makijiwki i północny zachód od Dibrowej, z kolei siły rosyjskie próbowały odzyskać pozycje w rejonie Hryhoriwki, Kliszczijiwki i Andrijiwki; Ukraińcy kontynuowali ataki na południe od Bachmutu. W kierunku awdijiwskim i marjińskim Rosjanie próbowali odzyskać pozycje koło Awdijiwki i poprawić pozycję taktyczną w rejonie Lastoczkina oraz przeprowadzili 15 nieudanych ataków w pobliżu Marjinki i Krasnohoriwki. W kierunku szachtarskim i zaporoskim Ukraińcy odparli ataki w okolicy Zołotej Niwy, Riwnopila, Nowodariwki, Werbowego i Robotyne. W ciągu 24h FR przeprowadziła pięć ataków rakietowych, 60 nalotów i 47 ostrzałów na pozycje ukraińskie i obiekty cywilne. Lotnictwo Ukrainy dokonało 13 nalotów na miejsca koncentracji, a artyleria uderzyła w stanowisko dowodzenia, trzy obszary koncentracji, 10 jednostek artylerii i skład amunicji.
Ukraiński wywiad wojskowy ogłosił, że na Krymie wylądowały siły specjalne i przeprowadziły operację bojową, wdając się w walkę z siłami rosyjskimi. Walki spowodowały straty po obu stronach, po czym siły specjalne wycofały się w ramach zaplanowanej operacji. Gubernator Witalij Kim poinformował, że nad obwodami odeskim i mikołajowskim obrona przeciwlotnicza zestrzeliła 17 dronów Shahed 136/131 podczas nocnego rosyjskiego ataku.
Według strony ukraińskiej w godzinach nocnych drony SBU trafiły system obrony powietrznej S-400 Triumf i obiekt radarowy w pobliżu Biełgorodu. Ministerstwo Obrony Rosji podało, że zestrzelono 31 dronów podczas nocnego ukraińskiego ataku na zachodnie regiony przygraniczne, w tym obwody biełgorodzki, briański i kurski.
Amerykański dziennik The New York Times poinformował, że siły rosyjskie odpierające ukraińską kontrofensywę w obwodzie zaporoskim wprowadziły taktykę tzw. elastycznej obrony, polegającą na kontrolowanym odwrocie z niektórych terenów, a następnie przeprowadzaniu kontrataków. Takie działania Rosjan miały na celu uniemożliwienie Ukraińcom zabezpieczanie zdobytych pozycji jako przyczółków do dalszych ataków. Według ISW Ukraińcy nieznacznie posunęli się naprzód na wschód od Nowoprokopiwki (5 km na południowy wschód od Robotyne) w zachodnim obwodzie zaporoskim. SG Ukrainy donosił o „częściowym sukcesie” na zachód od Robotyne, a źródła rosyjskie podały, że Ukraińcy doszli do rosyjskich okopów na linii Robotyne–Kopani. Donoszono także o postępach pod Bachmutem, gdzie wojska ukraińskie kontynuowały ataki w kierunku linii kolejowej między Kliszczijiwką i Andrijiwką. Ponadto zdaniem ekspertów warunki pogodowe jesienią i zimą spowolnią ukraińską kontrofensywę, ale jej nie zatrzymają. Z kolei wojska rosyjskie kontynuowały ataki na linii Kupiańsk–Swatowe–Kreminna, w pobliżu Bachmutu, na linii Awdijiwka–Donieck, na granicy obwodu donieckiego i zaporoskiego oraz w zachodnim obwodzie zaporoskim, robiąc niewielkie postępy w okolicach Kreminnej.
Urzędnicy amerykańscy ogłosili, że „tysiące” sztuk broni (oraz 1,1 miliona sztuk amunicji) wyprodukowanej w Iranie zostanie przekazane Ukrainie. Broń została przejęta przez Centralne Dowództwo USA w grudniu 2022 roku jako ładunek przeznaczony do Jemenu. Niemiecki rząd federalny zdecydował, aby na razie nie dostarczać Ukrainie rakiet manewrujących Taurus, o co Ukraina prosiła od dawna.
Litwa otworzyła korytarz dla ukraińskiego zboża docierającego do portów bałtyckich, a ukraiński minister rolnictwa Mykoła Solski dodał, że ukraiński eksport produktów rolnych kierowany do Kłajpedy będzie sprawdzany bezpośrednio w porcie zamiast na polskiej granicy, w celu przyśpieszenia przepływu.

### 5 października
Sztab Ukrainy poinformował, że prowadzono działania obronne na wschodzie i na południu kraju oraz działania ofensywne w kierunku Melitopola i Bachmutu. Kontynuowano ofensywę w kierunku Melitopola i Bachmutu, powodując straty w sile roboczej i sprzęcie. Rosja atakowała w kierunkach Łymanu, Bachmutu, Awdijiwki, Marjinki, Szachtarska i Zaporoża, gdzie odparto do 37 ataków. W kierunku łymańskim i bachmuckim wojska ukraińskie odparły cztery ataki na wschód od Makijiwki oraz odniosły sukces na wschód od Andrijiwki, z kolei siły rosyjskie próbowały odzyskać pozycje w rejonie Dilijiwki; Ukraińcy kontynuowali ataki na południe od Bachmutu. W kierunku awdijiwskim i marjińskim wojska rosyjskie przeprowadziły ataki w rejonie Awdijiwki i 14 nieudanych ataków w pobliżu Marjinki i Nowomychajliwki. W kierunku szachtarskim i zaporoskim Ukraińcy odparli ataki w pobliżu Zołotej Niwy, Wodiane i na południowy wschód od Robotyne. W ciągu dnia Rosja przeprowadziła trzy ataki rakietowe, 65 nalotów i 50 ostrzałów na pozycje ukraińskie i obiekty cywilne. Lotnictwo Ukrainy dokonało 12 nalotów na miejsca koncentracji oraz siedmiu na przeciwlotnicze systemy rakietowe, z kolei artyleria zaatakowała węzeł komunikacyjny, kompleks rakiet przeciwlotniczych, 9 jednostek artylerii, magazyn paliw i smarów oraz stację radarową i stację walki radioelektronicznej.
Około 13:15 czasu lokalnego 52 osoby, w tym 6-letni chłopiec, zginęły, a co najmniej siedem zostało poważnie rannych (wszystkie ofiary to miejscowa ludność cywilna), z kolei cztery uznano za zaginione po tym, jak sklep i kawiarnia, w której odbywała się stypa, zostały trafione przez rosyjski pocisk Iskander we wsi Hroza w obwodzie charkowskim, 30 km na zachód od Kupiańska. Gubernator Ołeh Syniehubow nazwał atak „najkrwawszą zbrodnią popełnioną przez Rosjan w obwodzie charkowskim od początku inwazji na pełną skalę” oraz ogłosił w obwodzie trzydniową żałobę w dniach 6–8 października. Szef MSW Ukrainy Ihor Kłymenko powiedział, że w momencie ataku było tam tak wiele osób, ponieważ czuwały w kawiarni nad zmarłą osobą, a katastrofa prawdopodobnie dotknęła każdą rodzinę w tym małym miasteczku.
Rosja przeprowadziła kolejny atak dronów Shahed 136/131 na Ukrainę. Według Sił Powietrznych Ukrainy wystrzelono 29 dronów, z czego 24 zniszczono w obwodach kirowogradzkim, mikołajowskim i odeskim. Eksplozje odnotowano w pobliżu Kropywnyckiego i Mirhorodu. Gubernator Ołeksandr Prokudin poinformował, że o 9:30 czasu lokalnego w wyniku rosyjskiego ostrzału artyleryjskiego na centrum Chersonia zginęły dwie osoby, a jedna została ranna. Rosjanie przeprowadzili pięć nalotów w rejonie berysławskim, uderzając m.in. w szpital w Berysławiu i raniąc kilka osób. Rosja ostrzelała osiem hromad w obwodzie sumskim, atakując 22 razy w ciągu doby. Zarejestrowano co najmniej 131 eksplozji, m.in. Krasnopole zaatakowano za pomocą moździerzy, artylerii i rakiet niekierowanych, podczas gdy Seredynę-Budę za pomocą wyrzutni BM-21 Grad, w wyniku czego zginął cywil. Według źródeł rosyjskich jeden cywil zginął, a trzech zostało rannych podczas próby rozbrojenia amunicji kasetowej wystrzelonej przez Ukrainę w okupowanej Gorłówce.
Gubernator Roman Starowojt powiedział, że w wyniku ukraińskiego ataku amunicją kasetową na przygraniczne miasto Rylsk w obwodzie kurskim jedna osoba została ranna, a kilka budynków zostało uszkodzonych. Znaleziono także niewybuchy. Następnej nocny ukraiński atak dronów na obiekty infrastruktury w rejonach sudżańskim, koreniewskim, głuszkowskim spowodował przerwy w dostawie prądu; według kanałów na Telegramie przerwy prądu wystąpiły w 67 miejscowościach.
Według ISW „Władimir Putin niezgodnie z prawdą twierdzi, że Rosja chce ustalić zasady nowego wielobiegunowego porządku światowego, podczas gdy w istocie Kreml dąży do zwiększenia siły Rosji, unicestwienia państwowości Ukrainy i rozbicia NATO”. Siły ukraińskie kontynuowały ofensywy w pobliżu Bachmutu i w zachodnim obwodzie zaporoskim; według doniesień posuwały się naprzód. SG Ukrainy podał, że siły ukraińskie odniosły bliżej niesprecyzowane sukcesy na wschód od Andrijiwki, a rzecznik Ołeksandr Sztupun poinformował, że Ukraińcy odnieśli częściowy sukces na zachód od Robotyne. Z kolei wojska rosyjskie kontynuowały ataki na linii Kupiańsk–Swatowe–Kreminna, w pobliżu Bachmutu, na linii Awdijiwka–Donieck, na granicy obwodu donieckiego i zaporoskiego oraz w zachodnim obwodzie zaporoskim, nie robiąc żadnych potwierdzonych postępów. Armia rosyjska prawdopodobnie przerzuciła elementy 41 Armii Ogólnowojskowej i 810 Gwardyjskiej Brygady Piechoty Morskiej w kierunku Chersonia.
Brytyjskie MON podało, że Rosjanie wzmacniali fortyfikacje w rejonie Orichiwa, co odzwierciedlało ich obawy o to, że siły ukraińskie mogą dokonać przełomu na tym odcinku frontu. Mer Melitopola Iwan Federow powiedział, że budowano dodatkowe fortyfikacje na osi Orichiwa. W Nowopokrowce były budowane złożone podziemne dwupoziomowe bunkry z tunelami i okopami. W Tokmaku budowano dodatkowe fortyfikacje obronne i wypełniano okopy betonem. Umocnienia zaobserwowano także na południu Robotyne, na osi sił ukraińskich. Zdaniem Ministerstwa „bunkry zapewnią rosyjskim żołnierzom oraz elementom dowodzenia dodatkową ochronę przed atakami ciężkiej ukraińskiej artylerii i dronów. Beton wzmocni systemy okopów przed potencjalnie mokrymi i błotnistymi warunkami w nadchodzących tygodniach”.
Podczas trzeciego Szczytu Europejskiej Wspólnoty Politycznej w Granadzie w Hiszpanii, w którym uczestniczył prezydent Zełenski, Hiszpania ogłosiła przekazanie Ukrainie sześciu systemów obrony powietrznej MIM-23 Hawk. Z kolei kanclerz Niemiec Olaf Scholz obiecał Ukrainie drugi system obrony powietrznej Patriot. Niemiecki rząd federalny obiecał Ukrainie dostawy sprzętu wojskowego o wartości 5,4 mld euro w 2023 roku i technologii wojskowej o wartości ok. 10,5 mld euro w kolejnych latach. Wielka Brytania zadeklarowała pakiet pomocy humanitarnej obejmujący gwarancję pożyczki w wysokości 500 mln funtów wypłaconą za pośrednictwem Banku Światowego w celu zapewnienia płatności w okresie zimowym dla trzech milionów gospodarstw domowych, 41 mln dolarów dla Organizacji Narodów Zjednoczonych i organizacji charytatywnych zapewniających Ukraińcom schronienie i ciepłą odzież zimową oraz 12 milionów dolarów na utrzymanie dostaw energii elektrycznej. Parlament Europejski zatwierdził nową formę pomocy Ukrainie o wartości 50 miliardów euro. Środki zostaną przeznaczone na wsparcie odbudowy i modernizacji kraju do 2024 roku. Z kolei stacja CBS, powołując się na urzędników amerykańskich, podała, że Korea Północna rozpoczęła dostawy artylerii do Rosji na potrzeby działań wojennych na Ukrainie.
Gabinet Ministrów Ukrainy powołał trzech zastępców (wiceministrów obrony) Rustema Umierowa: Iwana Gawryliuka, Stanisława Hejdera i Dmytro Klimenkowa. Wiceminister spraw wewnętrznych Ukrainy Leonid Tymczenko poinformował, że „ponad 26 tys. osób było uznawanych za zaginione w szczególnych okolicznościach. Z tego 11 tys. to cywile, a prawie 15 tys. to wojskowi”.

### 6 października

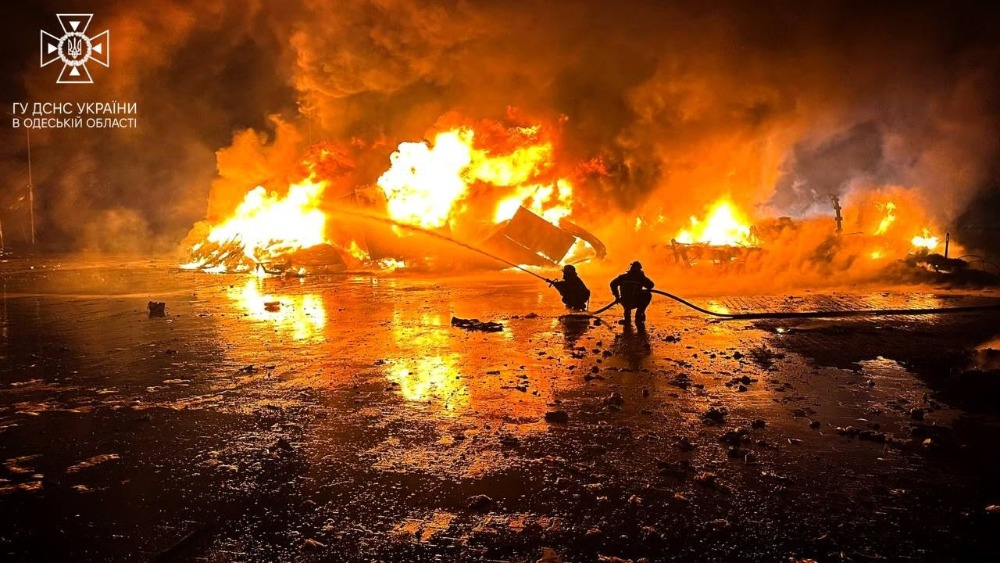
Zniszczenia w obwodzie odeskim po nocnym rosyjskim ataków dronów.

Rzecznik Wschodniego Zgrupowania Illa Jewłasz poinformował, że siły ukraińskie przesunęły się na różnych odcinkach południowej flanki Bachmutu na odległość do 400 m. Dodał również, że w pobliżu Kliszczijiwki „jest bardzo trudna, napięta sytuacja, przeciwnik wykorzystuje codziennie setki, jeśli nie tysiące pocisków artyleryjskich, ale mimo tego trzymamy front”.
SG Ukrainy poinformował, że prowadzono działania obronne na wschodzie i na południu kraju oraz działania ofensywne w kierunku Melitopola i Bachmutu. Kontynuowano ofensywę w kierunku Melitopola i Bachmutu, odnosząc „częściowy sukces” na północ od Kopani i na północ od Nowoprokopiwki oraz wschodniej Andrijiwce. FR atakowała w kierunkach Kupiańska, Łymanu, Bachmutu, Awdijiwki, Marjinki, Szachtarska i Zaporoża, gdzie odparto do 34 ataków. W kierunku kupiańskim, łymańskim i bachmuckim siły ukraińskie odparły pięć ataków w rejonie Sinkiwki i Iwaniwki oraz pięć ataków w pobliżu Makijiwki, z kolei Rosjanie próbowali odzyskać pozycje w rejonie Andrijiwki; Ukraińcy kontynuowali ataki na południe od Bachmutu. W kierunku awdijiwskim i marjińskim wojska rosyjskie przeprowadziły 10 nieudanych ataków w pobliżu Marjinki i Nowomychajliwki. W kierunku szachtarskim i zaporoskim Ukraińcy odparli ataki w pobliżu Wuhłedaru, Zołotej Niwy, Staromajorśkiego, Pryjutnego i na północny wschód od Nowoprokopiwki. W ciągu doby armia rosyjska przeprowadziła trzy ataki rakietowe, 67 nalotów i 46 ostrzałów na pozycje ukraińskie i obiekty cywilne. Ukraińskie lotnictwo dokonało 13 nalotów na miejsca koncentracji oraz trzech na przeciwlotnicze systemy rakietowe; artyleria zniszczyła stanowisko dowodzenia, system obrony przeciwlotniczej, sześć jednostek artylerii, rejon koncentracji i stację walki radioelektronicznej.
W nocy armia rosyjska przeprowadziła kolejny atak na Ukrainę przy użyciu dronów Shahed 136/131. Według Sił Powietrznych Ukrainy wystrzelono łącznie 33 drony, z czego 25 zostało zniszczonych w obwodach odeskim, mikołajowskim, charkowskim, dniepropetrowskim, czerkaskim i żytomierskim, w tym 11 na południu kraju. Infrastruktura portowa i graniczna w obwodzie odeskim została uszkodzona. Uszkodzeniu uległ spichlerz ze zbożem, spłonęło dziewięć ciężarówek, a przeprawa promowa w Orliwce została tymczasowo wstrzymana. Minister spraw wewnętrznych Ihor Kłymenko poinformował, że nad ranem wojska rosyjskie przeprowadziły atak rakietowy na centrum Charkowa (według wstępnych danych dwoma rakietami Iskander), w wynik czego zginęły dwie osoby, w tym 10-letnie dziecko, a 30 zostało rannych. Jedna rakieta uderzyła w drogę i uszkodziła pobliską infrastrukturę, natomiast druga trafiła w 3-piętrowy budynek mieszkalny, powodując pożar. Uszkodzonych zostało ponad 70 budynków. Według doniesień rosyjska obrona przeciwlotnicza po raz kolejny zestrzeliła na południu Ukrainy myśliwiec należący do rosyjskich Sił Powietrznych.
W opinii ISW siły ukraińskie kontynuowały kontrofensywę w pobliżu Bachmutu i posunęły się do przodu w zachodnim obwodzie zaporoskim, jednak Rosjanie nadal trzymali obronę na kluczowym odcinku frontu w okolicach Orichiwa. Według materiałów geolokacyjnych ukraińscy żołnierze przesunęli się do linii drzew między miejscowościami Robotyne i Werbowe, ok. 6 km na południowy wschód od Robotyne. Z kolei wojska rosyjskie kontynuowały ataki na linii Kupiańsk–Łyman, w pobliżu Bachmutu, na linii Awdijiwka–Donieck, na granicy obwodu donieckiego i zaporoskiego oraz w zachodnim obwodzie zaporoskim, posuwając się naprzód na niektórych obszarach. Według doniesień wojska rosyjskie wznowiły ofensywę w pobliżu Kupiańska, jednakże większość sił rosyjskich rozmieszczonych na tym odcinku frontu prawdopodobnie pozostawała nieskuteczna bojowo. Instytut, powołując się na rzecznika Wschodniego Zgrupowania, podał także, że wojsko ukraińskie szykowało się do działań ofensywnych w okresie jesienno-zimowym. Ponadto Rosja zwerbowała do walki na Ukrainie nawet kilkuset obywateli Serbii.
Według OSW Ukraińcy prawdopodobnie zintensyfikowali działania w obwodzie chersońskim, starając się poszerzyć przyczółki i wzmocnić obecność na wyspach na Dnieprze. Ukraińskie grupy dywersyjno-rozpoznawcze pojawiły się również na lewym brzegu rzeki, m.in. w okolicach zniszczonego mostu Antonowskiego. Według SG Ukrainy Rosjanie zaktywizowali ataki niedaleko Zołotej Niwy w zachodnim obwodzie donieckim i Makijiwce w obwodzie ługańskim, a także ponownie przekroczyli kanał Doniec–Donbas na południowy zachód od Bachmutu i zaatakowali zachodnie obrzeża Awdijiwki. Rosyjskie ataki w tych rejonach, w Marjince i jej okolicach nie przyniosły powodzenia, podobnie jak ukraińskie ataki na południe od Orichiwa i południowy zachód od Bachmutu.
Szwecja obiecała Ukrainie pakiet pomocy wojskowej o wartości 199,8 miliona dolarów, który obejmował amunicję artyleryjską, części zamienne, sprzęt dla piechoty i sprzęt komunikacyjny.

### 7 października
Rzecznik Wschodniego Zgrupowania Illa Jewłasz podał, że w ciągu ostatniej doby siły ukraińskie odnotowały 774 rosyjskie ataki na kierunku Kupiańsk–Łyman, stwierdzając, że liczba ataków była „jedną z rekordowych”. Dodał, że Rosjanie „wykorzystywali wszystko, co było dostępne”, aby zaatakować pozycje ukraińskie, w tym drony, moździerze, artylerię, rakiety i broń strzelecką. Według niego na tym odcinku doszło do 14 starć bojowych, z których wszystkie zostały odparte z powodu potężnych fortyfikacji i „zaciekłego oporu” sił ukraińskich.
Ukraiński Sztab podał, że prowadzono działania obronne na wschodzie i na południu kraju oraz działania ofensywne w kierunku Melitopola i Bachmutu. Kontynuowano ofensywę w kierunku Melitopola i Bachmutu, odnosząc „częściowy sukces” na północnym wschodzie od Andrijiwki oraz powodując straty w sile roboczej i sprzęcie. Rosjanie atakowali w kierunkach Kupiańska, Łymanu, Bachmutu, Awdijiwki, Marjinki i Szachtarska, gdzie odparto do 68 ataków. W kierunku kupiańskim, łymańskim i bachmuckim Ukraińcy odparli 13 ataków w rejonie Sinkiwki i Iwaniwki oraz sześć ataków w pobliżu Makijiwki, z kolei Rosjanie próbowali odzyskać pozycje w rejonie Andrijiwki. W kierunku awdijiwskim i marjińskim siły rosyjskie przeprowadziły ponad 20 nieudanych ataków w rejonie Awdijiwki, Perwomajskiego, Marjinki i Krasnohoriwki i Nowomychajliwki. W kierunku szachtarskim Ukraińcy odparli ok. 10 ataków w pobliżu Wodiane i Zołotej Niwy. W ciągu 24h FR przeprowadziła osiem ataków rakietowych, 34 naloty i 37 ostrzałów na pozycje ukraińskie i obiekty cywilne (odnotowano zabitych i rannych wśród cywilów oraz zniszczoną infrastrukturę). Ukraińskie lotnictwo dokonało ośmiu nalotów na miejsca koncentracji oraz pięciu na przeciwlotnicze systemy rakietowe, natomiast artyleria uderzyła we wrogą artylerię, obszar koncentracji i stację walki radioelektronicznej.
Gubernator Ołeh Kiper poinformował, że armia rosyjska wystrzeliła z Krymu naddźwiękowe rakiety Oniks, trafiając w budynek pensjonatu i spichlerz w obwodzie odeskim. Cztery osoby zostały ranne. Uszkodzonych zostało kilka budynków mieszkalnych, a na skutek spadających szczątków rakiet i fali uderzeniowej wybuchł pożar garaży. Ukraińskie media podały, że miasto Czarnomorsk, w którym znajduje się główny port, zostało zniszczone w wyniku ataku rakietowego. Gubernator Jurij Małaszko poinformował, że jedna osoba zginęła, a dwie zostały ranne w wyniku rosyjskiego ataku amunicją kasetową w Bilenke w południowo-wschodnim obwodzie zaporoskim. Według gubernatora, powołującego się na wstępne dane, ok. 8:00 Rosjanie wystrzelili rakiety zawierające amunicję kasetową przy użyciu wieloprowadnicowej wyrzutni rakiet. W Mikołajowie odnotowano cztery potężne eksplozje. Ataki prawdopodobnie przeprowadzono za pomocą dronów i rakiet. Później poinformowano, że siły rosyjskie użyły rakiet Ch-35U. W kontrolowanej przez Rosję Nowej Kachowce wysadzony został samochód Władimira Malowa, sekretarza lokalnego oddziału Jednej Rosji. Malow zmarł w szpitalu w wyniku odniesionych obrażeń.
Na Krymie odnotowano ataki rakietowe w Dżankoju, Eupatorii i Krasnoperekopsku. Ministerstwo Obrony Rosji podało, że ataki przeprowadzono przy użyciu przerobionych rakiet przeciwlotniczych S-200. Gubernator Wiaczesław Gładkow poinformował, że w godzinach porannych zginęła jedna osoba w wyniku ukraińskiego ostrzału (za pomocą wyrzutni Grad) w Urazowie w rejonie wałujskim. Rosyjskie Ministerstwo Obrony stwierdziło także, że rano zniszczono trzy rakiety Toczka-U nad obwodem biełgorodzkim oraz udaremniono atak dronów na Moskwę.
Brytyjskie MON podało, że siły ukraińskie skutecznie związały znaczne wojska rosyjskie w sektorze Wełykiej Nowosiłki, na zachód od miasta Wuhłedar. Według doniesień w sektorze związano elementy 36 i 5 Armii oraz szereg jednostek powietrznodesantowych, uniemożliwiając im wzmocnienie innych obszarów. W ciągu ostatnich czterech tygodni sektor stał się stosunkowo spokojny, a walki były znacznie mniej intensywne niż w czerwcu i lipcu 2023 roku. Latem Ukraina wyzwoliła co najmniej 125 km² terytorium na tym odcinku. Zdaniem Ministerstwa „siły rosyjskie prawdopodobnie pozostaną w defensywie, aby chronić się przed możliwymi przyszłymi ukraińskimi ofensywami. Jest mało prawdopodobne, aby w ciągu najbliższych sześciu tygodni doszło do znaczącego wycofania sił rosyjskich z tego odcinka”.
Według ISW władze rosyjskie nasiliły po atakach Hamasu na Izrael kilka operacji informacyjnych, które miały osłabić wsparcie Zachodu dla Ukrainy i odwrócić uwagę od tego kraju. Zdaniem ekspertów Rosja zarzucała Zachodowi lekceważenie konfliktów na Bliskim Wschodzie na rzecz wspierania Ukrainy i będzie się starała przedstawić poświęcanie uwagi Ukrainie jako zero-jedynkową alternatywę wobec Bliskiego Wschodu. Siły ukraińskie kontynuowały ofensywy w pobliżu Bachmutu i w zachodnim obwodzie zaporoskim, robiąc postępy się w obu kierunkach. Z kolei wojska rosyjskie kontynuowały ataki na linii Kupiańsk–Swatowe–Kreminna, w pobliżu Bachmutu, na linii Awdijiwka–Donieck, na granicy obwodu donieckiego i zaporoskiego oraz w zachodnim obwodzie zaporoskim, posuwając się naprzód na niektórych obszarach.
Prezydent Stanów Zjednoczonych Joe Biden rozważał zwrócenie się do Kongresu z prośbą o przeznaczenie dla Ukrainy największego w historii pakietu pomocy wojskowej i humanitarnej o wartości ok. 100 miliardów dolarów.

### 8 października
SG Ukrainy poinformował, że prowadzono działania obronne na wschodzie i na południu kraju oraz działania ofensywne w kierunku Melitopola i Bachmutu. Kontynuowano ofensywę w kierunku Melitopola i Bachmutu, odnosząc „częściowe sukcesy” na zachód od Werbowego oraz w rejonie Kliszczijiwki i Andrijiwki. Rosjanie atakowali w kierunkach Kupiańska, Łymanu, Bachmutu, Awdijiwki, Marjinki i Zaporoża, gdzie odparto do 37 ataków. W kierunku kupiańskim, łymańskim i bachmuckim Ukraińcy odparli trzy ataki w rejonie Sinkiwki i Iwaniwki, cztery ataki w pobliżu Makijiwki oraz ataki na północ od Bohdaniwki, Kliszczijiwki i Andrijiwki. W kierunku awdijiwskim i marjińskim Rosjanie przeprowadzili ok. 15 nieudanych ataków w okolicy Awdijiwki, Marjinki i Nowomychajliwki. W kierunku zaporoskim Ukraińcy odparli ataki na północ od Nowopropowki. W ciągu doby Rosja przeprowadziła sześć nalotów i 29 ostrzałów na pozycje ukraińskie i obiekty cywilne. Lotnictwo Ukrainy dokonało trzech nalotów na miejsca koncentracji, natomiast artyleria zaatakowała trzy jednostki artylerii, dwie stacje radarowe, dwa obszary koncentracji i dwa składy amunicji.
Sztabu Ukrainy poinformował, że w ciągu czterech dni ukraińska brygada zniszczyła 25 rosyjskich czołgów podczas działań w okolicach Łymanu, stwierdzając, że „to więcej niż Rosjanie są w stanie wyprodukować w ciągu dwóch miesięcy”. Ekspert wojskowy Iwan Kyryczewski powiedział, że „Rosjanie skoncentrowali w tym rejonie zbyt wiele czołgów. Jedna jednostka zniszczyła prawie batalion czołgów (...) w ciągu kilku dni”, dodając, że wojska rosyjskie zwiększyły liczbę pojazdów pancernych do 1000 na kierunku Kupiańska i Łymanu.
Według władz lokalnych w ciągu ostatniej doby w rosyjskich atakach na osiem obwodów zginęło dwóch cywilów, a 22 innych zostało rannych. Gubernator Ołeksandr Prokudin podał, że siły rosyjskie zaatakowały obwód chersoński 53 razy, wystrzeliwując 288 pocisków z różnej broni, w wyniku czego zginęła jedna osoba, a 18 zostało rannych, w tym dwoje dzieci. Według gubernatora Ołeha Siniehubowa Rosjanie zaatakowali ponad 15 miejscowości w obwodzie charkowskim, używając artylerii, moździerzy i innej broni. Rosyjski atak rakietowy na Kostantynowkę ranił czterech mieszkańców i uszkodził 19 domów, 10 apartamentowców oraz infrastrukturę energetyczną.
W ocenie ISW siły rosyjskie zaczęły ponownie minować oczyszczone wcześniej tereny, aby zakłócić ukraińską logistykę. Rosjanie intensywnie zaminowywali obszary na linii Robotyne–Werbowe na kierunku Zaporoża, aby zakłócić logistykę i spowolnić ataki ukraińskie w zachodnim obwodzie zaporoskim. Wojska rosyjskie zintensyfikowały także taktyczne działania ofensywne na kilku obszarach frontu poza obwodem zaporoskim, aby rozciągnąć obronę Ukrainy i osłabić jej działania. Tymczasem Ukraińcy kontynuowali kontrofensywę w pobliżu Bachmutu i nieznacznie posunęli się naprzód w zachodnim obwodzie zaporoskim. Materiały geolokalizowane pokazały, że siły ukraińskie osiągnęły ograniczone postępy na północ od Nowoprokopiwki, a rosyjski bloger wojenny podał, że posunęły się również w pobliżu Kopani. Ukraiński SG podał, że Ukraińcy odnieśli częściowy sukces na północny wschód od Andrijiwki, a źródła rosyjskie donosiły, że kontynuowali ataki w pobliżu Andrijiwki i Kurdiumowki. Z kolei wojska rosyjskie kontynuowały ataki na linii Kupiańsk–Swatowe–Kreminna, w pobliżu Bachmutu, na linii Awdijiwka–Donieck, na granicy obwodu donieckiego i zaporoskiego oraz w zachodnim obwodzie zaporoskim, posuwając się naprzód na niektórych obszarach. Ponadto rosyjskojęzyczny dziennik Current Time z siedzibą w Pradze podał, że wzrosła liczba przypadków dezercji w rosyjskiej armii.
Brytyjskie Ministerstwo Obrony podało, że w ostatnich latach wzmocniło się partnerstwo Rosji z Iranem, a inwazja na Ukrainę dodatkowo je przyspieszyła. Międzynarodowa izolacja zmusiła FR do przekierowania swojej polityki zagranicznej na mniej pożądane wcześniej partnerstwa w celu uzyskania wsparcia dyplomatycznego, gospodarczego i wojskowego. Irańska pomoc wojskowa dla rosyjskiej armii obejmowała amunicję artyleryjską oraz setki dronów, które stały się kluczowym elementem rosyjskiej kampanii ataków dalekiego zasięgu; umowa została rozszerzona o montaż i produkcję dronów na licencji w rosyjskich fabrykach. Rosyjsko-irańskie więzi dyplomatyczne i gospodarcze również uległy intensyfikacji.

### 9 października
Sztab Ukrainy oświadczył, że prowadzono działania obronne na wschodzie i na południu kraju oraz działania ofensywne w kierunku Melitopola i Bachmutu. Kontynuowano ofensywę w kierunku Melitopola, powodując straty w sile roboczej i sprzęcie. Siły rosyjskie atakowały w kierunkach Kupiańska, Łymanu, Bachmutu, Awdijiwki, Marjinki, Szachtarska i Zaporoża, gdzie odparto do 39 ataków. W kierunku kupiańskim, łymańskim i bachmuckim wojska ukraińskie odparły pięć ataków w rejonie Sinkiwki i Iwaniwki, siedem ataków w pobliżu Makijiwki oraz cztery ataki w pobliżu Kliszczijiwki; Ukraińcy kontynuowali ataki na południe od Bachmutu, odnosząc „częściowy sukces” w rejonie Andrijiwki. W kierunku awdijiwskim i marjińskim Rosjanie przeprowadzili ponad 15 nieudanych ataków w okolicy Marjinki i Nowomychajliwki. W kierunku szachtarskim i zaporoskim Ukraińcy odparli ataki w pobliżu Staromajorśkiego i Lewadnego. W ciągu 24h Rosja przeprowadziła jeden atak rakietowy, 63 naloty i 47 ostrzałów na pozycje ukraińskie i obiekty cywilne. Lotnictwo Ukrainy dokonało 10 nalotów na miejsca koncentracji, z kolei artyleria uderzyła w stanowisko dowodzenia, magazyn amunicji, dwa obszary koncentracji i stację walki radioelektronicznej.
Według urzędnika rosyjskiej administracji obwodu zaporoskiego Władimira Rogowa, ukraińska armia przeprowadziła pięć operacji ofensywnych w rejonie Robotyne–Kopani, jednak wszystkie zostały odparte. Siły Powietrzne Ukrainy poinformowały, że wieczorem Rosja wystrzeliła kilka fal dronów, kierujących się w stronę obwodów odeskiego i mikołajowskiego, a następnie kolejna grupa dronów zmierzała w kierunku obwodu dniepropetrowskiego.
W opinii ISW siły ukraińskie kontynuowały kontrofensywę w pobliżu Bachmutu oraz w zachodnim obwodzie donieckim i zachodnim obwodzie zaporoskim; według doniesień posunęli się naprzód w zachodnim obwodzie zaporoskim i w pobliżu Bachmutu. Z kolei wojska rosyjskie kontynuowały ataki na linii Kupiańsk–Swatowe–Kreminna, w pobliżu Bachmutu, na linii Awdijiwka–Donieck, na granicy obwodu donieckiego i zaporoskiego oraz w zachodnim obwodzie zaporoskim, robiąc pewnie postępy na niektórych obszarach. Według doniesień Rosjanie rozpoczęli zlokalizowane ataki na południe od Hulajpola i mogli zreorganizować Południowe Zgrupowanie Sił, prawdopodobnie w celu dalszej obrony przed ukraińską kontrofensywą.
Brytyjskie MON podało, że jest bardzo mało prawdopodobne, aby jakakolwiek kolejna fala mobilizacji miała miejsce przed rosyjskimi wyborami prezydenckimi w marcu 2024 roku. Wybory prezydenckie w Rosji odbędą się 17 marca 2024 roku, a prezydent Władimir Putin prawdopodobnie wystartuje w nich ponownie. Rosyjskie wybory podlegają ingerencji i kontroli Kremla, jednak pozostawały one podstawowym narzędziem legitymizacji politycznej. Zdaniem Ministerstwa „kampania wyborcza Putina skupi się na temacie Rosji jako odrębnej cywilizacji, potrzebującej obrony przed wrogami zewnętrznymi, czyli narracji często wykorzystywanej do uzasadnienia działań państwa i konsolidacji władzy Putina”. Wobec tego w okresie poprzedzającym wybory Kreml będzie unikał niepopularnych posunięć politycznych, w wyniku czego jest mała szansa, aby kolejna mobilizacja w Rosji odbyła się w tym czasie.
Hiszpański rząd zapowiedział przekazanie siłom ukraińskim sześciu kolejnych systemów przeciwlotniczych MIM-23 Hawk, systemów do walki z dronami oraz sprzętu do rozminowywania terenu.
Prezydent Wołodymyr Zełenski odwołał generała majora Ihora Tantsurę ze stanowiska dowódcy Sił Obrony Terytorialnej Ukrainy i zastąpił go generałem majorem Anatolijem Barhylewiczem, który został także zastępcą szefa sztabu Dowództwa Wojsk Lądowych.
Ukraiński wywiad wojskowy poinformował, że rosyjski wywiad wojskowy GRU przekazał Hamasowi zdobytą podczas walk na Ukrainie broń wyprodukowaną w Stanach Zjednoczonych i krajach Unii Europejskiej. Dodano również, że prawdopodobnie następnym krokiem strony rosyjskiej mogą być fake newsy oskarżające ukraińskich wojskowych o sprzedaż zachodniej broni terrorystom.

### 10 października

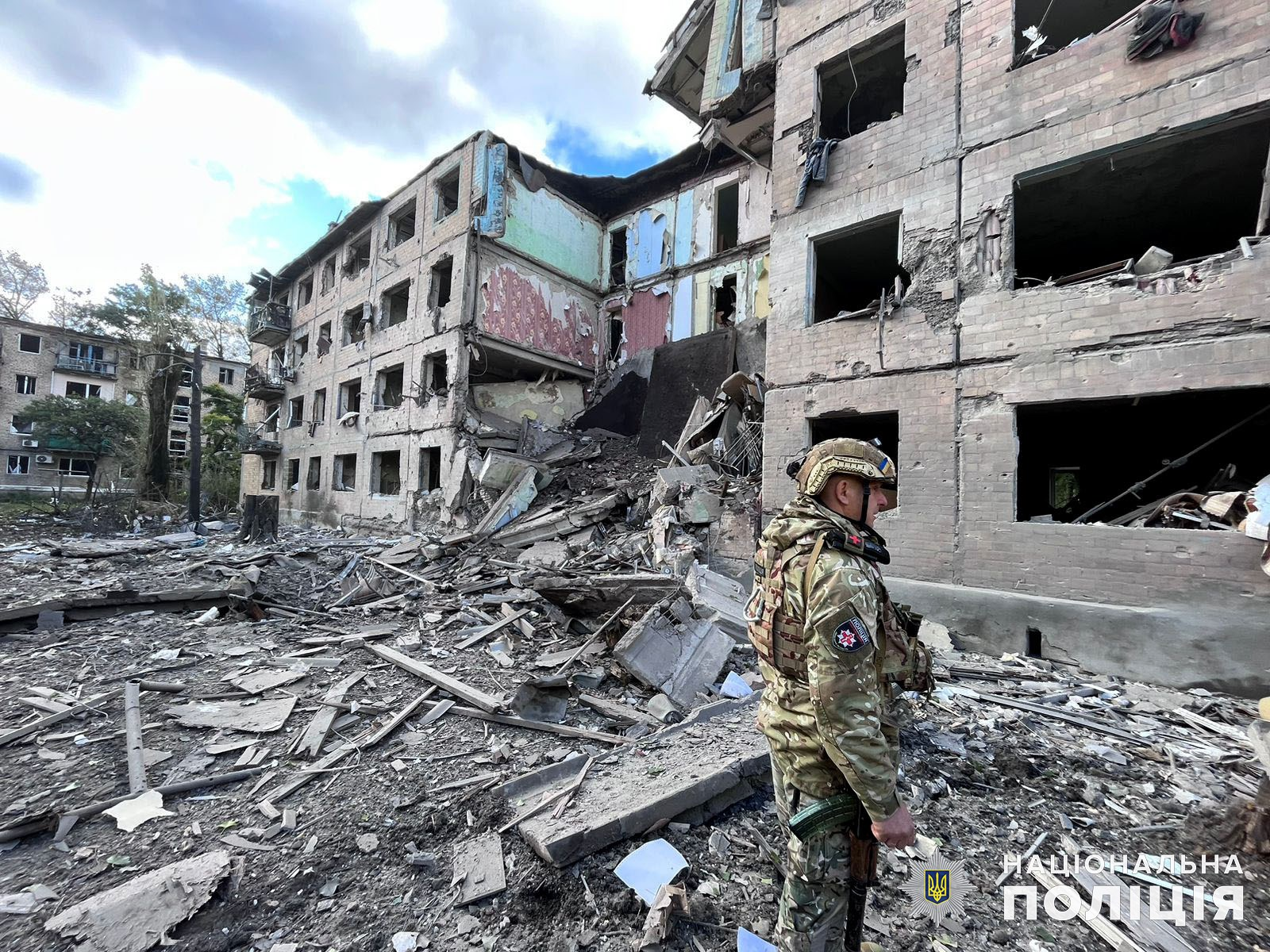
Budynek mieszkalny w mieście Awdijiwce po rosyjskich nalotach.

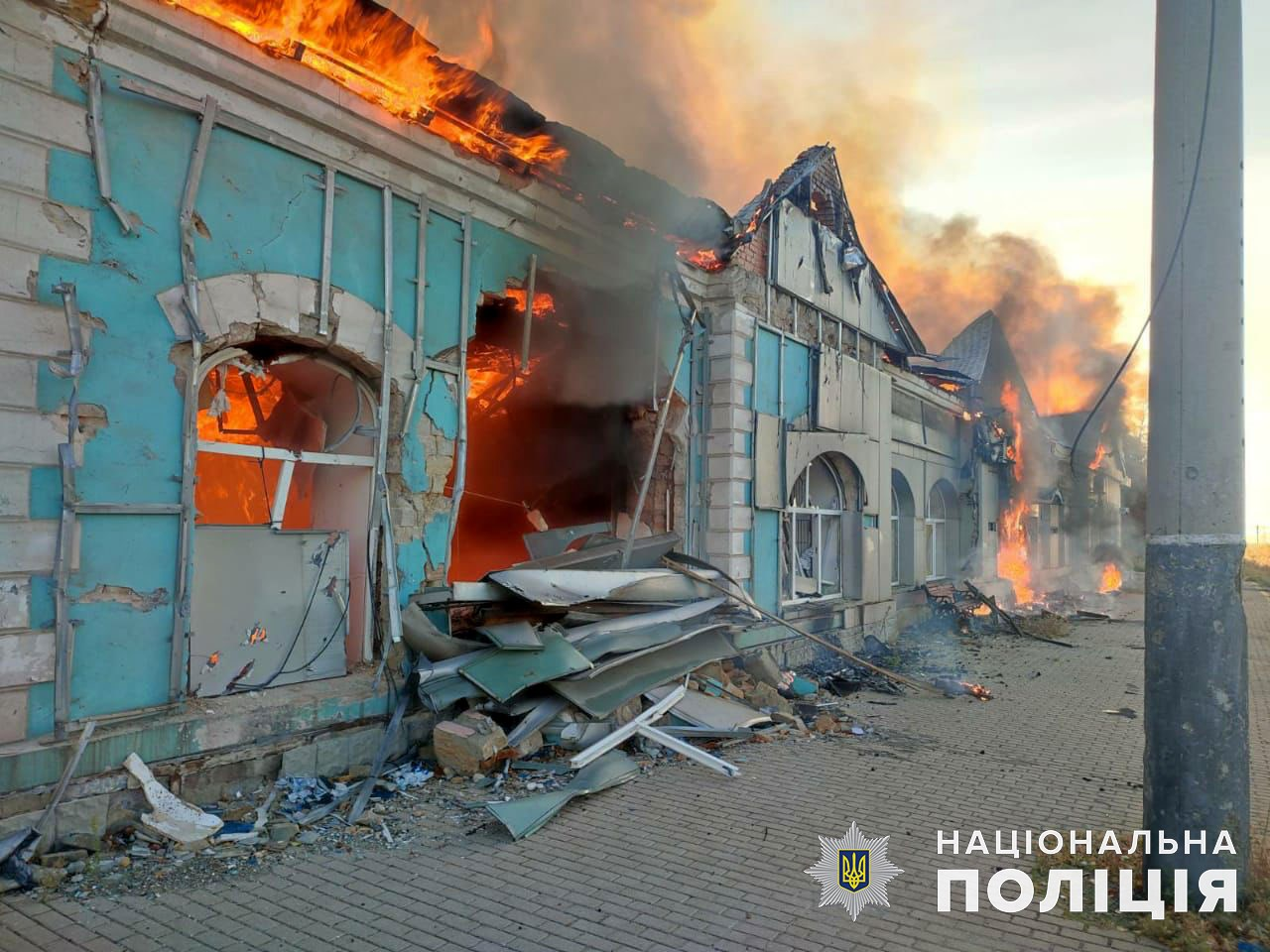
Dworzec w Oczeretyne po rosyjskim ostrzale.

Rosja zintensyfikowała ofensywę, aby otoczyć Awdijiwkę. Lokalni urzędnicy stwierdzili, że siły rosyjskie rozpoczęły nad ranem atak artyleryjski na miasto i prowadziły nieprzerwany ostrzał. Mer Witalij Barabasz powiedział, że „od ponad roku istniało niebezpieczeństwo, że [Awdijiwka] może zostać zajęta, ale teraz sytuacja gwałtownie się pogorszyła”, a Rosjanie próbowali oblegać miasto „wszelkimi środkami”. Dodał, że na północy toczyły się ciężkie walki. Doradca prezydenta Andrij Jermak stwierdził: „Nasza Awdijiwka jest celem masowych ataków rosyjskiej artylerii i lotnictwa”. Rosyjskie kanały na Telegramie donosiły o najpotężniejszym w ostatnich miesiącach ostrzale artyleryjskim na Awdijiwkę, zajęciu przez jednostki rosyjskie odcinka autostrady E50, ataku z Krasnohoriwki i podejściu do wsi Berdycze. Źródła ukraińskie nie potwierdzają tych informacji, ale pisały o ciężkich walkach i próbach Rosjan „jednoczesnego nacisku z przeciwnych stron”. Wieczorem SG Ukrainy poinformował o odparciu rosyjskich ataków i utrzymaniu pozycji przez siły ukraińskie. Rosyjski bloger wojskowy Władimir Romanow stwierdził, że siły rosyjskie borykały się z trudnościami w kilku regionach. Według niego w obwodzie chersońskim „sytuacja była rozpaczliwa”, ponieważ Ukraińcy „atakowali artylerią i dronami, a bombardowania były czterokrotnie intensywniejsze. Trzymamy się, ale musimy wzmocnić obronę w pobliżu” mostu Antonowskiego.
SG Ukrainy podał, że prowadzono działania obronne na wschodzie i na południu kraju oraz działania ofensywne w kierunku Melitopola i Bachmutu. Kontynuowano ofensywę w kierunku Melitopola, poprawiając pozycję taktyczną na zachód od Robotyne oraz powodując straty w sile roboczej i sprzęcie. Rosja atakowała w kierunkach Kupiańska, Łymanu, Bachmutu, Awdijiwki, Marjinki, Szachtarska i Zaporoża, gdzie odparto do 108 ataków. W kierunku kupiańskim, łymańskim i bachmuckim siły ukraińskie odparły 30 ataków w rejonie Sinkiwki i Iwaniwki oraz ataki w pobliżu Makijiwki, Dobrowej, Kliszczijiwki i Andrijiwki; Ukraińcy kontynuowali ataki na południe od Bachmutu, odnosząc „częściowy sukces” na wschód od Kliszczijiwki i Andrijiwki. W kierunku awdijiwskim wojska rosyjskie siłami trzech batalionów, wspieranymi przez czołgi i pojazdy opancerzone, zintensyfikowali ataki w okolicy Awdijiwki, Tonienke, Keramik i Pierwomajskiego; Ukraińcy odparli wszystkie ataki i zapobiegli utracie pozycji. W kierunku marjińskim Rosjanie przeprowadzili ponad 10 nieudanych ataków w okolicy Marjinki i Krasnohoriwki. W kierunku szachtarskim i zaporoskim siły ukraińskie odparły ataki m.in. w pobliżu Zołotej Niwy i Werbowego. W ciągu doby armia rosyjska przeprowadziła dwa ataki rakietowe, 76 nalotów i 83 ostrzały na pozycje ukraińskie i obiekty cywilne (odnotowano ofiary wśród cywilów i zniszczoną infrastrukturę). Lotnictwo Ukrainy dokonało 11 nalotów na miejsca koncentracji i 9 na przeciwlotnicze systemy rakietowe; artyleria ostrzelała stanowisko dowodzenia, magazyn amunicji, trzy obszary koncentracji, siedem jednostek artylerii i stację walki radioelektronicznej.
W godzinach nocnych Rosja przeprowadziła kolejny atak na Ukrainę przy użyciu dronów Shahed 136/131. Według Sił Powietrznych Ukrainy wystrzelono 36 dronów z Krymu, z czego 27 zostało zniszczonych nad obwodami mikołajowskim, odeskim i chersońskim. Według władz lokalnych uszkodzone zostały obiekty infrastruktury logistycznej w obwodzie odeskim. 13-letnia dziewczynka zmarła od ran odniesionych w rosyjskim ostrzale na placówkę edukacyjną we wsi Uhroidy w obwodzie sumskim. Podczas ataku „zniszczony został teren szkoły, wybite okna i uszkodzony dach”. Armia rosyjska zaatakowała także inne miejscowości w rejonie Rejon krasnopolskim.
Gubernator Wiaczesław Gładkow poinformował, że w wyniku ukraińskiego ostrzału artyleryjskiego w obwodzie biełgorodzkim zginęło małżeństwo. Starszy mężczyzna zginął na miejscu, gdy pocisk trafił w dom we wsi Popowka, ok. 50 km od granicy z Ukrainą, natomiast kobieta odniosła poważne rany od odłamków i zmarła później w karetce. Podczas ataku uszkodzone zostały cztery domy, linie energetyczne i gazociągi.
W ocenie ISW armia rosyjska przeprowadziła lokalną ofensywę w rejonie Awdijiwki i na południowy zachód od miejscowości Orichiw, najprawdopodobniej dążąc do odciągnięcia sił ukraińskich od położonego w tym samym obwodzie Robotyne. Rosjanie nasilili działania ofensywne na północny zachód od Awdijiwki w rejonie miejscowości Oczeretyne, Tonenke i Berdyczowa oraz na linii Wodiane–Opytne. Atakowali również na południowy zachód od Orichiwu, na linii Piatichatki–Żerebjanki. Według rosyjskich blogerów wojennych działania w rejonie Awdijiwki miały być większą operacją, której celem było otoczenie sił ukraińskich w tym mieście i jego zajęcie. Jest to jedno z najsilniej umocnionych miast w obwodzie donieckim. Według ekspertów Rosja musiałaby skierować tam większe siły, aby je zdobyć. Tymczasem Ukraińcy kontynuowali kontrofensywę w pobliżu Bachmutu i w zachodnim obwodzie zaporoskim oraz zrobili potwierdzone postępy na granicy obwodu donieckiego i zaporoskiego. Z kolei wojska rosyjskie kontynuowały ataki na linii Kupiańsk–Swatowe–Kreminna, w pobliżu Bachmutu, na linii Awdijiwka–Donieck, na granicy obwodu donieckiego i zaporoskiego oraz w zachodnim obwodzie zaporoskim, robiąc pewnie postępy na niektórych obszarach.
Według OSW trwały ciężkie walki na froncie zaporoskim, głównie w rejonie ukraińskiego klina wbitego w pozycje rosyjskiego Zgrupowania „Zaporoże” na linii Kopani–Robotyne–Nowoprokopiwka–Werbowe. W ostatnich dniach Ukraińcom udało się odeprzeć kontrataki Rosjan na flanki, prowadzone przez 7 i 76 dywizję desantowo-szturmową, co jednak zahamowało ataki na głównych kierunkach. W celu ubezpieczenia swoich skrzydeł Ukraińcy zaczęli atakować pozycje w rejonie wsi Kopani, lecz odnieśli tam niewielkie sukcesy. Odnotowano wzmożoną aktywność Rosjan na innych odcinkach frontu zaporoskiego, gdzie miejscami udało im się przejść do kontrataków i osiągnąć lokalne sukcesy. Rosyjskie media sugerowały, że aktywne na południe od Wełykiej Nowosiłki ukraińskie brygady zostały przerzucone w rejon Nowej Kachowki i Chersonia, gdzie rzekomo przygotowywali do desantu na lewy brzeg Dniepru. Ukraińcy kontynuowali ataki na południe od Bachmutu, gdzie zdobyli przyczółki po wschodniej stronie linii kolejowej Bachmut–Gorłówka i próbowali osiągnąć drogę łączącą te dwa miasta. Atakowali też Kurdiumiwkę, będącą głównie w rękach Rosjan. Rosjanie utrzymywali inicjatywę w rejonie Awdijiwki i Marjinki oraz na granicy obwodów charkowskiego i ługańskiego. W ostatnich dniach nasilili tam ataki, głównie w okolicach Kupiańska i Makijiwki, gdzie odnieśli niewielkie sukcesy.
Niemiecka firma Rheinmetall przekazała Ukrainie 150 tys. pocisków artyleryjskich.
Brytyjskie MON poinformowało, że armia rosyjska stanęła w obliczu kryzysu zdrowia psychicznego, co negatywnie odbijało się na jej skuteczności bojowej. W grudniu 2022 roku rosyjscy psychologowie zidentyfikowali ok. 100 tys. żołnierzy cierpiących na zespół stresu pourazowego (PTSD). Liczba ta była prawdopodobnie wyższa, ponieważ rosyjskie wojsko nie zapewniało wystarczającej rotacji na polu walki ani rekonwalescencji. Zdaniem Ministerstwa „brak dbałości o zdrowie psychiczne żołnierzy i ich zdolność do walki sprawiało, że skuteczność bojowa Rosji nadal utrzymywała się poniżej optymalnego poziomu”.
Rosyjska propozycja ponownego przystąpienia do Rady Praw Człowieka ONZ została odrzucona, a jedynie 83 ze 193 państw członkowskich ONZ głosowało za członkostwem Rosji.

### 11 października

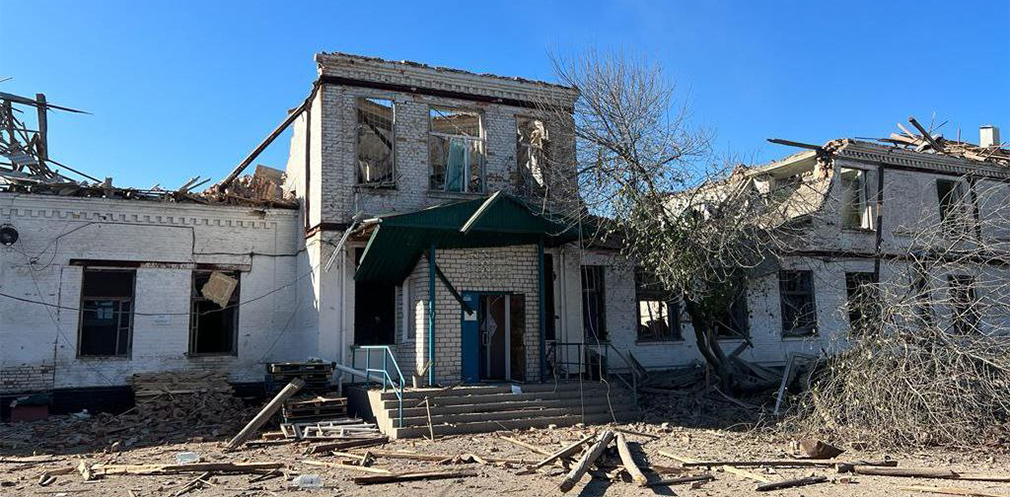
Gimnazjum nr. 16 w Nikopolu po rosyjskim ostrzale; cztery osoby zginęły, a dwie zostały ranne.

Według SG Ukrainy prowadzono działania obronne na wschodzie i na południu kraju oraz działania ofensywne w kierunku Melitopola i Bachmutu. Kontynuowano ofensywę w kierunku Melitopola, poprawiając pozycję taktyczną na zachód od Robotyne. Rosja atakowała w kierunkach Kupiańska, Łymanu, Bachmutu, Awdijiwki, Marjinki, Szachtarska i Zaporoża, gdzie odparto do 95 ataków. W kierunku kupiańskim, łymańskim i bachmuckim siły ukraińskie odparły ponad 10 ataków w rejonie Sinkiwki i Iwaniwki, ponad 15 ataków w pobliżu Makijiwki, Torśkego i Lasu Seriebriańskiego; Ukraińcy kontynuowali ataki na południe od Bachmutu, odnosząc sukces na wschód od Kliszczijiwki i Andrijiwki. W kierunku awdijiwskim i marjińskim siły ukraińskie odparły ponad 10 ataków w okolicy Awdijiwki, 10 ataków na wschód od Stepowego, na południowy wschód od Siewiernego i na południe od Perwomajskiego oraz ponad 10 ataków w rejonie Marjinki, Pobiedy i Nowomychajliwki. W kierunku szachtarskim i zaporoskim siły ukraińskie odparły ataki na południe od Zołotej Niwy, na południowy wschód od Wuhłedaru i w okolicy Werbowego. W ciągu 24h Rosja przeprowadziła dwa ataki rakietowe, 72 naloty i 67 ostrzałów na pozycje ukraińskie i obiekty cywilne. Lotnictwo Ukrainy dokonało 12 nalotów na miejsca koncentracji, z kolei artyleria zaatakowała obszar koncentracji, dziewięć jednostek artylerii, skład amunicji i stację radarową.
Gubernator Serhij Łysak podał, że w wyniku rosyjskiego ostrzału szkoły w Nikopolu zginęły cztery osoby, a dwie zostały ranne oraz zniszczono salę gimnastyczną. Podczas ataku zostały uszkodzone 42 domy, 18 budynków komercyjnych, obiekt infrastruktury, 17 paneli fotowoltaicznych, sklep i samochód. Prokuratura Generalna poinformowała, że nad ranem Rosja przeprowadziła atak na dzielnice mieszkalne w Awdijiwce, zabijając jednego cywila i raniąc dwóch kolejnych. Rosjanie ostrzelali wieś Borowa w rejonie iziumskim za pomocą wyrzutni rakietowych i systemu S-300, w wyniku czego uszkodzone zostały dwa budynki mieszkalne; nie odnotowano ofiar. Gubernator Aleksandr Bogomaz poinformował, że rosyjska obrona przeciwlotnicza zestrzeliła dwa drony nad obwodem briańskim.
Według ISW wojska rosyjskie, które w ostatnim tygodniu przypuściły szturm w okolicach Awdijiwki, wyciągnęły wnioski z własnych błędów i zaczęły walczyć w skuteczniejszy sposób, jednakże nie oznacza to, że Rosjanie będą w stanie okrążyć dobrze ufortyfikowane, bronione przez Ukraińców miasto. Siły rosyjskie rozpoczęły atak pod Awdijiwką po intensywnym ostrzale artyleryjskim, służącym „przygotowaniu” pola walki, natomiast rosyjskie zgrupowanie wprowadzało tam zmiany taktyczne na podstawie doświadczeń zdobytych podczas walk w obwodzie zaporoskim. Według ekspertów Rosjanie nie prowadzili ataków piechoty znanych jako „ludzkie fale”, które obserwowano m.in. pod Bachmutem, lecz kładli większy nacisk na interakcję pomiędzy dowództwem, oddziałami szturmowymi, artylerią i rozpoznaniem powietrznym. Stosowali też na większą skalę walkę radioelektronicznej. Tymczasem siły ukraińskie kontynuowały kontrofensywę w pobliżu Bachmutu i w zachodnim obwodzie zaporoskim, posuwając się naprzód na obu odcinkach frontu. Ukraiński SG i generał Ołeksandr Tarnawski, poinformowali, że Ukraińcy poprawili swoje pozycje taktyczne na zachód od Robotyne. Wojska rosyjskie kontynuowały ataki na linii Kupiańsk–Swatowe–Kreminna, w pobliżu Bachmutu, na linii Awdijiwka–Donieck, na granicy obwodu donieckiego i zaporoskiego oraz w zachodnim obwodzie zaporoskim, robiąc postępy na niektórych obszarach.
Odbyło się 16. spotkanie Grupy Kontaktowej, złożonej z prawie 50 krajów, które dozbrajają Ukrainę. Sekretarz obrony USA Lloyd Austin powiedział, że „Izrael otrzyma wszystko, czego potrzebuje, aby się obronić, podobnie jak Ukraina”, podkreślając, że Stany Zjednoczone będą wspierać Ukrainę tak długo, jak będzie trzeba. Po raz pierwszy w spotkaniu uczestniczył prezydent Wołodymyr Zełenski, który zwrócił się o zwiększenie liczby systemów przeciwlotniczych. Minister obrony Ludivine Dedonder poinformowała, że Belgia przekaże myśliwce F-16 Ukrainie, jednak najbliższy termin ich przekazania to 2025 rok.
Stany Zjednoczone zapowiedziały kolejny pakiet pomocy wojskowej dla Ukrainy o wartości 200 milionów dolarów, który obejmował m.in. pociski AIM-9M, sprzęt przeciw dronom, amunicję do M142 HIMARS, pociski artyleryjskie 155 mm i 105 mm, amunicję lotniczą i broń przeciwpancerną AT-4. Ministerstwo Obrony Wielkiej Brytanii ogłosiło pakiet pomocy wojskowej dla Ukrainy o wartości 100 milionów funtów, który obejmował stacjonarne systemy przeciwlotnicze MSI-DS Terrahawk Paladin z możliwością zdalnego sterowania oraz dodatkowy sprzęt do zadań rozpoznawczych i neutralizacji pól minowych. Niemcy także zapowiedziały kolejny pakiet wsparcia dla Ukrainy o wartości ok. 1 mld euro, obejmujący m.in. system rakietowy Patriot, system IRIS-T i działo przeciwlotnicze Gepard. Minister obrony Boris Pistorius powiedział, że „Niemcy będą nadal wspierać Kijów tym, czego potrzebuje on najpilniej – obroną powietrzną, amunicją i czołgami”. Ponadto pakiet pomocy o wartości 120 milionów dolarów dla Ukrainy przygotowały kraje tworzące Międzynarodowy Fundusz dla Ukrainy; obejmował on sprzęt do usuwania min i przeprawy przez rzeki, ekwipunek pozwalający na utrzymywanie pojazdów w dobrym stanie i narzędzia do tworzenia fortyfikacji.

### 12 października

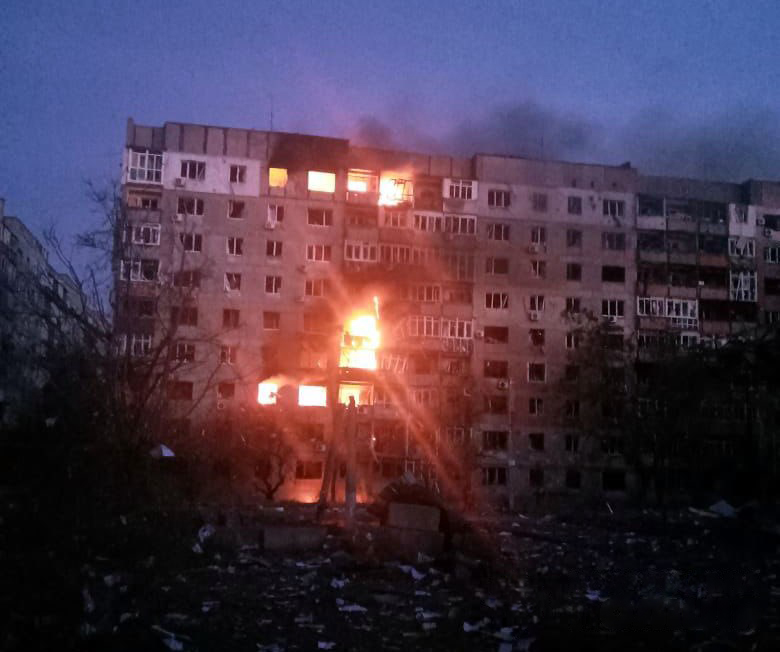
Budynek mieszkalny w Awdijiwce po ostrzale podczas walk, które nasiliły się w październiku 2023 roku.

Armia ukraińska odparła ponad 10 ataków w pobliżu Awdijiwki. Materiały geolokalizacyjne z 10 i 11 października wskazywały, że Rosjanie zrobili postępy w rejonie Siewiernego na południowy zachód od miasta oraz w rejonie Stepowego i Krasnohoriwki na północny zachód od miasta. Mer Witalij Barabasz poinformował, że trzeci dzień z rzędu „sytuacja była bardzo napięta”, z „walkami wokół miasta, które nie ucichły” oraz bombardowaniami pozycji ukraińskich i miejskich. Według niego Ukraińcy utrzymywali swoje pozycje i „odparli wszelkie ataki”. Rzecznik armii ukraińskiej Andrij Kowaliow zapewnił również, że wojska obecne w Awdijiwce „dzielnie utrzymywały obronę” miasta i „odpierały ataki”. ISW ocenił, że rosyjska armia prowadziła jednocześnie ataki na zachodzie, północnym zachodzie i południu od Awdijiwki, lecz nie doprowadziła do większych przełamań frontu. Od rozpoczęcia ofensywy 10 października br. siły rosyjskie zajęły 4,5 km² terytorium wokół Awdijiwki. Eksperci stwierdzili, że Rosjanie znajdowali się w odległości ok. 5,2 km od północnej granicy miasta, a rosyjskie doniesienia o ataku poza tę odległość były prawdopodobnie przesadzone. Źródła rosyjskie podały, że wojska rosyjskie próbowały utworzyć kocioł wokół sił ukraińskich w Awdijiwce, ale szybko przyznały, że postęp był powolny. Ponadto w trakcie działań ofensywnych wojsko rosyjskie straciło ponad 50 pojazdów opancerzonych.
Sztab Ukrainy podał, że prowadzono działania obronne na wschodzie i na południu kraju oraz działania ofensywne w kierunku Melitopola i Bachmutu. Kontynuowano ofensywę w kierunku Melitopola i Bachmutu, powodując straty w sile roboczej i sprzęcie. Rosja atakowała w kierunkach Kupiańska, Łymanu, Bachmutu, Awdijiwki, Marjinki i Zaporoża, gdzie odparto do 64 ataków. W kierunku kupiańskim, łymańskim i bachmuckim siły ukraińskie odparły 13 ataków w rejonie Sinkiwki i Iwaniwki oraz ponad pięć ataków w pobliżu Makijiwki, Kreminnej i Lasu Seriebriańskiego; Ukraińcy kontynuowali ataki na południe od Bachmutu. W kierunku awdijiwskim i marjińskim siły ukraińskie odparły ponad 20 ataków w pobliżu Awdijiwki, Łastoczkine, Tonenke, Perwomajskiego i Niewelskiego oraz ponad 10 ataków w rejonie Marjinki, Pobiedy i Nowomychajliwki. W kierunku zaporoskim Rosjanie próbowali odzyskać utracone pozycje w okolicy Robotyne. W ciągu dnia FR przeprowadziła cztery ataki rakietowe, 65 nalotów i 54 ostrzały na pozycje ukraińskie i obiekty cywilne. Ukraińskie lotnictwo dokonało 12 nalotów na miejsca koncentracji, trzech na punkty kontrolne i czterech na przeciwlotnicze systemy rakietowe, a artyleria uderzyła w obszar koncentracji, 10 jednostek artylerii i punkt kontrolny.
Rzecznik Ukraińskiej Marynarki Wojennej Dmytro Pletenczuk potwierdził, że rosyjski okręt patrolowy „Paweł Derzhavin” z Floty Czarnomorskiej został uszkodzony w wyniku eksplozji na Morzu Czarnym. Generał Serhij Najew poinformował, że ukraińskie Siły Obrony Terytorialnej odparły rosyjską 8-osobową grupę dywersyjną zmierzającą w kierunku instalacji infrastruktury krytycznej w obwodzie sumskim.
Rosja przeprowadziła atak na Ukrainę przy użyciu dronów Shahed 136/131. Według Sił Powietrznych Ukrainy wystrzelono 33 drony, z czego 28 zostało zniszczonych. Gubernator Ołeh Kiper podał, że jedna osoba została ranna oraz została uszkodzona infrastruktura portowa (m.in. spichlerz) i budynki mieszkalne w rejonie izmailskim. Ukraińskie władze regionalne poinformowały, że w rosyjskich atakach na 10 obwodów w ciągu ostatniej doby zginęło pięciu cywilów, a kolejnych 15 zostało rannych. Według p.o. gubernatora Ihora Moroza, we wschodnim obwodzie donieckim w rosyjskich atakach zginęło trzech cywilów, a kolejnych ośmiu zostało rannych. Gubernator Ołeksandr Prokudin podał, że siły rosyjskie zaatakowały obwód chersoński 100 razy, wystrzeliwując 553 pociski z różnej broni. Według doniesień dwie osoby zginęły a sześć zostało rannych, w tym dziecko, oraz uszkodzono kilka placówek edukacyjnych, placówkę medyczną, fabrykę i przedsiębiorstwo.
Gubernator Wiaczesław Gładkow ogłosił, że dwie osoby zginęły, a dwie zostały ranne w pożarze prywatnego domu spowodowanym przez spadające szczątki drona, zestrzelonego nad obwodem biełgorodzkim. W ataku został zniszczony dom, a dwa inne doznały częściowych uszkodzeń.
Według ISW siły ukraińskie kontynuowały działania kontrofensywne w pobliżu Bachmutu i w zachodnim obwodzie zaporoskim, posuwając się naprzód na obu odcinkach frontu. Z kolei wojska rosyjskie przeprowadziły ataki w okolicach Kupiańska, na linii Swatowe–Kreminna, w pobliżu Bachmutu i Awdijiwki, w okolicach Doniecka, na granicy obwodu donieckiego i zaporoskiego oraz w zachodnim obwodzie zaporoskim, robiąc postępy na niektórych obszarach. Ponadto zastępca przewodniczącego Rady Bezpieczeństwa Rosji Dmitrij Miedwiediew oświadczył, że od 1 stycznia 2023 roku rosyjska armia zwerbowała ponad 357 tys. żołnierzy kontraktowych, ochotniczych i poborowych. Brytyjskie MON podało, że od 21 września br. samoloty Lotnictwa Dalekiego Zasięgu nie przeprowadziły ataku na Ukrainę, prawdopodobnie dlatego, że Rosja „oszczędza istniejące zapasy pocisków AS-23, a także wykorzystuje tę przerwę do zwiększenia zapasów użytkowych, przewidując dalsze ciężkie ataki na Ukrainę w okresie zimowym”. W ostatnim czasie Rosja skoncentrowała swoje naloty na obiektach związanych ze zbożem na południu Ukrainy, wykorzystując drony Shahed.
Czechy i Dania wspólnie zadeklarowały pakiet pomocy wojskowej dla Ukrainy, który obejmował 50 bojowych wozów piechoty i czołgów, 2500 pistoletów, 7000 karabinów, 500 lekkich karabinów maszynowych, 500 karabinów snajperskich, sprzęt do walki elektronicznej i obserwacji oraz pociski artyleryjskie.
Według niezależnego portalu Meduza straty osobowe Rosji podczas walk na Ukrainie były ogromne. Śmierć na froncie poniosło co najmniej 300 tys. rosyjskich żołnierzy, w tym 1800 oficerów i 11 generałów. Do tego dochodziła wielka liczba rannych i rosnąca ilość wojskowych niezdolnych do walki. Portal nie podał, ilu żołnierzy w tym czasie straciła Ukraina, jednak stwierdził, że straty ukraińskie były znacznie mniejsze niż rosyjskie. Szef SBU Wasyl Maluk powiedział, że od początku rosyjskiej inwazji wykryto ponad 2 tys. zdrajców, twierdząc: „Rosyjska agentura rozrastała się wcześniej na Ukrainie jak rakowe komórki. SBU przypomina chirurga, który oczyszcza ukraińską ziemię ze zdrajców i szpiegów”.

### 13 października

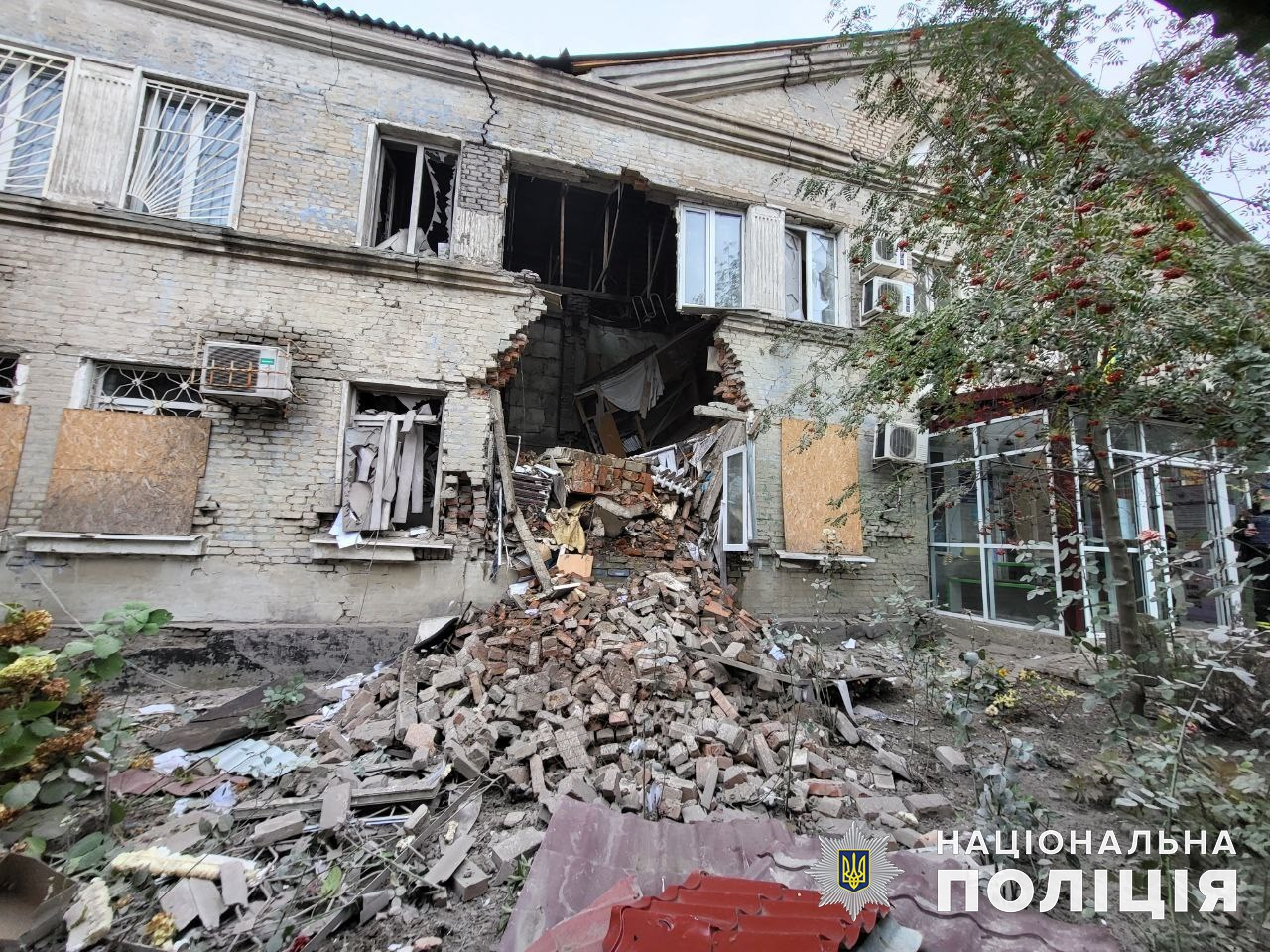
Wydział Ochrony Socjalnej Ludności Urzędu Miejskiego Pokrowska po rosyjskim ataku rakietowym; Zginęła co najmniej jedna osoba, a 23 zostały ranne.

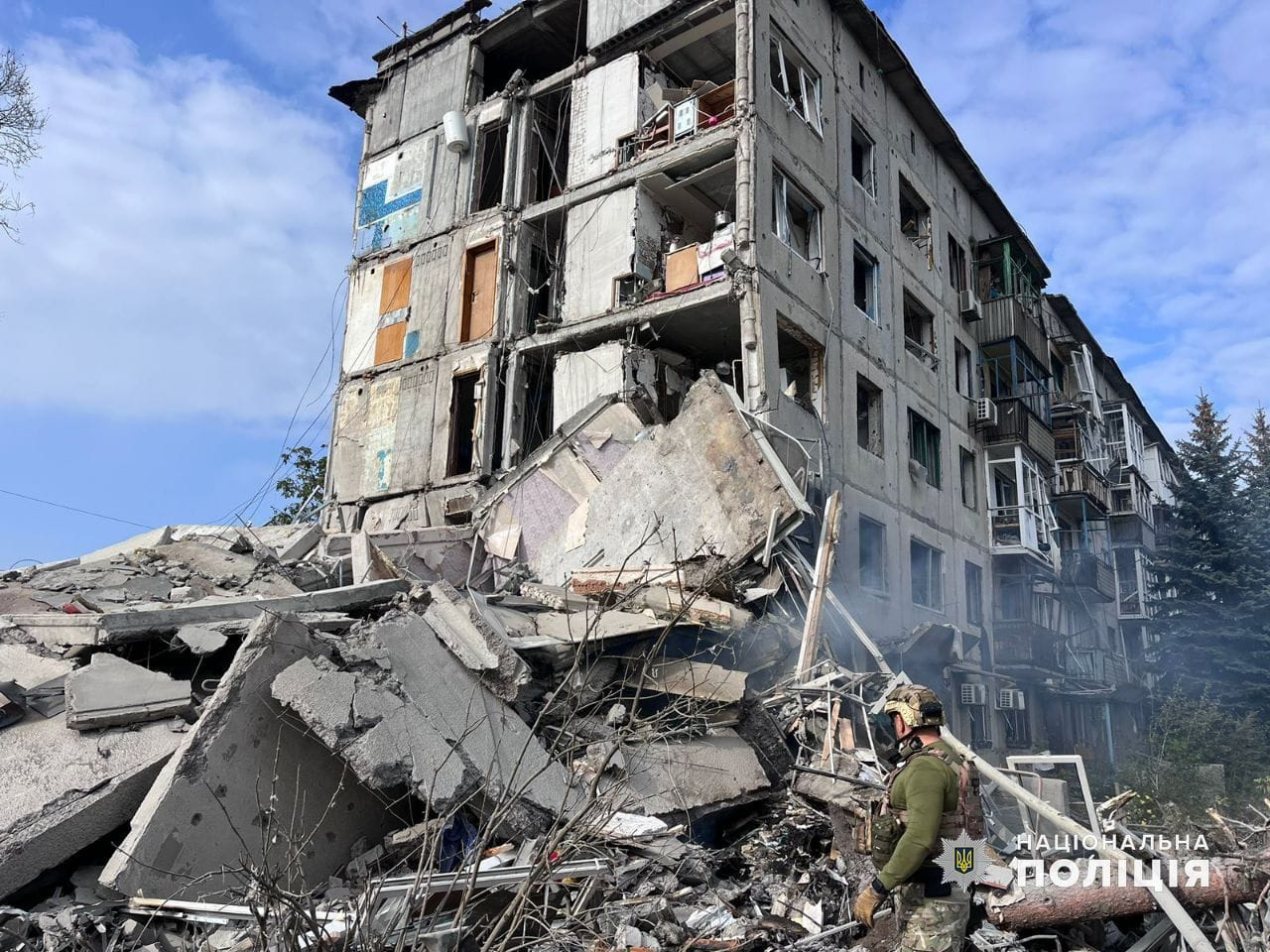
Budynek mieszkalny w Awdijiwce po rosyjskim nalocie.

Ukraina i Rosja donosiły o dalszych walkach wokół Awdijiwki, która była pod kontrolą ukraińską. Według ISW jednostki rosyjskie zdobyły teren na północ i południe od miasta, tracąc przy tym co najmniej 36 pojazdów. Generał Ołeksandr Syrski poinformował o masowych atakach rosyjskich mających na celu okrążenie Kupiańska. Siły rosyjskie przejęły kontrolę ogniową nad drogą do Awdijiwki. Według analityków rosyjska ofensywa na tym kierunku to manewr taktyczny, który miał za zadanie przyciągnięcie tam dodatkowych sił ukraińskich. Według byłego ukraińskiego żołnierza Jewhena Dykego, zdobycie przez Rosjan kontroli nad szlakami prowadzącymi do miasta nie oznaczało, że sytuacja jest krytyczna. Dodał, że Rosjanie nie przejęli trasy. Sytuacja logistyczna była trudna, lecz Ukraińcy w samym mieście mieli duże zapasy, zwłaszcza amunicji.
SG Ukrainy podał, że prowadzono działania obronne na wschodzie i na południu kraju oraz działania ofensywne w kierunku Melitopola i Bachmutu. Kontynuowano ofensywę w kierunku Melitopola, powodując straty w sile roboczej i sprzęcie. FR atakowała w kierunkach Kupiańska, Łymanu, Bachmutu, Awdijiwki, Marjinki, Szachtarska i Zaporoża, gdzie odparto ok. 100 ataków. W kierunku kupiańskim, łymańskim i bachmuckim siły ukraińskie odparły 20 ataków w rejonie Sinkiwki, Iwaniwki i Kiśliwki oraz ponad pięć ataków w pobliżu Makijiwki; Ukraińcy kontynuowali ataki na południe od Bachmutu. W kierunku awdijiwskim i marjińskim Ukraińcy odparli ok. 20 ataków w pobliżu Awdijiwki, Keramik, Tonenke, Siewiernego, Perwomajskiego i Nietailowego oraz ok. 15 ataków w rejonie Marjinki. W kierunku szachtarskim i zaporoskim Rosjanie prowadzili nieudane ataki w rejonie Staromajorśkiego i próbowali odzyskać utracone pozycje w okolicy Robotyne. W ciągu 24h armia rosyjska przeprowadziła trzy ataki rakietowe, 59 nalotów i 54 ostrzały na pozycje ukraińskie i obszary zaludnione. Ukraińskie lotnictwo dokonało 12 nalotów na miejsca koncentracji, natomiast artyleria zaatakowała stanowisko dowodzenia, obszar koncentracji, skład amunicji i stację walki radioelektronicznej. Ponadto Rosjanie ponosili znaczne straty na polu bitwy; w ciągu ostatnich 3 dni podczas ataków w okolicy Krasnohoriwki zginęło ponad 100 żołnierzy a ok. 200 zostało rannych.
W Sewastopolu doszło do potężnej eksplozji na jednym z rosyjskich okrętów projektu 21631 „Buyan-M”, korwecie mogącej wystrzeliwać rakiety manewrujące Kalibr. Według doniesień ok. 7:40 ukraińscy partyzanci wysadzili w Melitopolu pociąg z Krymu, który zazwyczaj przewoził amunicję i paliwo dla rosyjskiego wojska oraz uszkodzony sprzęt i zrabowane towary, takie jak ruda żelaza i zboże, w przeciwnym kierunku. Narodowego Centrum Oporu podało, że w eksplozji uszkodzonych zostało 150 m torów kolejowych i lokomotywa.
Według doniesień ok. 8:30 czasu lokalnego Rosja wystrzeliła w kierunku Pokrowska dwie rakiety Iskander-M, zabijając jedną osobę i raniąc 23 kolejne. Jeden z pocisków uderzył w Wydział Ochrony Socjalnej Ludności. W wyniku ataku uszkodzony został budynek administracyjny, dwie placówki medyczne, dwa budynki mieszkalne i infrastruktura. Gubernator Ołeksandr Prokudin podał, że rosyjski dron zrzucił materiały wybuchowe na samochód przewożący małżeństwo w mieście Berysław, zabijając 34-letnią kobietę i poważnie raniąc jej 36-letniego męża; ranna została także starsza kobieta, która prawdopodobnie znajdowała się w obszarze eksplozji. Późnym wieczorem Rosjanie przeprowadzili nalot na 5-piętrowy budynek w Awdijiwce. Budowla została zniszczona, a pod gruzami prawdopodobnie znajdował się mężczyzna.
W ocenie ISW rosyjska ofensywa w rejonie Awdijiwki zakończyła się niepowodzeniem. Według źródeł rosyjskich, wojska rosyjskie atakowały na północ i południe od miasta oraz posunęły się naprzód na południe od Kranohoriwki i na południowy wschód od Perwomajskego. Siły ukraińskie przeprowadziły kontrofensywę w pobliżu Bachmutu i w zachodnim obwodzie zaporoskim. Z kolei wojska rosyjskie przeprowadziły ataki na linii Kupiańsk–Swatowe–Kreminna, w pobliżu Bachmutu, Awdijiwki i Doniecka, na granicy obwodu donieckiego i zaporoskiego oraz w zachodnim obwodzie zaporoskim, posuwając się naprzód na niektórych obszarach. Ponadto ukraińscy partyzanci 12 i 13 października atakowali rosyjskie obiekty wojskowe na tyłach południowej Ukrainy.
Według OSW 10 października Rosjanie rozpoczęli ofensywę pod Awdijiwką. Miasto i jego okolice znalazły się pod ciężkim ogniem artylerii. Główne ośrodki oporu ukraińskiego stały się celem bombardowań lotniczych. Oddziały 1 Korpusu Armijnego przystąpiły do ataku, usiłując wyjść na tyły Ukraińców w okolicach Berdyczi i Stepowego w celu okrążenia całego zgrupowania pod Awdijiwką. Ataki z 10 października przeprowadzono znacznymi siłami piechoty wspieranymi przez czołgi i BWP z zamiarem szybkiego przełamania obrony, osłabionej zmasowanymi ostrzałami i bombardowaniami. Rosjanie ponieśli duże straty w ludziach i sprzęcie, a w kolejnych dniach przeszli do taktyki niewielkich grup szturmowych piechoty. Do 13 października postępy rosyjskie pod Awdijiwką były niewielkie, głównie na zachód od Krasnohoriwki i na północ od Wodianego. Działania pod Awdijiwką zostały zsynchronizowane z atakami na sąsiednich odcinkach frontu. Siły rosyjskie atakowały pod Piskami, Staromychajliwką, Marjinką, Nowomychajliwką i w rejonie Wuhłedaru, jednak odnotowano niewielkie sukcesy taktyczne. Na pozostałych odcinkach frontu nie doszło do znaczących zmian. Trwały ciężkie walki w rejonie Robotyne–Nowoprokopiwka–Werbowe i walki na południe od Bachmutu w rejonie Kurdiumiwka–Andrijiwka–Kliszczijiwka. Rosjanie utrzymywali inicjatywę na froncie charkowskim i ługańskim, lecz nie udało im się osiągnąć większych sukcesów. 12 października Ukraińcy zniszczyli wiadukt drogowy nad linią kolejową w pobliżu Wasyliwka, co oznaczało poważne utrudnienie komunikacji w tym rejonie.
Holandia zapowiedziała, że dostarczy Ukrainie dodatkowe rakiety Patriot i okręty patrolowe do ochrony korytarza zbożowego. Biały Dom poinformował, że od 7 września do 1 października 2023 roku statek pływający pod rosyjską banderą dostarczał ładunki z północnokoreańskiego składu amunicji do rosyjskiego portu, skąd były dalej transportowane do rosyjskiego składu wojskowego. Korea Północna dostarczyła siłom rosyjskim ponad 1000 kontenerów ze sprzętem wojskowym i amunicją na potrzeby toczącej się wojny na Ukrainie.
Zgromadzenie Parlamentarne Rady Europy wezwało państwa członkowskie Rady do uznania Władimira Putina za nielegalnego przywódcę po zakończeniu jego obecnej kadencji prezydenckiej i ogłosiło Rosję dyktaturą; „Przytłaczająca władza prezydenta, będąca efektem niezwykle długiej kadencji, w połączeniu z brakiem jakiejkolwiek kontroli i równowagi, takiej jak silny parlament, niezawisłe sądownictwo, wolne media i aktywne społeczeństwo obywatelskie, spowodowała, że przekształcił Federację Rosyjską w de facto dyktaturę”. ZPRE stwierdziło, że rosyjska agresja na Ukrainę była dowodem na to, że dyktatury stanowią zagrożenie dla pokoju międzynarodowego i integralności terytorialnej swoich sąsiadów. Przywrócenie demokracji w Rosji leży w interesie nie tylko narodu rosyjskiego, ale także Europy i całego świata.

### 14 października
Dowódca Sił Lądowych Ukrainy generał pułkownik Ołeksandr Syrski oświadczył, że sytuacja na kierunkach Kupiańska i Łymanu uległa w ostatnich dniach znacznemu pogorszeniu; „Po zadanych stratach wróg w ciągu dwóch miesięcy otrząsnął się i rozpoczął aktywne działania ofensywne w rejonie Makijiwki, a później w kierunku Kupiańska. Ciężkie walki trwały. Głównym celem wroga jest pokonanie zgrupowania naszych wojsk, okrążenie Kupiańska i wyjście do granicy rzeki Oskoł”. Dodał, że Rosjanie przeprowadzali dziesiątki ataków grupami szturmowymi przy wsparciu pojazdów opancerzonych, prowadząc gęsty ogień moździerzowy i artyleryjski na pozycje ukraińskie, jednakże żołnierze ukraińscy odpierali ataki.
Według Sztab Ukrainy prowadzono działania obronne na wschodzie i na południu kraju oraz działania ofensywne w kierunku Melitopola i Bachmutu. Kontynuowano ofensywę w kierunku Melitopola, powodując straty w sile roboczej i sprzęcie. Armia rosyjska atakowała w kierunkach Kupiańska, Łymanu, Bachmutu, Awdijiwki, Marjinki i Zaporoża, gdzie odparto ok. 60 ataków. W kierunku kupiańskim, łymańskim i bachmuckim siły ukraińskie odparły 10 ataków w rejonie Sinkiwki i Iwaniwki oraz siedem ataków w pobliżu Makijiwki, Lasu Serebriańskiego i Torśkego; Ukraińcy kontynuowali ataki na południe od Bachmutu. W kierunku awdijiwskim i marjińskim wojska ukraińskie odparły 15 ataków w okolicy Awdijiwki, Tonenkego i Perwomajskiego oraz ponad 10 ataków w rejonie Marjinki. W kierunku zaporoskim siły rosyjskie próbowały odzyskać utracone pozycje w pobliżu Robotynego i Werbowego. W ciągu doby FR przeprowadziła dwa ataki rakietowe, 43 naloty i 59 ostrzałów na pozycje ukraińskie i obszary zaludnione. Lotnictwo Ukrainy dokonało 12 nalotów na miejsca koncentracji i dwóch na przeciwlotnicze systemy rakietowe, z kolei artyleria ostrzelała stanowisko dowodzenia, dwie jednostki artylerii i obszar koncentracji. Rosyjski statek „Pawel Derzhavin” został dwukrotnie zaatakowany w pobliżu Krymu, uszkodzony został także wrogi holownik.
Narodowa Policja Ukrainy podała, że wojska rosyjskie przeprowadziły atak rakietowy (za pomocą BM-30 Smiercz) na wieś Bahatyr w obwodzie donieckim, zabijając 11-letniego chłopca oraz raniąc jego 6-letniego brata i 31-letnią matkę. W wyniku ataku uszkodzono 20 domów, kościół, szkołę, samochody i sieć energetyczną. Gubernator Ołeksandr Prokudin podał, że ok. 16:00 siły rosyjskie ostrzelały budynki mieszkalne w Berysławiu. Jeden z pocisków trafił w pobliżu budynku mieszkalnego, zabijając 42-letnią kobietę. Wcześniej tego dnia 60-letnia kobieta zginęła we własnym domu po tym, jak Rosjanie uderzyli w budynek mieszkalny przy użyciu kierowanych bomb lotniczych. Miał miejsce potężny pożar gazociągu w Kuteinykowie (niedaleko Iłowajśka) w okupowanym obwodzie donieckim.
Mer Aleksiej Kopagorodskij poinformował, że obrona przeciwlotnicza zestrzeliła dwa drony nad wybrzeżem Soczi. Mieszkańcy miasta donosili, że słyszeli pięć lub sześć eksplozji, po których w niektórych domach nastąpiły przerwy w dostawie prądu.
W opinii ISW rosyjska przestrzeń informacyjna pozostawała podzielona co do perspektyw rosyjskich sukcesów pod Awdijiwką i aktualnych możliwości obronnych Ukrainy. Siły ukraińskie kontynuowały kontrofensywę we wschodniej i południowej Ukrainie oraz zrobiły postępy na zachód od Doniecka. Materiały geolokalizowane wskazywały, że Ukraińcy posunęli się na północ od Marjinki. Źródła ukraińskie i rosyjskie donosiły, że wojska ukraińskie w dalszym ciągu atakowały pozycje rosyjskie na południowej flance Bachmutu. Rosyjski bloger wojenny stwierdził, że Ukraińcy nieznacznie posunęli się na zachód od Robotynego w kierunku Równego. Z kolei wojska rosyjskie przeprowadziły ataki na linii Kupiańsk–Swatowe–Kreminna, w pobliżu Bachmutu, na linii Awdijiwka–Donieck, na granicy obwodu donieckiego i zaporoskiego oraz w zachodnim obwodzie zaporoskim, posuwając się naprzód na niektórych obszarach. Ponadto rosyjscy urzędnicy i władze okupacyjne w dalszym ciągu ustanawiały programy patronackie pomiędzy rosyjskimi podmiotami federalnymi a zajętymi obszarami w celu integracji tych terytoriów z FR. 
Brytyjskie Ministerstwo Obrony oświadczyło, że „Rosja budowała nową linię kolejową do okupowanego Mariupola, która skróci czas transportu dostaw na front zaporoski”. Logistyka kolejowa pozostawała kluczowym elementem rosyjskiej inwazji, wykorzystywanym do transportu amunicji, uzbrojenia, paliwa i personelu. Sieć kolejowa na okupowanej Ukrainie była w większości sprawna, lecz była podatna na sporadyczne ataki ze strony ukraińskiej artylerii i lotnictwa oraz sabotaż. Rosja prawdopodobnie utrzymywała i ulepszała linie kolejowe na Ukrainie. Z kolei do budowy linii kolejowej do Mariupola wykorzystywano pracowników cywilnych (i cywilny sprzęt), którzy byli mniej narażeni na ataki ze strony sił ukraińskich.
Rosyjska redakcja BBC podała, że zmobilizowani Rosjanie ponosili ogromne straty na Ukrainie. Ponad 30% z nich zginęła w trakcie ukraińskiej kontrofensywy. Według danych z otwartych źródeł ustalono, że największe straty armia rosyjska poniosła od czerwca do połowy października 2023 roku, a więc w trakcie prowadzonego siły ukraińskie kontruderzenia.

### 15 października

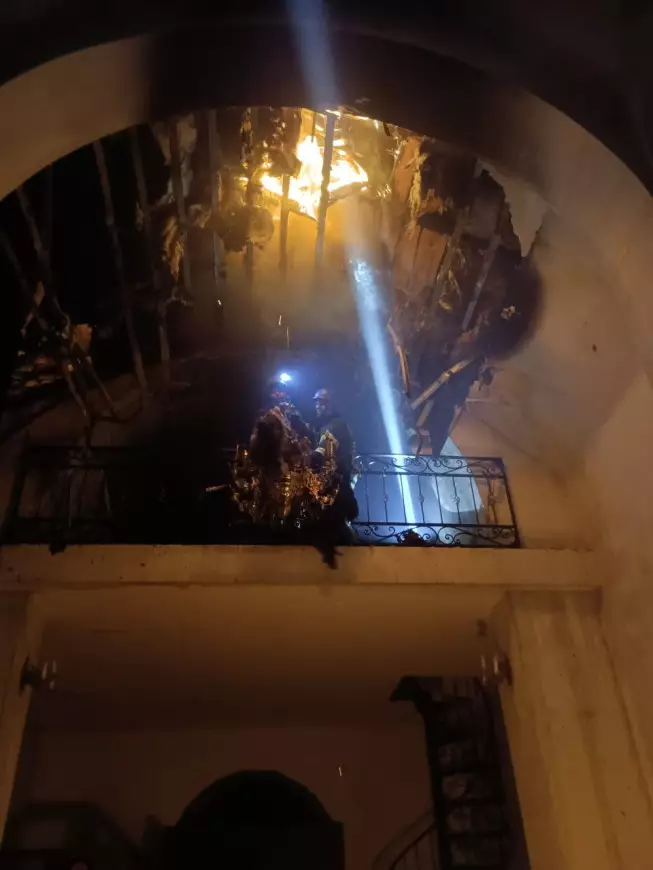
Kościół we wsi Kołodiazi po rosyjskim ostrzale.

SG Ukrainy podał, że prowadzono działania obronne na wschodzie i na południu kraju oraz działania ofensywne w kierunku Melitopola i Bachmutu. Kontynuowano ofensywę w kierunku Melitopola, powodując straty w sile roboczej i sprzęcie. Rosja atakowała w kierunkach Kupiańska, Łymanu Bachmutu, Awdijiwki, Marjinki, Szachtarska i Zaporoża, gdzie odparto ok. 70 ataków. W kierunku kupiańskim, łymańskim i bachmuckim Ukraińcy odparli ponad 15 ataków w rejonie Sinkiwki i Iwaniwki oraz pięć ataków w pobliżu Kliszczijiwki i Andrijiwki; wojska ukraińskie kontynuowały ataki na południe od Bachmutu. W kierunku awdijiwskim i marjińskim Rosjanie przeprowadzili 15 ataków w pobliżu Awdijiwki, Keramik, Tonenkego i Siewiernego oraz ponad 15 ataków w rejonie Marjinki. W kierunku szachtarskim i zaporoskim siły rosyjskie próbowały atakować na północ od Pryjutnego oraz odzyskać utracone pozycje w pobliżu Robotyne. W ciągu 24h siły rosyjskie przeprowadziły 10 ataków rakietowych, 87 nalotów i 68 ostrzałów na pozycje ukraińskie i obszary zaludnione (odnotowano ofiary wśród cywilow oraz zniszczoną infrastrukturę). Lotnictwo Ukrainy dokonało 15 nalotów na miejsca koncentracji i jeden na kompleks rakiet przeciwlotniczych, z kolei artyleria uderzyła w dwa obszary koncentracji, dwa stanowiska przeciwlotnicze i pięć jednostek artylerii.
Gubernator Ołeh Siniehubow poinformował, że siły rosyjskie wystrzeliły bombę kierowaną na wieś Drużelubiwka w rejonie iziumskim, zabijając dwóch cywilów i raniąc kolejnego. Dwie osoby zginęły w rosyjskich atakach na Awdijiwkę oraz kolejne dwie w ostrzale Berysławia. Szef administracji wojskowej Roman Mroczko podał, że dwa rosyjskie naloty na obiekty infrastruktury krytycznej w Chersoniu spowodowały przerwy w dostawie prądu i bieżącej wody w mieście; odnotowano eksplozje na dużą skalę. Według doniesień Rosja użyła Su-34 do wystrzelenia dwóch bomb lotniczych. W godzinach porannych rosyjska ciężka artyleria ostrzelała rejon Nikopola, wystrzeliwując ponad 40 pocisków. Zniszczonych zostało dziewięć domów prywatnych i jeden budynek gospodarczy.
Ministerstwo Obrony Rosji poinformowało, że zniszczono 27 ukraińskich dronów nad obwodami kurskim i białogrodzkim. Gubernator Wiaczesław Gładkow powiedział, że nad wsią Nowa Derewnia zestrzelono drona, który spowodował szkody własności prywatnej, z kolei Roman Starowojt stwierdził, że w Kursku i wsi Zorino spadły szczątki dronów. Ukraiński atak dronów na zakład energetyczny w Krasnej Jarudze spowodował przerwy w dostawie prądu w tym rejonie. Według doniesień z obiektem energetycznym były połączone  rosyjskie obiekty wojskowe.
W ocenie ISW Władimir Putin zaczął tonować oczekiwania wobec rosyjskich działań militarnych wokół Awdijiwki; wcześniej określał operacje w pobliżu miasta jako „aktywne działania bojowe”, natomiast później nazwał je „aktywną obroną”. Zdaniem ekspertów „było mało prawdopodobne, aby siły rosyjskie osiągnęły w najbliższym czasie istotny przełom albo odcięły siły ukraińskie w tej miejscowości, a potencjalne większe zdobycze wymagałyby znacznego i długotrwałego zaangażowania ludzi i zasobów”. Siły rosyjskie kontynuowały ofensywy mające na celu okrążenie Awdijiwki, lecz nie osiągnęły dalszych postępów w związku ze spadkiem tempa rosyjskich działań w tym rejonie. Tymczasem Ukraińcy kontynuowali ataki w pobliżu Bachmutu i w zachodnim obwodzie zaporoskim, nieznacznie posuwając się naprzód na południe od Bachmutu. Z kolei wojska rosyjskie przeprowadziły ataki na linii Kupiańsk–Swatowe–Kreminna, w pobliżu Bachmutu, na linii Awdijiwka–Donieck, na granicy obwodu donieckiego i zaporoskiego oraz w zachodnim obwodzie zaporoskim, posuwając się naprzód na niektórych obszarach.
Brytyjskie MON podało, że rosyjska prywatna firma wojskowa Redut rekrutowała najemników pod przykrywką „ochotników”, w tym były personel Grupy Wagnera. Działania grupy, w tym jej rekrutację, prawdopodobnie nadzorował i finansował Główny Zarząd Wywiadowczy (GRU). Grupa prawdopodobnie liczyła ponad 7000 osób i była jedną spośród pewnej liczby prywatnych firm wojskowych, które obok Korpusu Ochotniczego były wykorzystywane przez rosyjskie Ministerstwo Obrony do wzmocnienia regularnych sił rosyjskich.

### 16 października
ISW oceniło, że siły rosyjskie „nieznacznie posunęły się naprzód” w pobliżu Awdijiwki, choć tempo ataku na miasto uległo spowolnieniu. Na podstawie nagrania geolokalizowanego Instytut ocenił, że Rosjanie posunęli się 3 km na południe od Awdijiwki. Według SG Ukrainy wojska rosyjskie przeprowadziły mniej ataków w tym rejonie niż w poprzednich dniach, z kolei rosyjskie źródła donosiły, że Rosjanie „zwiększyli intensywność ataków powietrznych i artyleryjskich na miejscowość, aby zrekompensować powolne manewry naziemne”.
SG Ukrainy podał, że prowadzono działania obronne na wschodzie i na południu kraju oraz działania ofensywne w kierunku Melitopola i Bachmutu. Kontynuowano ofensywę w kierunku Melitopola, odnosząc „częściowy sukces” na zachód od Werbowego. FR atakowała w kierunkach Kupiańska, Bachmutu, Awdijiwki, Marjinki, Szachtarska i Zaporoża, gdzie odparto do 72 ataków. W kierunku kupiańskim i bachmuckim Ukraińcy odparli ok. 15 ataków w rejonie Sinkiwki i Iwaniwki, pięć ataków w pobliżu Stelmachiwki i Nadii oraz trzy w rejonie Andrijiwki; Ukraińcy kontynuowali ataki na południe od Bachmutu. W kierunku awdijiwskim, marjińskim i szachtarskim siły ukraińskie odparły ponad 10 ataków na Awdijiwkę, ponad 15 ataków w rejonie Marjinki i pięć ataków na południe od Zołotej Niwy i Preczystiwki. W kierunku zaporoskim siły rosyjskie atakowały na południowy zachód od Nowodaniliwki, Robotyne i na zachód od Werbowego. W ciągu doby Rosjanie przeprowadzili 10 ataków rakietowych, 68 nalotów i 87 ostrzałów na pozycje ukraińskie i obszary zaludnione (odnotowano ofiary wśród cywilów oraz zniszczoną infrastrukturę). Lotnictwo Ukrainy dokonało czterech nalotów na miejsca koncentracji, natomiast artyleria zaatakowała dwa helikoptery na lądowiskach, skład amunicji i artylerię.
Ukraińska armia poinformowała o nocnym ataku rakietowym i dronów na terytorium Ukrainy. Siły rosyjskie wystrzeliły jeden pocisk balistyczny Iskander-M, pięć rakiet Ch-59 i 12 dronów Shahed 136/131, z których ukraińska obrona przeciwlotnicza zestrzeliła dwa pociski Ch-59 i 11 dronów. W wyniku ataku trzy osoby zostały ranne, w tym 10-letnie dziecko w obwodzie połtawskim oraz jedna osoba w obwodzie kirowogradzkim. Szczątki rakiet uszkodziły kilka domów prywatnych w obwodzie połtawskim. Ministerstwo Obrony Rosji stwierdziło, że w wyniku jednego uderzenia zniszczone zostało ukraińskie centrum komunikacyjne na lotnisku Mirhorod. Z kolei gubernator Wiaczesław Gładkow oświadczył, że ok. 23:00 rosyjska obrona powietrzna przechwyciła trzy drony w pobliżu Biełgorodu i rejonu jakowlewskiego (obwód biełgorodzki). W wyniku ataku został zniszczony dom, a dwa kolejne doznały częściowych uszkodzeń.
Według brytyjskiego MON Rosja rozpoczęła skoordynowaną ofensywę na wielu odcinkach frontu na wschodzie Ukrainy i była to prawdopodobnie najbardziej znacząca operacja ofensywna od stycznia 2023 roku. Rosjanie prowadzili „złożoną ofensywę zbrojną” na Awdijiwkę, która znajduje się na linii frontu od 2014 roku i która jest istotną przeszkodą dla realizacji szerszego celu, jakim było przejęcie kontroli nad obwodem donieckim. Rosyjski atak był przeprowadzany przy użyciu wielu batalionów pancernych, które próbowały otoczyć miasto, jednak dobrze okopane wojska ukraińskie odpierały rosyjskie ataki, wskutek czego Rosjanie ponosili ciężkie straty osobowe i w sprzęcie. W opinii ISW Rosja prawdopodobnie rozmieściła elementy co najmniej dwóch brygad Centralnego Okręgu Wojskowego, aby wzmocnić ataki sił DRL na froncie Awdijwki. Siły ukraińskie kontynuowały ofensywy w pobliżu Bachmutu i w zachodnim obwodzie zaporoskim. Z kolei wojska rosyjskie przeprowadziły ataki na linii Kupiańsk–Swatowe–Kreminna, w pobliżu Bachmutu i Awdijiwki, na południowy zachód od Doniecka, na granicy obwodu donieckiego i zaporoskiego oraz w zachodnim obwodzie zaporoskim, robiąc postępy na niektórych obszarach.
Wicepremier Ukrainy i minister transformacji cyfrowej Mychajło Fedorow podał, że projekt tzw. „armii dronów” sprawdził się znakomicie, ponieważ w ciągu ostatniego tygodnia jednostka „ustanowiła swój absolutny rekord”, niszcząc 428 szt. rosyjskiego sprzętu. Fedorow dodał także, że podczas rosyjskiej ofensywy wokół Awdijiwki Rosjanie stracili m.in. 101 armat, 88 pojazdów opancerzonych i 75 czołgów.
Rzecznik armii amerykańskiej na Europę i Afrykę pułkownik Martin O'Donnell poinformował, że USA „przekazały Ukrainie 31 czołgów M1 Abrams. To wszystkie takie pojazdy obiecane przez Waszyngton władzom w Kijowie”. Dodał także, że ukraińscy żołnierze, którzy szkolili się na Abramsach w Niemczech, wrócili do domu, a Ukraina otrzymała również amunicję i części zamienne do czołgów.
Minister finansów Rosji Anton Siłuanow powiedział, że większość dronów, którymi dysponowała armia rosyjska, została zaimportowana z Chin, stwierdzając: „Dziś wszystkie [nasze] drony pochodzą głównie z Chińskiej Republiki Ludowej. Jesteśmy wdzięczni naszym partnerom, ale musimy rozwijać własną bazę zasobową i przeznaczyć niezbędne środki”. Minister powiedział, że Rosja przeznaczy 600 milionów dolarów na zwiększenie krajowej produkcji dronów.

### 17 października

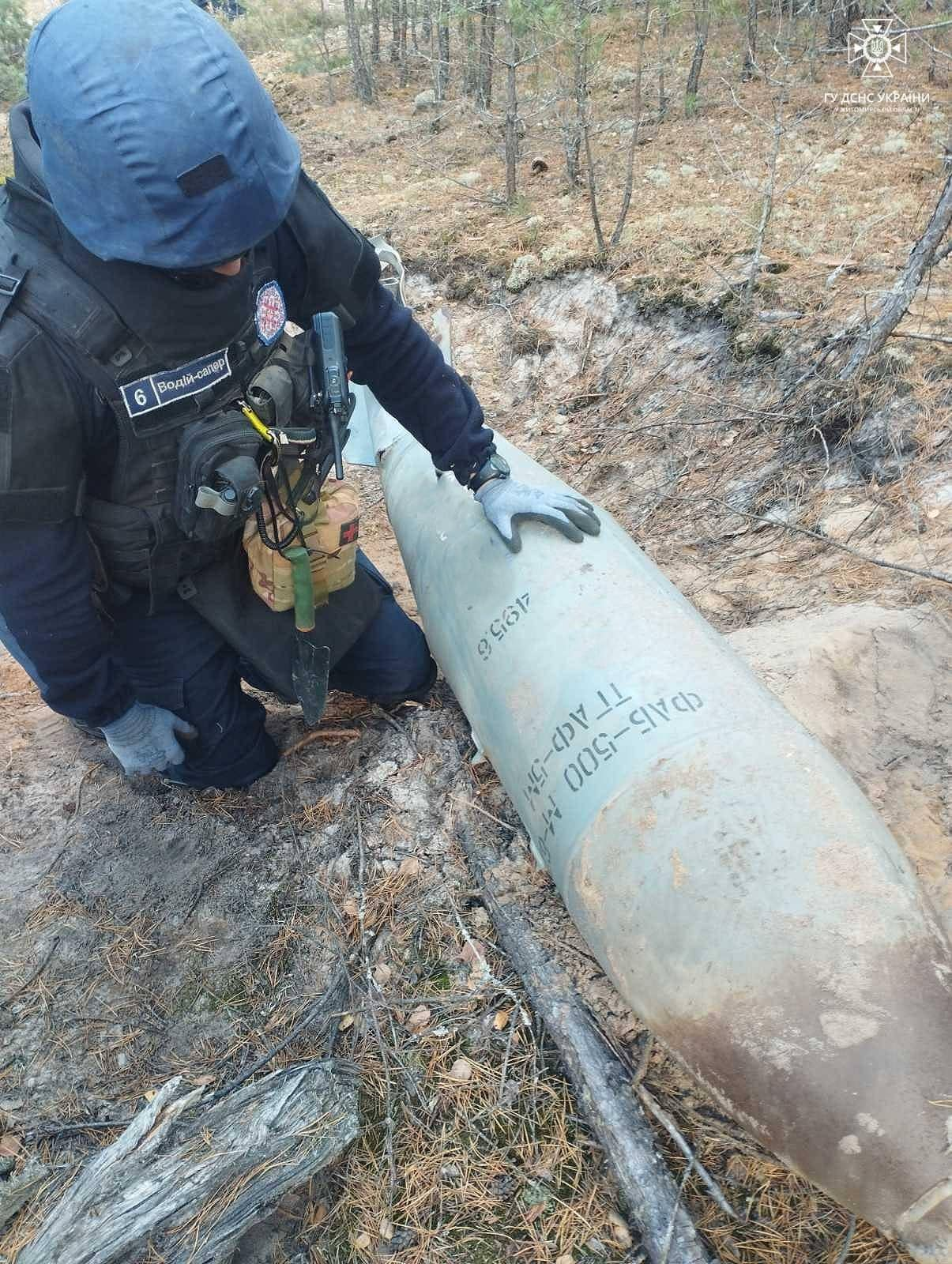
Państwowa Służba Ratunkowa unieszkodliwiła niewybuch bomby lotniczej FAB-500 znaleziony w obwodzie żytomierskim.

Ukraiński SG oświadczył, że prowadzono działania obronne na wschodzie i na południu kraju oraz działania ofensywne w kierunku Melitopola i Bachmutu. Kontynuowano ofensywę w kierunku Melitopola, odnosząc „częściowy sukces” na południe od Robotyne. Rosja atakowała w kierunkach Kupiańska, Bachmutu, Awdijiwki, Marjinki, Szachtarska i Zaporoża, gdzie odparto do 69 ataków. W kierunku kupiańskim i bachmuckim Ukraińcy odparli ok. 15 ataków w rejonie Sinkiwki, Iwaniwki i Kiśliwki oraz 9 ataków w pobliżu Nadii. Rosjanie próbowali odzyskać utraconej pozycje w pobliżu Kliszczijiwki; Ukraińcy kontynuowali ataki na południe od Bachmutu. W kierunku awdijiwskim, marjińskim i szachtarskim siły ukraińskie odparły pięć ataków na Awdijiwkę, ponad 20 ataków w rejonie Marjinki i Nowomychailiwki i dwa ataki na południe od Zołotej Niwy i Preczystiwki. W kierunku zaporoskim Rosjanie próbowali odzyskać pozycje na południowy zachód od Robotyne. W ciągu dnia siły rosyjskie przeprowadziły trzy ataki rakietowe, 35 nalotów i 39 ostrzałów na pozycje ukraińskie i obszary zaludnione (odnotowano ofiary wśród cywilów oraz zniszczoną infrastrukturę). Lotnictwo Ukrainy dokonało 15 nalotów na miejsca koncentracji i trzech na przeciwlotnicze systemy rakietowe; artyleria uderzyła w pięć punktów kontrolnych, obszar koncentracji personelu, skład amunicji i artylerię.
Armia ukraińska stwierdziła, że przeprowadziła zmasowany atak na lotniska w pobliżu okupowanego Berdiańska i Ługańska, zabijając i raniąc dziesiątki rosyjskich żołnierzy oraz niszcząc dziewięć helikopterów (w tym Ka-52 i Mi-8), system obrony powietrznej, specjalistyczny sprzęt lotniczy i skład amunicji, którego detonacja trwała od 4:00 do 11:00. Później analitycy podali, że zniszczono lub uszkodzono od 21 do 25 helikopterów Ka-52 i Mi-8. Prezydent Wołodymyr Zełenski potwierdził, że podczas ataków użyto rakiet ATACMS z amunicją kasetową o zasięgu 160 km, co było pierwszym użyciem tych pocisków od czasu ich dostawy ze Stanów Zjednoczonych zaledwie kilka dni wcześniej. Od początku wojny Ukraina wielokrotnie zwracała się do państw sojuszniczych o rakiety dalekiego zasięgu.
Według armii ukraińskiej nad ranem siły rosyjskie przeprowadziły kolejny atak na Ukrainę, wykorzystując rakiety manewrujące Ch-59, rakiety przeciwlotnicze S-300 i sześć dronów Shahed 136/131; jeden pocisk Ch-59 i sześć dronów zostało zniszczonych przez obronę przeciwlotniczą. W wyniku rosyjskiego ataku na Chersoń cztery osoby zostały ranne. W godzinach nocnych Rosjanie uderzyli za pomocą dwóch rakiet w akademik Uniwersytetu Rolniczego w Słowiańsku, gdzie pod gruzami znaleziono dwie osoby. W wyniku ostrzału zniszczeniu uległ 5-piętrowy budynek akademika. Według władz regionalnych ciągu ostatniej doby Rosjanie ostrzelali 10 obwodów Ukrainy, atakując „łącznie 97 miejscowości i 31 obiektów infrastruktury przy użyciu różnego rodzaju broni”, w tym moździerzy, czołgów, artylerii, rakiet przeciwlotniczych, dronów i samolotów taktycznych. W atakach zginęły co najmniej dwie osoby, a kolejne dwie zostały ranne. Ukraińskie Ministerstwo Reintegracji podało, że od jesieni 2022 roku z wyzwolonych części obwodów chersońskiego i charkowskiego ewakuowano ponad 67 tys. osób, w tym 40 tys. osób z regionu Chersonia i 27 tys. osób z północno-wschodniego obwodu charkowskiego.
Brytyjskie MON stwierdziło, że w ciągu ostatnich dwóch tygodni nastąpił wzrost rosyjskiej aktywności na osi Kupiańsk–Łyman i prawdopodobnie była to część rosyjskiej ofensywy prowadzonej na wielu osiach na wschodzie Ukrainy. Na osi Kupiańsk–Łyman nasilił się rosyjski ostrzał, a elementy rosyjskich 6 i 25 Armii Ogólnowojskowej oraz 1 Gwardyjskiej Armii Pancernej przeprowadziły ataki, jednak z ograniczonym sukcesem. Celem sił lądowych Rosji było prawdopodobnie posuwanie się na zachód do rzeki Oskoł, aby stworzyć strefę buforową wokół obwodu ługańskiego.
Według ISW ataki pociskami ATACMS, przeprowadzone przez siły ukraińskie, zmuszą rosyjskie dowództwo do rozproszenia zasobów lotnictwa i przeniesienia niektórych samolotów na lotniska położone dalej od linii frontu, co „zapewne zakłóci wsparcie rosyjskiego lotnictwa” dla działań obronnych i lokalnych ofensyw. Dodatkowo przybycie na Ukrainę pocisków ATACMS stanowi „znaczące zagrożenie dla rosyjskich składów amunicji na tyłach i prawdopodobnie zmusi dowództwo rosyjskie do wyboru pomiędzy fortyfikowaniem istniejących magazynów i dalszym ich rozpraszaniem”. Siły ukraińskie kontynuowały kontrofensywę, posuwając się naprzód w pobliżu Bachmutu i w zachodnim obwodzie zaporoskim. Z kolei wojska rosyjskie przeprowadziły ataki na linii Kupiańsk–Swatowe–Kreminna, w pobliżu Bachmutu i Awdijiwki, na południowy zachód od Doniecka, na granicy obwodu donieckiego i zaporoskiego oraz w zachodnim obwodzie zaporoskim, robiąc postępy na niektórych obszarach frontu.
OSW podał, że Rosjanie utrzymywali wzmożoną aktywność na kilku kierunkach, lecz nie zrobili znaczących postępów. Areną ciężkich walk była Awdijiwka i jej okolice, gdzie Ukraińcy ściągnęli posiłki i powstrzymywali próby pogłębienia oskrzydlenia miasta od północy i od zachodu. Siły ukraińskie odparły także pierwsze ataki na kombinat koksochemiczny, będący głównym punktem oporu. Do mniej intensywnych ataków dochodziło w rejonie Kupiańska, gdzie Rosjanie próbowali przełamać ukraińską obronę na północno-wschodnich obrzeżach miasta oraz na południowy wschód od niego. Po raz kolejny wzrosła liczba rosyjskich ataków na pozycje obronne w zachodniej części Marjinki. Z mniejszą intensywnością wojska rosyjskie atakowały pozycje ukraińskie na granicy obwodów ługańskiego i charkowskiego oraz podjęli kolejne próby odzyskania pozycji utraconych w wyniku ukraińskiej ofensywy na południe od Wełykiej Nowosiłki i przełamania pozycji ukraińskich na południowy wschód od niej. Do ataków obu stron dochodziło na południowy zachód od Bachmutu i na południe od Orichiwa, gdzie siły rosyjskie odzyskały niewielką część utraconych pozycji. Siły ukraińskie w dalszym ciągu podejmowały próby umocnienia się na wyspach na Dnieprze i stworzenia przyczółków na lewym brzegu rzeki.

### 18 października

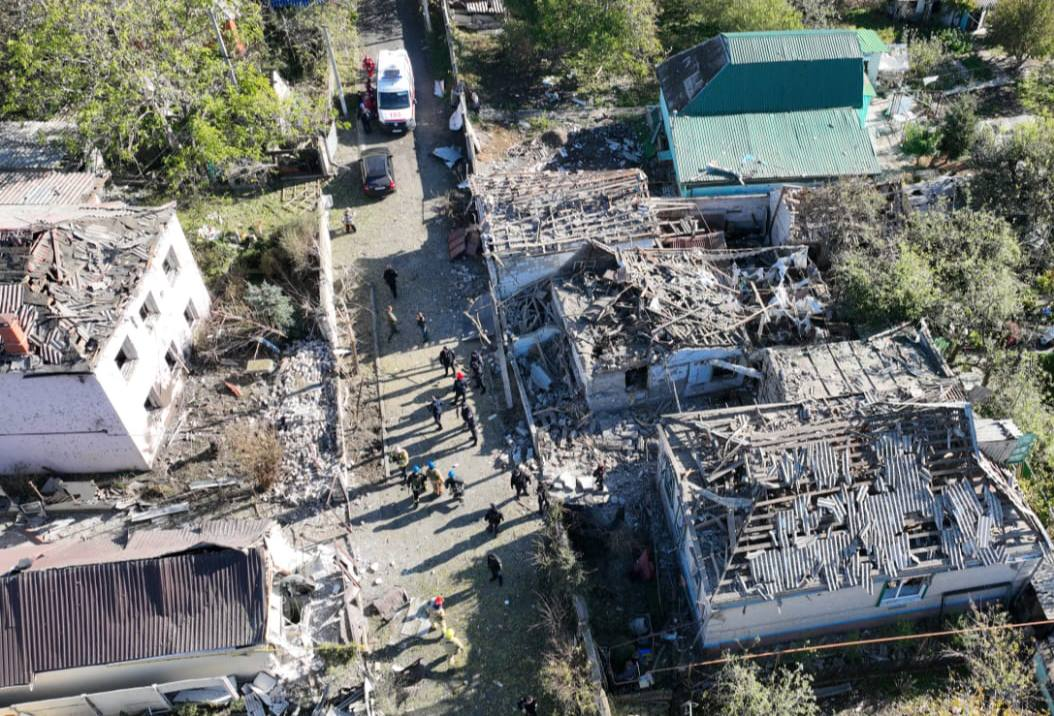
Domy w miejscowości Obuchiwka po ataku rakietowym; jedna osoba zginęła, a cztery zostały ranne.

ISW, powołując się na rosyjskie źródła, przekazało, że ukraińska piechota morska dotarła nad okupowany brzeg Dniepru, co zostało również potwierdzone przez SG Ukrainy. Rosyjskie źródła podały, że oddziały dwóch ukraińskich brygad rozpoczęły ofensywę nad Dnieprem we wschodniej części obwodu chersońskiego. Z materiału geolokalizacyjnego wynikało, że Ukraińcy posunęli się na północ od Piszczaniwki (14 km na wschód od Chersonia i 3 km od rzeki) i Pojmy (11 km na wschód od Chersonia i 4 km od rzeki). Sztab Generalny potwierdził doniesienia o ataku wojsk ukraińskich, informując o zaatakowaniu okupowanych terenów przez Rosję; „Na froncie chersońskim okupanci przeprowadzili naloty w okolicach Nowoberysławia, Kozackiego, Oliwki, Naddniprowskiego i Piszczaniwki”. Mer Awdijiwki Witalij Barabasz stwierdził, że wówczas miał miejsce największy atak na miasto od 2014 roku. Dodał, że liczba ostrzałów rosyjskich i ataków nieco spadła, jednak na pozycjach ukraińskich „nie było spokojniej”, lecz „bardzo gorąco”, ponieważ trwały całodobowe ostrzały i walki. Według niego siły ukraińskie ustabilizowały sytuację wokół Awdijiwki, ale w najbliższych dniach dojdzie do kolejnego zaostrzenia; stwierdził: „To jeszcze nie koniec tej historii. Wróg się przegrupowuje. Od trzech dni ściąga na tyły ten sprzęt, który tylko może, aby go naprawić”.
SG Ukrainy poinformował, że prowadzono działania obronne na wschodzie i na południu kraju oraz działania ofensywne w kierunku Melitopola i Bachmutu. Kontynuowano ofensywę w kierunku Melitopola, odnosząc „częściowy sukces” w południowo-zachodniej części Werbowego. FR atakowała w kierunkach Kupiańska, Łymanu, Bachmutu, Awdijiwki, Marjinki, Szachtarska i Zaporoża, gdzie odparto do 80 ataków. W kierunku kupiańskim, łymańskim i bachmuckim wojska ukraińskie odparły ponad 15 ataków w rejonie Sinkiwki, Iwaniwki i Kiśliwki oraz 10 ataków w pobliżu Nadii i pięć w rejonie Makijiwki. Rosjanie próbowali odzyskać utracone pozycje w pobliżu Kliszczijiwki; Ukraińcy kontynuowali ataki na południe od Bachmutu. W kierunku awdijiwskim, marjińskim i szachtarskim siły ukraińskie odparły trzy ataki na Awdijiwkę, 21 ataków w rejonie Marjinki i Nowomychailiwki oraz jeden w pobliżu Nowomajorśkiego. W kierunku zaporoskim siły ukraińskie odparły ataki w rejonie Nowodariwki i Małej Tokmaczki. W ciągu 24h Rosjanie przeprowadzili 15 ataków rakietowych, 79 nalotów i 61 ostrzałów na pozycje ukraińskie i obszary zaludnione (odnotowano ofiary wśród cywilów oraz zniszczoną infrastrukturę). Lotnictwo ukraińskie dokonało 15 nalotów na miejsca koncentracji i trzech na przeciwlotnicze systemy rakietowe, z kolei artyleria ostrzelała dwa punkty kontrolne, kompleks rakiet przeciwlotniczych Tor, stację radarową Zoopark-1M i 11 jednostek artylerii.
Gubernator Jurij Małaszko poinformował, że ok. 2 w nocy armia rosyjska przeprowadziła sześć ataków rakietowych na Zaporoże, z których jeden trafił w wielopiętrowy budynek mieszkalny. W wyniku ataku rakietowego zginęło pięć osób, a pięć zostało rannych. Według lokalnych władz siły rosyjskie przeprowadziły atak rakietowy na obwód dniepropetrowski, w wyniku czego co najmniej jedna osoba zginęła, a co najmniej cztery zostały ranne. Mer Dniepru Borys Filatow podał, że ok. 10:30 Rosja ostrzelała obszary mieszkalne. W wyniku ataku zniszczono dom, obiekt cywilny oraz uszkodzono 21 domów, 11 innych budynków i gazociąg. Gubernator Witalij Kim poinformował, że w rosyjskim ataku rakietowym (o 20:30. czasu lokalnego) na wioskę Stepowe w obwodzie mikołajowskim zginęły dwie osoby, a jedna została ranna. Zniszczono obiekt gastronomiczny oraz budynki mieszkalne i rolnicze. Gubernator Ołeksandr Prokudin podał, że w wyniku rosyjskiego nalotu na wioskę Blahowiszczenske w obwodzie chersońskim w godzinach nocnych zginęła jedna osoba, a jedna została poważnie ranna. Na wieś zrzucono sześć kierowanych bomb lotniczych z trzech samolotów Su-35; odnotowano zniszczenia budynków, w tym domów.
Rosyjskie Ministerstwo Obrony stwierdziło, że nad Krymem zestrzelono dwie ukraińskie rakiety S-200, z kolei prorosyjski gubernator Sewastopola Michaił Razwożajew poinformował, że w rejonie Sacharnej Gołowki w Sewastopolu odnotowano eksplozję; na miejscu znajdowało się wiele magazynów przechowujących rosyjskie rakiety i inną broń. Później Ministerstwo podało, że zestrzelono 28 ukraińskich dronów nad obwodami kurskim i biełgorodzkim, a także nad Morzem Czarnym. Według doniesień drony SBU zaatakowały obóz polowy w miejscowości Postojałyje Dwory w pobliżu bazy lotniczej Khalino w Kursku. Według doniesień atak spowodował znaczne zniszczenia, ponieważ odnotowano 18 eksplozji. Ponadto w momencie nalotu w obiekcie wojskowym przebywało do 3 tys. rosyjskich żołnierzy i ok. 80 sztuk sprzętu wojskowego. Władimir Putin ogłosił, że rosyjskie Siły Powietrzno-Kosmiczne będą na stałe patrolować przestrzeń powietrzną nad Morzem Czarnym za pomocą MiG-31 uzbrojonych w rakiety Kindżał.
Według ISW źródła rosyjskie wyraziły zaniepokojenie trwającą działalnością Ukraińców na wschodnim brzegu Dniepru i określiły te działania jako część potencjalnej większej operacji. Siły ukraińskie kontynuowały kontrofensywę we wschodniej i południowej Ukrainie oraz według doniesień zrobiły postępy w pobliżu Bachmutu oraz w zachodnim obwodzie zaporoskim. Z kolei wojska rosyjskie przeprowadziły ataki na linii Kupiańsk–Swatowe–Kreminna, w pobliżu Bachmutu i Awdijiwki, na południowy zachód od Doniecka, na granicy obwodu donieckiego i zaporoskiego oraz w zachodnim obwodzie zaporoskim, robiąc postępy na południe od Awdijiwki. Brytyjskie Ministerstwo Obrony stwierdziło, że mimo twierdzeń władz rosyjskich o naprawie Mostu Krymskiego, korzystanie z niego pozostawało ograniczone, a jego zabezpieczanie było znaczącym obciążeniem dla sił rosyjskich. Choć most był w pełni operacyjny, korzystanie z niego pozostawało ograniczone ze względu na procedury wprowadzone po pierwszym ukraińskim ataku w październiku 2022 roku, co powodowało, że ciężarówki i dostawy paliwa były transportowane promami. Zdaniem Ministerstwa „Most Krymski pozostanie kluczowym ogniwem w utrzymaniu rosyjskiej okupacji Krymu i jej sił na południowej Ukrainie”.

### 19 października
Rzecznik Ołeksandr Sztupun podał, że armia ukraińska posunęła się prawie 0,5 km w rejonie wsi Werbowego, przedzierając się przez rosyjską obronę. W obwodzie zaporoskim SZ Ukrainy zlikwidowały bojownika Aleksandra Możajewa ps. „Straszydło”, walczącego z Ukrainą od 2014 roku.
Ukraiński Sztab podał, że prowadzono działania obronne na wschodzie i na południu kraju oraz działania ofensywne w kierunku Melitopola i Bachmutu. Kontynuowano ofensywę w kierunku Melitopola, powodując straty w sile roboczej i sprzęcie. Rosja atakowała w kierunkach Kupiańska, Łymanu, Bachmutu, Awdijiwki, Marjinki, Szachtarska i Zaporoża, gdzie odparto do 90 ataków. W kierunku kupiańskim, łymańskim i bachmuckim siły ukraińskie odparły ponad 30 ataków w rejonie Sinkiwki i Iwaniwki, 10 ataków w pobliżu Nadii oraz ataki w rejonie Makijiwki. Wojska rosyjskie próbowały odzyskać utracone pozycje w pobliżu Kliszczijiwki; Ukraińcy kontynuowali ataki na południe od Bachmutu. W kierunku awdijiwskim i marjińskim wojska rosyjskie wznowiły ofensywę i próbowały otoczyć Awdijiwkę. Siły ukraińskie utrzymywały obronę, zadając liczne straty; ostatniej doby straty rosyjskie wyniosły ok. 900 żołnierzy zabitych i rannych, prawie 50 czołgów i ponad 100 pojazdów opancerzonych zostało zniszczonych i uszkodzonych. Odparto także 16 ataków w rejonie Marjinki. W kierunku szachtarskim i zaporoskim Ukraińcy odparli ataki w rejonie Zołotej Niwy, Staromajorśkiego i Werbowego. W ciągu doby siły rosyjskie przeprowadziły 12 ataków rakietowych, 60 nalotów i 53 ostrzały na pozycje ukraińskie i obszary zaludnione (odnotowano ofiary wśród cywilów oraz zniszczoną infrastrukturę). Lotnictwo ukraińskie dokonało 13 nalotów na miejsca koncentracji i czterech na przeciwlotnicze systemy rakietowe, natomiast artyleria zniszczyła stanowisko dowodzenia, dwa obszary koncentracji, dwa ciężkie systemy TOS-1A „Sołncepiok” i 13 jednostek artylerii.
Według władz lokalnych w ciągu ostatniej doby Rosjanie przeprowadzili ataki na dziewięć obwodów, zabijając co najmniej jedną osobę (w Biłej Horze) i raniąc co najmniej 13 kolejnych. Gubernator Ołeksandr Prokudin powiedział, że w wyniku rosyjskich ataków na obwód chersoński siedem osób zostało rannych. W godzinach nocnych siły rosyjskie zaatakowały Ukrainę za pomocą 6 dronów Shahed 136/131, z których trzy zostały zniszczone przez obronę przeciwlotniczą.
W opinii ISW wojska ukraińskie nasiliły działania na wschodzie obwodu chersońskiego. Rosyjskie źródła w dalszym ciągu omawiały „większe niż zazwyczaj” operacje ukraińskie lądowe na wschodnim brzegu Dniepru. Rosjanie podawali rozbieżne informacje na temat ukraińskich działań, jednak zdaniem Instytutu operacje mogły być większe niż wcześniejsze wypady. Materiały geolokalizacyjne wskazywały, że pomimo rosyjskich kontrataków Ukraińcy utrzymywali ograniczoną obecność na niektórych odcinkach wschodniego brzegu Dniepru i w pobliżu Mostu Antonowskiego. Według doniesień siły ukraińskie posunęły się naprzód na południe od Bachmutu i w zachodnim obwodzie zaporoskim w ramach operacji kontrofensywnych. Z kolei wojska rosyjskie przeprowadziły ataki na linii Kupiańsk–Swatowe–Kreminna, w pobliżu Bachmutu, wokół Awdijiwki, na południowe od Doniecka, na granicy obwodu donieckiego i zaporoskiego oraz w zachodnim obwodzie zaporoskim, robiąc postępy na niektórych obszarach. 
Izraelscy urzędnicy powiedzieli Axios, że dziesiątki tysięcy pocisków artyleryjskich 155 mm, które miały zostać dostarczone Ukrainie przez Departament Obrony USA, zostały skierowane do Izraela w celu walki z bojownikami. Według amerykańskich urzędników pociski były składowane w Izraelu i Stany Zjednoczone przetransportują je na Ukrainę, jeśli Izrael wyrazi na to zgodę. Prezydent Joe Biden wygłosił przemówienie, łącząc wojnę na Ukrainie z wojną w Izraelu, mówiąc: „Nie możemy i nie pozwolimy zwyciężyć terrorystom takim jak Hamas i tyranom takim jak Putin”. Poprosił także Kongres o 100 miliardów dolarów dla Izraela, Ukrainy, Tajwanu i bezpieczeństwa granicy USA–Meksyk. Minister spraw zagranicznych Dmytro Kułeba zapowiedział, że „Ukraina będzie regularnie otrzymywać pociski balistyczne ATACMS od USA”. Chorwacja ogłosiła, że wyśle na Ukrainę całą flotę śmigłowców Mi-8. Prezydent Zełenski podpisał ustawę o zwiększeniu wydatków na obronę o ponad 300 miliardów hrywien. Z kolei Kazachstan zakazał eksportu do Rosji 106 rodzajów towarów o potencjalnym podwójnym zastosowaniu „w związku z sytuacją globalną”, w tym „dronów, podzespołów wewnętrznych, elektroniki specjalistycznej i chipów” oraz podobnych towarów i sprzętu, który mógłby zostać wykorzystany do celów wojskowych.
Rada Najwyższa Ukrainy poparła w pierwszym czytaniu projekt ustawy o zakazie działalności organizacji religijnych związanych z FR; ustawa nr. 8371 została poparta przez 267 osób. Dokument proponował wprowadzenie zakazu działalności na terytorium Ukrainy organizacji religijnych powiązanych z Rosją, w tym Ukraińskiego Kościoła Prawosławnego Patriarchatu Moskiewskiego. Ponadto SBU zdemaskowała kierownictwo Rosyjskiego Kościoła Prawosławnego za tworzenie na terytorium Rosji własnych, prywatnych kompanii wojskowych. Zgodnie z instrukcjami Patriarchatu Moskiewskiego ich prywatne grupy zajmowały się werbowaniem i szkoleniem bojowym najemników na wojnę z Ukrainą. Udokumentowano, że jedna z takich prywatnych kompanii wojskowych o nazwie „Krzyż św. Andrzeja” działała w Soborze Morskim w Kronsztadzie w Petersburgu.

### 20 października
ISW oceniło, że siły ukraińskie dotarły do północno-wschodniej części wsi Krynki, 35 km od Chersonia i 2 km na południowy wschód od rzeki Dniepr w okupowanym obwodzie chersońskim. Rosyjscy blogerzy wojenni donosili, że Ukraina próbowała zdobyć przyczółek w pobliżu Krynk i nadal utrzymywała swoją obecność w pobliżu mostu Antonowskiego, zaledwie kilka kilometrów na wschód od Chersonia. Ponadto Rosjanie wznowili ofensywę pod Awdijiwką, osiagając nieznaczny postęp. Szef Administracji Wojskowej Ołeh Syniehubow stwierdził, że „kierunek Kupiańska jest bardzo trudny, nasi żołnierze odpierają tam 30 ataków dziennie. Wróg, pomimo warunków pogodowych niesprzyjających prowadzeniu aktywnych działań szturmowych, nadal atakuje. Doskonale rozumiemy jego plany. Nasi żołnierze są na pozycjach”. Dodał, że „ataki przychodzą falami, po każdej porażce wróg jest zmuszony odejść w celu odzyskania sił: zarówno w celu wymiany, jak i rotacji. Trwa to już cztery miesiące, ale teraz nasilili ataki oraz nadchodzi sprzęt wojskowy”. Według niego „są tam wojskowi, są ludzie skazani na kary więzienia. Wróg atakuje małymi grupkami, ale przy wsparciu artylerii i pojazdów opancerzonych”. SG Ukrainy podał, że siły ukraińskie zadały największe dzienne straty Rosjanom od początku wojny. W ciągu doby wojska rosyjskie straciły 1380 żołnierzy zabitych i rannych.
SG Ukrainy podał, że prowadzono działania obronne na wschodzie i na południu kraju oraz działania ofensywne w kierunku Melitopola i Bachmutu. Kontynuowano ofensywę w kierunku Melitopola, powodując straty w sile roboczej i sprzęcie. Rosja atakowała w kierunkach Kupiańska, Łymanu, Bachmutu, Awdijiwki, Marjinki, Szachtarska i Zaporoża, gdzie odparto ponad 100 ataków. W kierunku kupiańskim, łymańskim i bachmuckim siły ukraińskie odparły ponad 20 ataków w rejonie Sinkiwki i Iwaniwki, ok. pięć ataków w pobliżu Nadii oraz ataki w rejonie Newelskiego. Rosjanie próbowali atakować w rejonie Bohdaniwki i Chromowego oraz odzyskać utracone pozycje w pobliżu Kliszczijiwki; Ukraińcy kontynuowali ataki na południe od Bachmutu. W kierunku awdijiwskim i marjińskim siły rosyjskie kontynuowały próby otoczenia Awdijiwki, jednak siły ukraińskie utrzymywały obronę, zadając liczne straty. Odparto ok. 20 ataków w rejonie Marjinki i Nowomychailiwki. W kierunku szachtarskim i zaporoskim Ukraińcy odparli ataki w rejonie Zołotej Niwy, Staromajorśkiego, Riwnopila i Połtawki; Rosjanie próbowali odzyskać utracone pozycje w rejonie Robotyne. W ciągu dnia armia rosyjska przeprowadziła 9 ataków rakietowych, 39 nalotów i 50 ostrzałów na pozycje ukraińskie i obszary zaludnione (odnotowano ofiary wśród cywilów oraz zniszczoną infrastrukturę). Lotnictwo Ukrainy dokonało ośmiu nalotów na miejsca koncentracji i czterech na przeciwlotnicze systemy rakietowe; artyleria uderzyła w stanowisko dowodzenia, magazyn amunicji, dwa obszary koncentracji i stację walki radioelektronicznej.
Dowódca Połączonych SZ Ukrainy Serhij Najew oświadczył że na północnej granicy od czerwca 2022 roku do chwili obecnej położono pół miliona min, stwierdzając, że szczelność zapór minowych zwiększono 16-krotnie. Dodał także, że „we współpracy z wojskową lokalną administracją budujemy wojskowe inżynieryjne i fortyfikacyjne obiekty oraz instalujemy dodatkowe kamery monitoringu”, zapewniając: „Stwarzamy takie warunki, aby była ona całkowicie niemożliwa do przedarcia się przez przeciwnika”. Z kolei rosyjskie Siły Powietrzno-Kosmiczne wzmocniły lotnisko Belbek na Krymie co najmniej czterema samolotami MiG-31 i ok. 10 myśliwcami Su-27 i Su-30.
Rosjanie przeprowadzili atak rakietowy za pomocą rakiety balistycznej Iskander-M na obiekt cywilny w Mikołajowie, z kolei na południu Ukrainy użyli dronów Shahed 136/131, z których większość została zniszczona przez obronę przeciwlotniczą. O 7:30 rosyjscy żołnierze ostrzelali wieś Kuczeriwka w rejonie kupiańskim, 39-letni cywil został ranny w wyniku eksplozji miny. Gubernator Ołeksandr Prokudin podał, że w wyniku porannego rosyjskiego nalotu na Berysław zginęła 80-letnia kobieta. Według doniesień siły rosyjskie zrzuciły na miasto cztery bomby lotnicze, zabijając kobietę w jej domu. Bomby uderzyły także w pobliską miejscowość Nowoberysław. W ciągu ostatniej doby rejon Chersonia zaatakowano 23 razy, używając 93 pocisków. Uszkodzenia odnotowano m.in. w Chersoniu, Antoniwce i w szeregu innych miejscowości. Trzy osoby zostały ranne. Gubernator Serhij Łysak poinformował, że w ataku rakietowym na Krzywy Róg zginął 60-letni mężczyzna, a jego 57 letnia została cieżko ranna i trafiła do szpitala. Pociski uderzyły w obszar domków, powodując pożar. Mer Melitopola Iwan Fedorow stwierdził, że ukraińscy partyzanci zdetonowali bombę samochodową w dzielnicy Awiamisteczko, której celem byli rosyjscy żołnierze, regularnie rabujący puste mieszkania w mieście. Rosyjskie media podały, że do wybuchu doszło na ulicy Hwardiiskiej, a jego przyczyną było „zwarcie” w pojeździe, w wyniku którego doszło do zapalenia paliwa.
W ocenie ISW siły rosyjskie przeprowadziły ponowny atak w pobliżu Awdijiwki i nieznacznie posunęły się naprzód, co wskazywało, że rosyjskie dowództwo w dalszym ciągu chciało kontynuować ofensywy na tym kierunku pomimo ciężkich strat sprzętowych i osobowych. Źródła rosyjskie i ukraińskie w dalszym ciągu podawały, że rosyjskie jednostki broniące wschodniego brzegu Dniepru były stosunkowo mniej skuteczne bojowo niż inne oddziały rosyjskie na pozostałych odcinkach frontu. Tymczasem siły ukraińskie kontynuowały kontrofensywę w pobliżu Bachmutu i w zachodnim obwodzie zaporoskim, jednak nie zrobiły potwierdzonych postępów. Z kolei wojska rosyjskie przeprowadziły ataki na linii Kupiańsk–Swatowe–Kreminna, w pobliżu Bachmutu, wokół Awdijiwki, na zachód od Doniecka, na granicy obwodu donieckiego i zaporoskiego oraz w zachodnim obwodzie zaporoskim, robiąc postępy na niektórych obszarach.
Według OSW rosyjskie ataki i ukraińskie kontrataki w rejonie Awdijiwki doprowadziły do ukształtowania nowej linii obrony na północny zachód i na południe od miasta wzdłuż przebiegającej przez nie linii kolejowej. Nie powiodły się rosyjskie próby przełamania ukraińskiej obrony na zachód od Awdijiwki i ataki na pozycje ukraińskie na północny i południowy wschód od Kupiańska, na granicy obwodów charkowskiego i ługańskiego, w rejonie Marjinki i na południowy wschód od Wełykiej Nowosiłki. Bez większych zmian zakończyły się podejmowane przez obie strony ataki na południowy zachód od Bachmutu i na południe od Orichiwa. Według źródeł rosyjskich i zachodnich 17 października dwie ukraińskie grupy przeprowadziły atak z przyczółku na lewym brzegu Dniepru i zajęły wieś Pojma, a po sprowadzeniu posiłków, sąsiadującą z nią Piszczaniwkę. Rosyjski kontratak wyparł Ukraińców z obu miejscowości, lecz do zlikwidowania przyczółku nie doszło. Dwa dni później ukraińskie grupy dywersyjno-rozpoznawcze wylądowały w rejonie miejscowości Krynky na zachód od Nowej Kachowki, przejściowo zajmując jej część, skąd zostały wyparte na jej obrzeża.
Administracja prezydenta Joe Bidena skierowała do Kongresu USA prośbę o dodatkowe finansowanie potrzeb bezpieczeństwa na łączną kwotę 105,85 miliardów dolarów, z czego 61,4 miliarda dolarów przeznaczono na pomoc wojskową dla Ukrainy. Środki zostaną przeznaczone na dodatkową broń i sprzęt, „który pomoże Ukrainie odnieść sukces na polu bitwy i chronić jej naród przed rosyjskimi atakami”, a także uzupełnić zapasy Departamentu Obrony, które zmniejszyły się w wyniku wcześniejszej pomocy. Finansowanie zostanie również przeznaczone na wsparcie wojskowe, wywiadowcze i inne wsparcie obronne, „w tym znaczące inwestycje w bazę przemysłową obronności, koszty transportu amerykańskiego sprzętu, a także dalsze wzmacnianie obecności sił amerykańskich w Europie”.

### 21 października

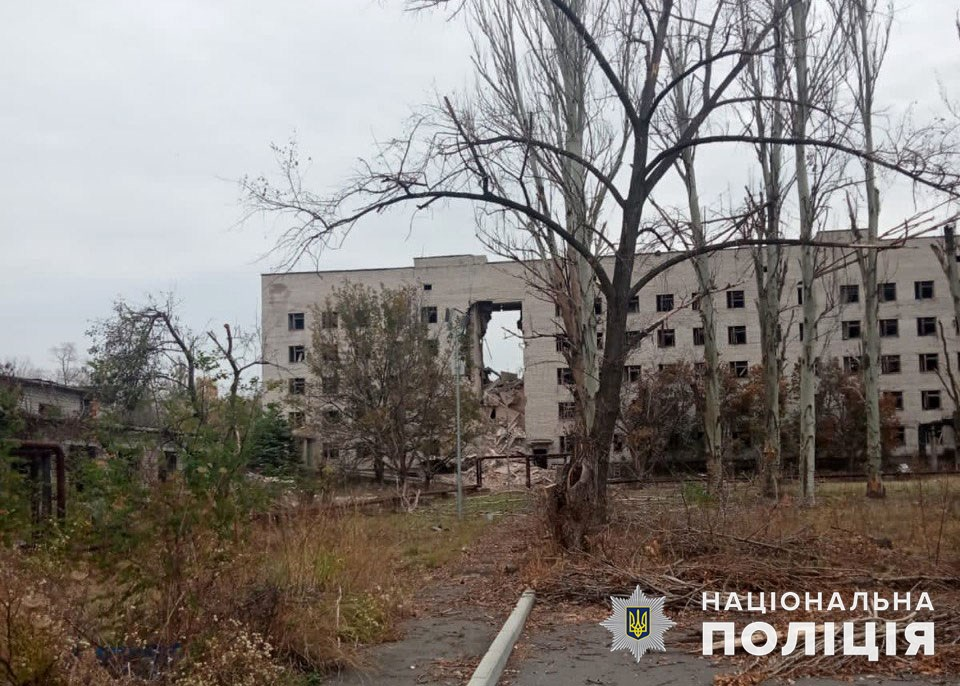
Szpital Centralny w Awdijiwce po rosyjskim ostrzale podczas walk o miasto.

Rzecznik Południowego Zgrupowania Natalia Humeniuk stwierdziła, że rosyjska armia stosowała złożoną taktykę powietrzną do ataków na cele w południowej Ukrainie, z „głównym naciskiem na powietrze” i używając szeregu broni, w tym dronów, pocisków różnego typu i bomb lotniczych, do ataku linii frontu i dalej poza nim; nie zaobserwowano jednak „jednoczesnego wystrzelenia rakiet manewrujących i kierowanych bomb lotniczych”. Rzecznik Ołeksandr Sztupun poinformował, że intensywność ataków na Awdijiwkę spadła, stwierdzając, że „nie oznaczało to, że Rosja zrezygnowała z prób zajęcia Awdijiwki”, a wojska ukraińskie w dalszym ciągu były zmuszone do utrzymywania obrony.
Sztab Ukrainy poinformował, że prowadzono działania obronne na wschodzie i na południu kraju oraz działania ofensywne w kierunku Melitopola i Bachmutu. Kontynuowano ofensywę w kierunku Melitopola, powodując straty w sile roboczej i sprzęcie. FR atakowała w kierunkach Kupiańska, Łymanu, Bachmutu, Awdijiwki, Marjinki, Szachtarska i Zaporoża, gdzie odparto ponad 80 ataków. W kierunku kupiańskim, łymańskim i bachmuckim siły ukraińskie odparły ponad 15 ataków w rejonie Sinkiwki, Iwaniwki i Nadii oraz 10 ataków w pobliżu Biłohoriwki, Lasu Sieriebrianskiego i Spirnego. Ukraińcy odparli ataki w rejonie Wasiukiwki i Andrijiwki oraz kontynuowali ataki na południe od Bachmutu. W kierunku awdijiwskim i marjińskim Rosjanie kontynuowali próby otoczenia Awdijiwki, jednak siły ukraińskie utrzymywały obronę, odpierając 15 ataków w okolicy Keramik, Awdijiwki, Stepowego, Tonenke i Perwomajskiego. Odparto ponad 20 ataków w rejonie Marjinki, Krasnohoriwki i Pobiedy. W kierunku szachtarskim i zaporoskim Ukraińcy odparli ataki w rejonie Preczystiwki, Zołotej Niwy, Staromajorśkiego i Pryjutnego. W ciągu 24h Rosja przeprowadziła sześć ataków rakietowych, 53 naloty i 54 ostrzały na pozycje ukraińskie i obszary zaludnione (odnotowano ofiary wśród cywilów oraz zniszczoną infrastrukturę). Lotnictwo Ukrainy dokonało 12 nalotów na miejsca koncentracji, z kolei artyleria zaatakowała siedem jednostek artylerii, stację radarową, skład amunicji, kompleks rakiet przeciwlotniczych i dwa obszary koncentracji.
Generał Serhij Najew podał, że od października 2022 roku do lipca br. na białoruskich poligonach i w centrach szkoleniowych wyszkolono do 24 tys. zmobilizowanych rosyjskich żołnierzy, dodając, że „na początku szkolenie trwało trzy miesiące, a później - do czterech tygodni. Żołnierze byli przygotowywani w związku ze stratami na Ukrainie i koniecznością uzupełniania oddziałów”. W lipcu 2023 roku wojska rosyjskie zostały wycofane z Białorusi, a na terytorium kraju pozostało do 2 tys. Rosjan obsługujących obiekty będące pod kontrolą Moskwy.
Szef Administracji Wojskowej Ołeh Syniehubow stwierdził, że w wieczornym rosyjskim ataku rakietowym na prywatną sortownię Nowej Poszty we wsi Nowy Korotycz (obwód charkowski) zginęło sześciu pracowników poczty, a 16 kolejnych zostało rannych; siedem osób było w „poważnym stanie” i siedem w „umiarkowanym stanie”. Policja podała, że 22 osoby znajdowały się w środku, gdy pocisk S-300 trafił w budynek o 22:10 czasu lokalnego. Później podano, że tej samej nocy w rejon Charkowa wystrzelono łącznie osiem rakiet S-300 z obwodu biełgorodzkiego.
Według ISW siły ukraińskie prawdopodobnie odparły w ciągu ostatnich kilku dni kolejną ofensywę rosyjską w kierunku Awdijiwki i spowodowały dalsze ciężkie straty w personelu i sprzęcie na tym obszarze. Ukraińcy kontynuowali także kontrofensywę w pobliżu Bachmutu i w zachodnim obwodzie zaporoskim. Rosyjski bloger wojenny stwierdził, że siły ukraińskie posunęły się na zachód od Nowofedoriwki i znajdowały się 6 km od miejscowości. Inni blogerzy donosili, że Ukraińcy kontynuowali ataki na linii Robotyne–Kopani i Robotyne–Nowoprokopiwka. Z kolei wojska rosyjskie przeprowadziły ataki na linii Kupiańsk–Swatowe–Kreminna, w pobliżu Bachmutu, wokół Awdijiwki, na południowy zachód od Doniecka, na granicy obwodu donieckiego i zaporoskiego oraz w zachodnim obwodzie zaporoskim, posuwając się naprzód na niektórych obszarach. Rosjanie usilnie starali się udaremnić ukraińskie wysiłki mające na celu zaopatrzenie i wzmocnienie nowo zdobytych pozycji na wschodnim brzegu obwodu chersońskiego. Według brytyjskiego MON niedawne rosyjskie ataki w Awdijiwce przyczyniły się do 90% wzrostu liczby ofiar odnotowanych przez ukraińskie Ministerstwo Obrony. Od początku inwazji Rosja mogła stracić na Ukrainie 150–190 tys. żołnierzy, zabitych i trwale rannych. Z kolei uwzględniając rannych, którzy mogli wrócić na pole bitwy, całkowita liczba wynosi 240–290 tys.; statystyki nie obejmowały zabitych i rannych najemników Grupy Wagnera, walczących w Bachmucie.
Pierwsza wicepremier Ukrainy i minister gospodarki Julia Swyridenko poinformowała, że od początku inwazji na pełną skalę udokumentowano ponad 2500 przypadków szkód w środowisku popełnionych przez wojska rosyjskie, w tym 14 przypadków ekobójstwa, które były przedmiotem dochodzenia. Potencjalnie skażonych zostało ponad 170 tys. km² terytorium Ukrainy. Ponadto miny lądowe i niewybuchy zagrażały ponad 6 milionom obywateli Ukrainy. Ofiarami min padło do tej pory ok. 800 Ukraińców, z czego ponad 250 zginęło. Organizacja Narodów Zjednoczonych znalazła kolejne dowody zbrodni wojennych popełnionych przez siły rosyjskie podczas śledztwa w obwodach chersońskim i zaporoskim. Przytoczyła dowody na „masowe ataki”, a także „zbrodnie wojenne polegające na umyślnym zabijaniu, torturach, gwałtach i innej przemocy seksualnej oraz deportacjach dzieci do Federacji Rosyjskiej”.

### 22 października
Rzecznik ukraińskiej 110 Samodzielnej Brygady Zmechanizowanej Anton Kotsukon podał, że Rosjanie walczący pod Awdijiwką kopali tunele pod ziemią, żeby jak najbardziej zbliżyć się do pozycji ukraińskich. Dodał, że bitwa była ciężka, ponieważ Rosjanie cały czas uzupełniali personel i sprzęt; „Mieli wystarczające zasoby, codziennie toczyły się bardzo zacięte walki, każdego dnia rzucali do szturmów coraz to nowe siły - zarówno personel, jak i pojazdy opancerzone, lotnictwo, artylerię”.
SG Ukrainy oświadczył, że prowadzono działania obronne na wschodzie i na południu kraju oraz działania ofensywne w kierunku Melitopola i Bachmutu. Kontynuowano ofensywę w kierunku Melitopola, powodując straty w sile roboczej i sprzęcie. Rosja atakowała w kierunkach Kupiańska, Łymanu, Bachmutu, Awdijiwki, Marjinki, Szachtarska i Zaporoża, gdzie odparto ponad 90 ataków. W kierunku kupiańskim, łymańskim i bachmuckim siły ukraińskie odparły ponad 15 ataków w rejonie Sinkiwki i Iwaniwki, ok. 10 ataków w okolicy Nadii i Lasu Serebriańskiego oraz ataki w rejonie Bohdaniwki, Chromowego, Iwaniwskiego, Andrijiwki i Drużby; kontynuowano ataki na południe od Bachmutu. W kierunku awdijiwskim i marjińskim Rosjanie kontynuowali próby otoczenia Awdijiwki, jednak Ukraińcy utrzymywali obronę, odpierając ponad 20 ataków w okolicy Keramik, Stepowego, Awdijiwki, Tonenke, Opytnego i Newelskiego. Odparto także 24 ataki w rejonie Marjinki, Pobiedy i Nowomychailiwki. W kierunku szachtarskim i zaporoskim odparto ataki w rejonie Preczystiwki, Zołotej Niwy, Werbowego i Robotyne. W ciągu doby Rosjanie przeprowadzili 10 ataków rakietowych, 63 naloty i 58 ostrzałów na pozycje ukraińskie i obszary zaludnione (odnotowano ofiary wśród cywilów oraz zniszczoną infrastrukturę). Lotnictwo Ukrainy dokonało siedmiu nalotów na miejsca koncentracji, natomiast artyleria uderzyła w cztery jednostki artylerii. Ukraina stwierdziła, że w ciągu ostatnich 10 dni podczas walk w obwodzie donieckim zestrzelono pięć rosyjskich Su-25.
Rzecznik Straży Granicznej Andrij Demczenko stwierdził, że najwięcej rosyjskich dywersantów wykrywanych było na granicy ukraińsko-rosyjskiej w obwodzie sumskim, rzadziej w charkowskim i czernihowskim. Według niego były to grupy, które próbowały zdobyć informacje o lokacji sił ukraińskich oraz stanowiły bezpośrednie zagrożenie dla cywilów, ponieważ „otwierali ogień do samochodów, które przemieszczały się po terytorium przygranicznym. Nie analizowali, czy to wojskowi, czy cywile”.
W nocy armia rosyjska przeprowadziła atak na Ukrainę przy użyciu dronów i rakiet. Rakiety S-300 uderzyły w obwód dniepropetrowski. W stronę Dniepru wystrzelono rakietę Ch-59, a w stronę Starokonstantynowa w obwodzie chmielnickim wystrzelono drony Shahed 136/131. Ukraińskie lotnictwo poinformowało, że zniszczono pocisk Ch-59 i trzy drony. W nocy Rosjanie zaatakowali wieś Stanisław, uszkadzając ponad 30 budynków mieszkalnych, liceum, sklepy, kościół, budynek przedsiębiorstwa komunalnego oraz linie energetyczne i gazociągi. Prokuratura Generalna podała, że wojska rosyjskie przeprowadziły ataki na cztery miejscowości w obwodzie donieckim, zabijając co najmniej dwóch cywilów i raniąc trzech cywilów. We wsi Kałyniwka w rejonie bachmuckim zginął 58-letni mieszkaniec, który podczas ataku przebywał na własnym podwórku. 61-letni mężczyzna zginął w Wasiukiwce w wyniku wybuchu miny. Rosjanie zaatakowali także wieś Nietailowe, gdzie ranny został 19-letni chłopiec. Z kolei w Torećku 59-letnia kobieta i 60-letni mężczyzna odnieśli ranny w wyniku ostrzału wroga. Gubernator Ołeh Syniehubow powiedział, że co najmniej trzech cywilów zostało rannych w wyniku ostrzału Kupiańska. Administracja Wojskowa Obwodu Charkowskiego stwierdziła, że armia rosyjska ostrzelała Kuriliwkę, raniąc co najmniej jednego cywila. Ponadto siły rosyjskie zaatakowały wieczorem elektrownię cieplną należącą do największej prywatnej firmy energetycznej na Ukrainie (DTEK), powodując znaczne zniszczenia.
Kanał na Telegramie „Crimean Wind” poinformował, że pojawiły się doniesienia o eksplozjach na okupowanym Krymie. W sieci opublikowano nagranie przedstawiające dużą eksplozję w rejonie Zatoki Sewastopolskiej z opisem: „Wybuchy, detonacje i coś się zapaliło”.
W ocenie ISW armia rosyjska ściągała dodatkowe siły pod Awdijiwkę pomimo trudności związanych z koniecznością frontalnych szturmów i niepowodzenia dotychczasowych ataków na bardzo mocno ufortyfikowany odcinek frontu. Rosyjskie źródła donosiły, że pod miastem nie nastąpiły istotne zmiany na linii frontu i oceniały, że Rosjanie zrobili kolejną pauzę po tym, gdy ich duży atak poniósł porażkę i zakończył się ogromnymi stratami. Tymczasem siły ukraińskie kontynuowały kontrofensywę w pobliżu Bachmutu i w zachodnim obwodzie zaporoskim. Z kolei wojska rosyjskie przeprowadziły ataki na linii Kupiańsk–Swatowe–Kreminna, w pobliżu Bachmutu, na linii Awdijiwka–Donieck, na granicy obwodu donieckiego i zaporoskiego oraz w zachodnim obwodzie zaporoskim, posuwając się naprzód na niektórych obszarach. Ponadto władze rosyjskie zintensyfikowały wysiłki mobilizacyjne skierowane do migrantów z Azji Środkowej.
Brytyjskie Ministerstwo Obrony poinformowało, że ukraińscy specjaliści z sektorów energetycznego, wodnego, transportowego i akademickiego przejdą dwutygodniowy program szkoleniowy pod okiem inżynierów z armii brytyjskiej, którego zadaniem będzie ochrona infrastruktury krytycznej przed rosyjskimi atakami. Ministerstwo stwierdziło, że program umożliwi ukraińskim specjalistom z różnych sektorów dzielenie się wiedzą, zwiększając w ten sposób odporność krajowej sieci energetycznej; m.in. będą w stanie zidentyfikować wrażliwe punkty, wpływ różnych broni i potencjalne zasięgi wybuchu oraz lepiej zrozumieć, gdzie umieścić ochronę fizyczną i powietrzną.

### 23 października
Ukraiński SG poinformował o dalszej intensyfikacji rosyjskich ataków na miasto Awdijiwka. Według ukraińskiego wojska centrum i trasa zaopatrzenia były pod ciągłym ostrzałem. Utrudniało to zaopatrywanie wojsk ukraińskich w mieście. Bitwa o Awdijiwkę to największa rosyjska ofensywa wojskowa od początku 2023 roku. Generał Ołeksandr Syrski określił warunki na całym 1000 km froncie jako trudne i zwrócił uwagę na walki toczące się pod Bachmutem i Kupiańskiem. Choć Rosja ponosiła ciężkie straty, to stale zwiększała rezerwy. Władze ukraińskie nakazały obowiązkową ewakuację dzieci i ich rodziców lub opiekunów z ośmiu miejscowości w obwodzie donieckim i 23 miejscowości w obwodzie chersońskim ze względu na ciężkie walki.
Ukraiński Sztab poinformował, że kontynuowano ofensywę w kierunku Melitopola, odnosząc „częściowy sukces” na południe od Robotyne. FR atakowała w kierunkach Kupiańska, Łymanu, Bachmutu, Awdijiwki, Marjinki, Szachtarska i Zaporoża, gdzie odparto do 55 ataków. W kierunku kupiańskim, łymańskim i bachmuckim siły ukraińskie odparły ok. pięć ataków w rejonie Iwaniwki oraz ataki w pobliżu Nadii i w rejonie Bohdaniwki, Chromowego, Kliszczijiwki i Andrijiwki; kontynuowano ataki na południe od Bachmutu. W kierunku awdijiwskim i marjińskim Rosjanie kontynuowali próby otoczenia Awdijiwki, jednak Ukraińcy utrzymywali obronę, odpierając ponad 10 ataków w okolicy Keramik, Stepowego, Awdijiwki i Tonenke. Odparto także ok. 15 ataków w rejonie Marjinki i Pobiedy. W kierunku szachtarskim i zaporoskim odparto ataki w pobliżu Nowomychajliwki i Małej Tokmaczki. W ciągu 24h Rosja przeprowadziła cztery ataki rakietowe, 68 nalotów i 49 ostrzałów na pozycje ukraińskie i obszary zaludnione (odnotowano ofiary wśród cywilów oraz zniszczoną infrastrukturę). Lotnictwo ukraińskie dokonało siedmiu nalotów na miejsca koncentracji i trzech na przeciwlotnicze systemy rakietowe, natomiast artyleria zaatakowała osiem jednostek artylerii, cztery obszary koncentracji, stację walki radioelektronicznej i przeprawę pontonowo-mostową. Rzecznik wywiadu ukraińskiego Andrij Jusow powiedział, że na terytorium Ukrainy było rozmieszczonych ponad 400 tys. żołnierzy.
W nocy Rosja przeprowadziła atak na Ukrainę za pomocą dronów. Siły Powietrzne Ukrainy podały, że zniszczono jedną rakietę manewrującą Ch-59, 13 dronów Shahed 136/131 i jednego drona nieznanego typu; dziewięć dronów zestrzelono w południowym obwodzie odeskim. Gubernator Ołeh Kiper poinformował, że atak trwał ok. 3,5h, a szczątki jednego z dronów spadły na dach magazynu w porcie w Odessie; nie odnotowano ofiar śmiertelnych. Władze regionalne poinformowały, że w rosyjskich atakach w ciągu ostatniej doby zginęło dwóch cywilów, a kolejnych 20 zostało rannych. Siły rosyjskie przeprowadziły 101 ataków na obwód chersoński, wystrzeliwując 597 pocisków z różnej broni, w wyniku czego zginęły dwie osoby, a 14 zostało rannych, w tym 12-letnie dziecko. Gubernator Ołeh Syniehubow podał, że wojsko rosyjskie zaatakowało cztery rejony w północno-wschodnim obwodzie charkowskim, raniąc czterech mieszkańców wsi Borowa. Gubernator Ołeksandr Prokudin powiedział, że rosyjski ostrzał uderzył w kilka wiosek. Dotknięte zostały także zakłady transportowe i spożywcze w Chersoniu. Rosjanie uszkodzili także infrastrukturę energetyczną podczas nocnego ostrzału, w wyniku czego doszło do uszkodzeń sieci energetycznych w obwodach dniepropetrowskim, donieckim i charkowskim.
Prorosyjski gubernator obwodu chersońskiego Wołodymyr Saldo powiedział, że Rosja zestrzeliła trzy ukraińskie rakiety lecące w stronę Krymu. Ponadto przechwycono drony morskie na Morzu Czarnym.
Według ISW armia rosyjska powinna otrzymać wystarczającą ilość amunicji, aby kontynuować wojnę w 2024 roku. Zdaniem ekspertów Rosja nie dysponuje już taką ilością amunicji jak w 2022 roku, a krajowa produkcja musi być wspierana dostawami z Korei Północnej. Do tej pory Korea wysłała do Rosji ok. 300–500 tys. szt. amunicji, głównie artyleryjskiej; taka ilość pokrywała miesięczne zapotrzebowanie Rosjan. Strona ukraińska szacowała, że Rosjanie zużywali ok. 10–15 tys. szt. amunicji dziennie, czyli mniej niż w 2022 roku, kiedy wystrzeliwano do 80 tys. pocisków dziennie. Jeśli utrzyma się poziom dostaw z Korei oraz skala produkcji w rosyjskich fabrykach, Rosja będzie w stanie kontynuować wojnę, utrzymując tempo walk. Tymczasem Ukraińcy kontynuowali kontrofensywę w pobliżu Bachmutu i w zachodnim obwodzie zaporoskim, robiąc postępy na południe od Bachmutu. Wojska rosyjskie przeprowadziły ataki w pobliżu Kupiańska, na linii Swatowe–Kreminna, w pobliżu Bachmutu, na południe od Doniecka, na granicy obwodu donieckiego i zaporoskiego oraz w zachodnim obwodzie zaporoskim, robiąc postępy na niektórych obszarach. Rosjanie przeprowadzili ataki w pobliżu Awdijiwki i zrobili postępy na północny wschód od miasta. Źródła rosyjskie donosiły, że wojska rosyjskie odepchnęły Ukraińców z niektórych pozycji na wschodnim brzegu Dniepru, jednakże że siły ukraińskie utrzymały przyczółki.
Brytyjskie MON podało, że Rosja w dalszym ciągu polegała na jednostkach Sztorm-Z przy przeprowadzaniu lokalnych ataków. Były to grupy wielkości kompanii, które zostały po raz pierwszy rozmieszczone na Ukrainie w 2022 roku; pierwotnie postrzegano je jako stosunkowo elitarne formacje, które mogłyby przejąć inicjatywę taktyczną, jednak od wiosny 2023 roku jednostki Sztorm-Z faktycznie stały się batalionami karnymi, obsadzonymi więźniami oraz żołnierzami, którym postawiono zarzuty dyscyplinarne. 
Według The Washington Post od początku inwazji Służba Bezpieczeństwa Ukrainy przeprowadziła w Rosji dziesiątki zamachów, w tym zamach bombowy na dziennikarkę Darję Duginę, któremu wcześniej zaprzeczano.
Ministrom spraw zagranicznych krajów UE po raz kolejny nie udało się dojść do porozumienia w sprawie przeznaczenia transzy 500 mln euro z Europejskiego Funduszu Pokoju na pomoc wojskową dla Ukrainy, ponieważ Węgry były temu przeciwne. Władze w Budapeszcie już wcześniej blokowały tę decyzję, gdyż Ukraina umieściła OTP Bank na liście międzynarodowych sponsorów wojny.
Prezydent Turcji Recep Tayyip Erdoğan złożył w parlamencie projekt ustawy o ratyfikacji członkostwa Szwecji w NATO.

### 24 października

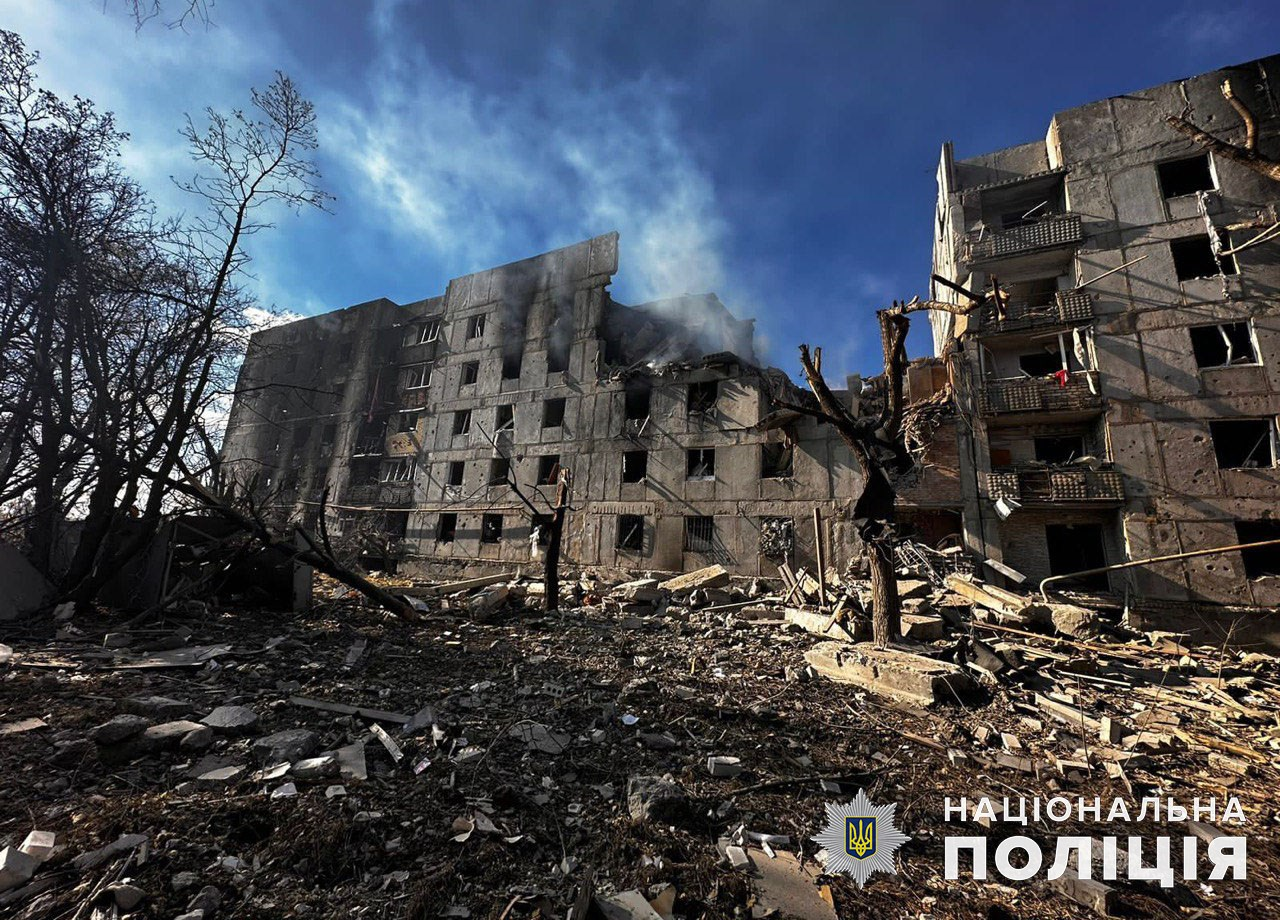
Budynek mieszkalny w Awdijiwce po rosyjskim nalocie.

Rzecznik Zgrupowania Tauryda Ołeksandr Sztupun powiedział, że Rosja ograniczyła ataki naziemne na Awdijiwkę, ale zintensyfikowała naloty, zrzucając ok. 40 bomb na miasto i jego okolice w ciągu dwóch nocy. Mer Awdijiwki Witalij Barabasz stwierdził, że walki trwały całą dobę, a w ciągu ostatnich dwóch dni rosyjskie grupy z kilku kierunków jednocześnie próbowały znaleźć słabe punkty w ukraińskiej obronie, jednak bez powodzenia. Dodał, że Rosjanie atakowali ukraińskie pozycje wokół miasta i samo miasto za pomocą artylerii i bomb lotniczych. Wicepremier Ukrainy i Minister Reintegracji Terytoriów Czasowo Okupowanych Iryna Wereszczuk powiedziała, że w Awdijiwce nadal przebywało ok. 1000 osób oraz wezwała ich do ewakuacji dla własnego bezpieczeństwa.
SG Ukrainy podał, że kontynuowano ofensywę w kierunku Melitopola, odnosząc „częściowy sukces” na zachód od Werbowego. Armia rosyjska atakowała w kierunkach Kupiańska, Łymanu, Bachmutu, Awdijiwki, Marjinki, Szachtarska i Zaporoża, gdzie odparto ok. 80 ataków. W kierunku kupiańskim, łymańskim i bachmuckim siły ukraińskie odparły ok. 10 ataków w rejonie Synkiwki i Iwaniwki, ataki w pobliżu Nadii i Makijiwki oraz ataki w rejonie Bohdaniwki, Kliszczijiwki i Andrijiwki; kontynuowano ataki na południe od Bachmutu. W kierunku awdijiwskim i marjińskim siły rosyjskie kontynuowały próby otoczenia Awdijiwki, jednak Ukraińcy utrzymywali obronę, odpierając ponad 10 ataków w okolicy Stepowego, Awdijiwki, Siewiernego i Niewelskiego. Odparto także ponad 20 ataków w rejonie Marjinki i Pobiedy. W kierunku szachtarskim i zaporoskim odparto ataki w pobliżu Nowomychajliwki, Preczystiwki, Staromajorśkiego, Zołotej Niwy i Małej Tokmaczki. W ciągu doby Rosja przeprowadziła sześć ataków rakietowych, 51 nalotów i 66 ostrzałów na pozycje ukraińskie i obszary zaludnione (odnotowano ofiary wśród cywilów oraz zniszczoną infrastrukturę). Lotnictwo ukraińskie dokonało 13 nalotów na miejsca koncentracji i trzech na przeciwlotnicze systemy rakietowe, z kolei artyleria ostrzelała 12 jednostek artylerii, węzeł logistyczny, punkt kontrolny, system przeciwlotniczy i dwa obszary koncentracji.
W godzinach nocnych ukraińska obrona przeciwlotnicza zestrzeliła sześć dronów Shahed 136/131. Rosyjskie drony przemieszczały się z okupowanej części obwodu chersońskiego w kierunku północno-zachodnim. Lokalne media donosiły o eksplozjach w pobliżu Winnicy. Władze obwodu chersońskiego podały, że wojska rosyjskie zaatakowały Biłozerkę i Kozackie, raniąc co najmniej dwóch cywilów oraz powodując zniszczenia szpitala i remizy strażackiej. Gubernator Ołeh Syniehubow poinformował, że siły rosyjskie przeprowadziły atak artyleryjski na wieś Podoły (na obrzeżach Kupiańska), zabijając dwóch cywilów w wieku 50 i 57 lat. W wyniku ataku został uszkodzony budynek i dwa samochody. Gubernator Serhij Łysak stwierdził, że armia rosyjska dwukrotnie użyła dronów i artylerii do ataku na Nikopol, raniąc co najmniej jednego cywila. W wyniku ataków uszkodzony został hotel, klinika weterynaryjna i linia energetyczna. Ministerstwo Zdrowia Ukrainy oświadczyło, że od czasu inwazji wojska rosyjskie zniszczyły 190 i uszkodziły 1449 placówek medycznych, w tym szpitale położnicze, przychodnie i polikliniki.
Rosyjskie Ministerstwo Obrony stwierdziło, że w nocy zniszczono trzy ukraińskie drony morskie w północnej części Morza Czarnego. Rosyjski urzędnik powiedział, że Flota Czarnomorska odpierała „możliwe ataki wrogich sił dywersyjnych”. Według kilku kanałów na Telegramie, w Sewastopolu ok. 3:35 czasu lokalnego doszło do kilku eksplozji. Rosyjska Federalna Służba Bezpieczeństwa oskarżyła SBU o próbę otrucia ok. 77 absolwentów rosyjskiej Wyższej Szkoły Lotnictwa Wojskowego w Armawirze poprzez wysłanie zatrutego ciasta i whisky na przyjęcie z okazji 20-lecia.
Brytyjskie MON podało, że w ciągu ostatniego tygodnia nasiliły się walki wokół brzegów dolnego Dniepru, a Ukraina nadała wyższy priorytet operacjom w tym sektorze, tworząc małe przyczółki na okupowanych terenach na wschodnim brzegu. Rosja prawdopodobnie była wyczulona na możliwość ataków przez rzekę, odkąd wycofała swoje siły z zachodniego brzegu rok temu. Obszar znajdował się pod kontrolą nowo utworzonej 18 Armii Ogólnowojskowej, po tym jak część jednostek znajdujących się wcześniej na tym obszarze została skierowana na odcinek Orichiwa. Zdaniem Ministerstwa „Rosja utrzymała znaczny potencjał artyleryjski w pobliżu rzeki”.
Według ISW w Rosji zapadła decyzja o zintensyfikowaniu represji wobec migrantów zarobkowych z Azji Centralnej posiadających rosyjskie obywatelstwo; m.in. nagłaśnianie przypadków przestępstw popełnianych przez takie osoby miało stworzyć warunki do łatwiejszego mobilizowania migrantów na wojnę z Ukrainą. Tymczasem siły ukraińskie kontynuowały kontrofensywę we wschodniej i południowej Ukrainie, posuwając się naprzód na południe od Bachmutu oraz w zachodnim obwodzie zaporoskim. Źródła rosyjskie podały, że Ukraińcy utrzymywali pozycje w Krynkach i kontynuowali ograniczone ataki na wschodnim brzegu Dniepru. Według rosyjskich blogerów wojennych ukraińska grupa dywersyjno-wywiadowcza wylądowała w pobliżu Pidstepnego na lewym brzegu rzeki i zajęła odcinek drogi, łączącej wsie Pojma, Kozaczi Łaheri i Krynki. Siły rosyjskie przeprowadziły ataki w pobliżu Awdijiwki i poczyniły potwierdzone postępy na północny wschód od miasta.
OSW podał, że Rosjanie umocnili się na północno-wschodnich obrzeżach Awdijiwki i podjęli kolejne próby przełamania obrony ukraińskiej na południe oraz północny i południowy zachód od niej. W rejonie Opytnego kontratakowały siły ukraińskie. Szef administracji wojskowej poinformował, że jedyna droga zaopatrzeniowa do miasta znajdowała się pod ostrzałem rosyjskie artylerii na długości 22 km. W okolicach Bachmutu obie strony zrobiły niewielkie postępy. Ukraińcy wyparli siły rosyjskie z kilku pozycji na wschód od linii kolejowej Bachmut–Gorłówka, a Rosjanie Ukraińców – na północ od Kurdiumiwki. Wojskom rosyjskim udało się zająć część wcześniej odzyskanych przez Ukraińców terenów w pobliżu Zbiornika Berchiwskiego na północny zachód od Bachmutu. Rosyjskie ataki na północny i południowy wschód od Kupiańska, na granicy obwodów ługańskiego i charkowskiego, na południowy zachód od Kreminnej, w Marjince i jej okolicach, na granicy obwodów donieckiego i zaporoskiego oraz na południowy wschód od Orichiwa nie przyniosły większych zmian. Niepowodzeniem zakończyły się ukraińskie próby przełamania obrony rosyjskiej na południe od Orichiwa. Wojska ukraińskie podjęły kolejne próby lądowania na lewym brzegu Dniepru w okupowanym obwodzie chersońskim. Według części źródeł ponownie zajęły i kontrolowały część miejscowości Krynky na zachód od Nowej Kachowki. Do starć doszło w pobliżu mostu kolejowego na wschód od Chersonia. Ponadto Ukraińcy utrzymali przyczółek w rejonie zniszczonego mostu Antoniwskiego.
Niemcy ogłosiły nowy pakiet pomocy wojskowej dla Ukrainy o wartości 1,4 miliarda dolarów, który obejmował trzy systemy przeciwlotnicze Gepard, 40 dronów rozpoznawczych RQ-35 i Vector, most szturmowy Biber, trzy pojazdy HX81 (i trzy przyczepy) do odzyskiwania czołgów, 13 pojazdów straży granicznej i 3872 pocisków dymnych 155 mm.
Niemiecka gazeta Bild opublikowała rozmowę telefoniczną, podczas której były szef Roskosmosu Dmitrij Rogozin rozmawiał z dyrektorem generalnym rosyjskiego centrum rakietowo-kosmicznego Progress Dmitrijem Baranowem, omawiając atak rakietą kosmiczną na duże ukraińskie miasto. Chcieli wystrzelić rakietę z kosmodromu Plesieck i umieścić na jej pokładzie bomby lotnicze i głowice bojowe.
Minister Polityki Rolnej Mykoła Solski powiedział, że Ukraina przetransportowała przez tymczasowy korytarz czarnomorski prawie 700 tys. ton zboża. Od otwarcia korytarza w sierpniu do ukraińskich portów wpłynęło 38 statków, a wypłynęło ponad 30.

### 25 października

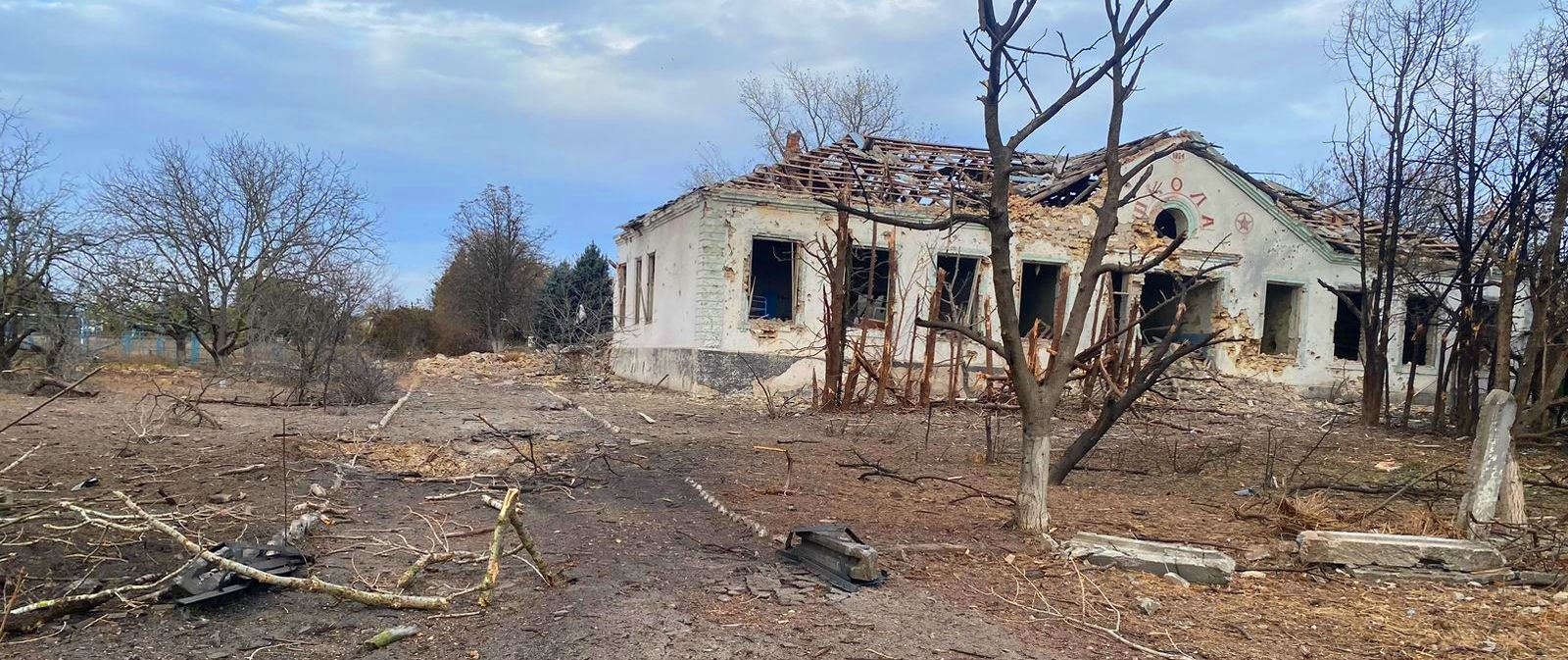
Stary budynek szkoły we wsi Olchiwka po rosyjskim nalocie.

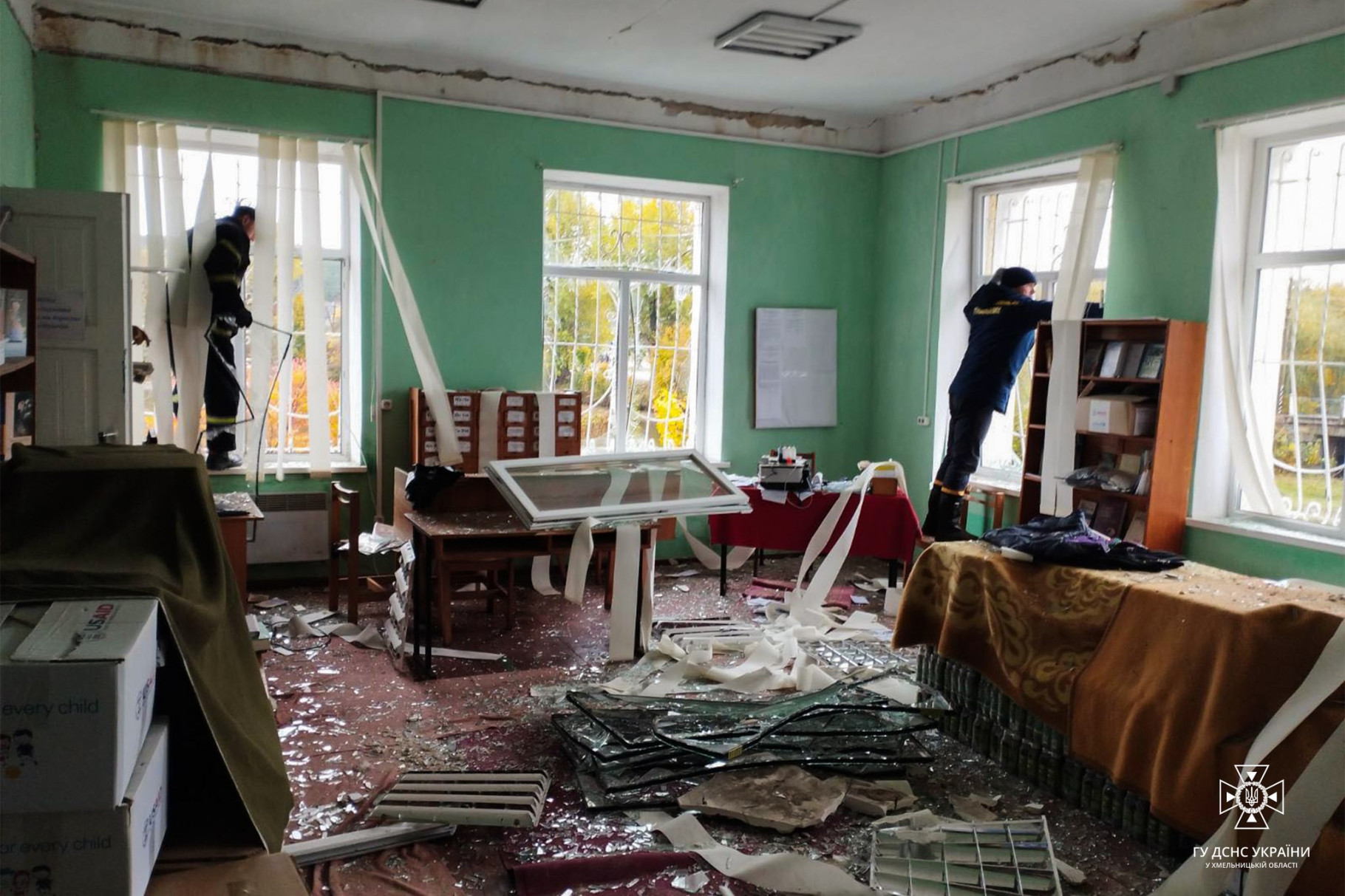
Zniszczenia w obwodzie chmielnickim po nocnym rosyjskim uderzeniu dronów.

Sztab Ukrainy poinformował, że kontynuowano ofensywę w kierunku Melitopola, powodując straty w sile żywej i sprzęcie. Siły rosyjskie atakowały w kierunkach Kupiańska, Łymanu, Bachmutu, Awdijiwki, Marjinki, Szachtarska i Zaporoża, gdzie odparto do 78 ataków. W kierunku kupiańskim, łymańskim i bachmuckim Ukraińcy odparli ok. 13 ataków w rejonie Synkiwki, Petropawliwki i Iwaniwki, ataki w pobliżu Nadii i Makijiwki oraz w okolicy Bohdaniwki, Iwaniwskiego, Kliszczijiwki i Andrijiwki; kontynuowano ataki na południe od Bachmutu. W kierunku awdijiwskim i marjińskim siły rosyjskie kontynuowały próby otoczenia Awdijiwki, jednak wojska ukraińskie utrzymywały obronę, odpierając 15 ataków w okolicy Stepowego, Awdijiwki, Tonenke i Siewiernego. Odparto także 20 ataków w rejonie Marjinki i Nowomychailiwki. W kierunku szachtarskim i zaporoskim odparto ataki w pobliżu Wodiane, Nowoukrajinki, Staromajorśkiego i Werbowego. W ciągu 24h armia rosyjska przeprowadziła 50 nalotów i 49 ostrzałów na pozycje ukraińskie i obszary zaludnione (odnotowano ofiary wśród cywilów oraz zniszczoną infrastrukturę). Lotnictwo ukraińskie dokonało siedmiu nalotów na miejsca koncentracji, z kolei artyleria zniszczyła trzy magazyny amunicji, sześć jednostek artylerii i stację radiolokacyjną. Ukraiński wywiad podał, że zniszczono magazyn w Doniecku, należący do 110 Oddzielnej Brygady Strzelców Zmotoryzowanych 1 Korpusu Armijnego.
W godzinach nocnych obrona przeciwlotnicza Ukrainy zniszczyła wszystkie 11 dronów Shahed 136/131 wystrzelonych z Primorsko-Achtarska. Zastępca gubernatora Serhij Turyn poinformował, że w nocy siły rosyjskie ponownie zaatakowały zachodni obwód chmielnicki. Chociaż ukraińska obrona przeciwlotnicza zestrzeliła drony, to ich spadające szczątki „uszkodziły lokale niemieszkalne, budynki mieszkalne i pojazdy” oraz raniły co najmniej 16 osób w Sławucie. Szef MSW Ihor Kłymenko wyjaśnił, że fragmenty dronów zniszczyły szereg budynków w rejonie szepetowskim, w tym 11 budynków mieszkalnych, 9 budynków prywatnych, dwie placówki oświatowe, budynek administracyjny, sklep i samochody. Według mera Sławuty uszkodzonych zostało ok. 300 budynków mieszkalnych, wszystkie 28 placówek oświatowych, szpital i przedsiębiorstwo; zgłoszono także uszkodzenia dwóch remiz strażackich i komisariatu policji. Prezydent Zełenski i Ministerstwo Energetyki poinformowali, że rosyjskie drony uderzyły w obszar wokół Chmielnickiej Elektrowni Jądrowej, uszkadzając niektóre budynki i raniąc 20 osób. Uszkodzone zostały także linie energetyczne w miastach Sławuta i Niecieszyn, w wyniku czego 1860 odbiorców zostało odciętych od prądu. Gubernator Ołeksandr Prokudin powiedział, że armia rosyjska przeprowadziła nalot na Berysław, zabijając 13-letniego chłopca.
Według ISW siły ukraińskie nieznacznie posunęły się w zachodnim obwodzie zaporoskim i kontynuowały ataki w pobliżu Bachmutu. Źródła rosyjskie podały, że Ukraińcy wznowili większe niż zwykle operacje lądowe na wschodnim brzegu Dniepru i utrzymywali pozycje w kilku obszarach we wschodnim obwodzie chersońskim. Z kolei wojska rosyjskie przeprowadziły ataki na linii Kupiańsk–Swatowe, w pobliżu Bachmutu, na południowy zachód od Doniecka, na granicy obwodu donieckiego i zaporoskiego oraz w zachodnim obwodzie zaporoskim, jednak nie zrobiły żadnych potwierdzonych postępów. Siły rosyjskie przeprowadziły także ataki w wokół Awdijiwki, gdzie zrobiły potwierdzone postępy. Rosyjskie Ministerstwo Obrony potwierdziło, że generał porucznik Andriej Kuzmenko został dowódcą Wschodniego Zgrupowania Sił na Ukrainie, co prawdopodobnie potwierdziło również stanowisko Kuzmienki jako dowódcy Wschodniego Okręgu Wojskowego. Wiceprzewodniczący Rosyjskiej Rady Bezpieczeństwa Narodowego Dmitrij Miedwiediew stwierdził, że między 1 stycznia a 25 października 2023 roku do służby w armii rosyjskiej przystąpiło prawie 385 tys. osób.
Rząd Australii ogłosił pakiet pomocy wojskowej dla Ukrainy o wartości 20 milionów dolarów australijskich, który obejmował drukarki 3D, sprzęt do rozminowywania, maszyny rentgenowskie i systemy przeciwdronowe. Rzecznik Sił Powietrznych USA stwierdził, że „niewielka liczba” ukraińskich pilotów rozpoczęła podstawowe szkolenie w zakresie sterowania myśliwcami F-16 w bazie 162 Skrzydła Powietrznego Gwardii Narodowej w Arizonie. Minister Przemysłu Strategicznego Ołeksandr Kamyszin stwierdził, że wszystkie zdolności produkcyjne Ukrainy w dziedzinie obronności, w tym produkcja pocisków artyleryjskich i dronów, znacznie wzrosły, ale nadal były one niewystarczające do potrzeb. Co miesiąc produkowano tysiące dronów i oczekiwano, że ich liczba wzrośnie do dziesiątek tysięcy miesięcznie. Rheinmetall i państwowy ukraiński koncern obronny UDI (wcześniej Ukroboronprom) założyły w Kijowie spółkę joint venture, mającą działać na terenie Ukrainy oraz zajmującą się serwisem pojazdów, a w późniejszym czasie produkcją wybranych elementów.
Brytyjskie MON podało, że północnokoreańska amunicja prawdopodobnie dotarła do składów uzbrojenia w zachodniej Rosji, które były używane do wsparcia operacji wojskowych na Ukrainie. Jeśli Korea Północna utrzyma skalę i tempo dostaw wojskowych, stanie się jednym z najważniejszych zagranicznych dostawców broni do Rosji, obok Iranu i Białorusi. Nie wiadomo, co Rosja zgodziła się dostarczyć Korei w zamian, jednak w opinii Ministerstwa była to „mieszanka rekompensaty finansowej, innego wsparcia gospodarczego, dostarczania technologii wojskowych i współpracy w innych obszarach zaawansowanych technologii”.
Rada Federacji Rosyjskiej jednomyślnie zatwierdziła projekt ustawy o unieważnieniu ratyfikacji Traktatu o całkowitym zakazie prób jądrowych (CTBT). Rosja przeprowadziła szkolenie na temat masowego ataku nuklearnego. Według oficjalnych doniesień międzykontynentalny pocisk balistyczny Jars został wystrzelony z kosmodromu Plesieck w obwodzie archangielskim na poligon „Kura” na Kamczatce, natomiast rakieta balistyczna Siniewa została wystrzelona z Morza Barentsa z atomowego okrętu podwodnego „Tuła”. Ponadto, według szefa rosyjskiego Sztabu Generalnego Walerija Gierasimowa, w szkoleniu strategicznych sił nuklearnych wzięły udział dwa bombowce dalekiego zasięgu Tu-95MS.

### 26 października

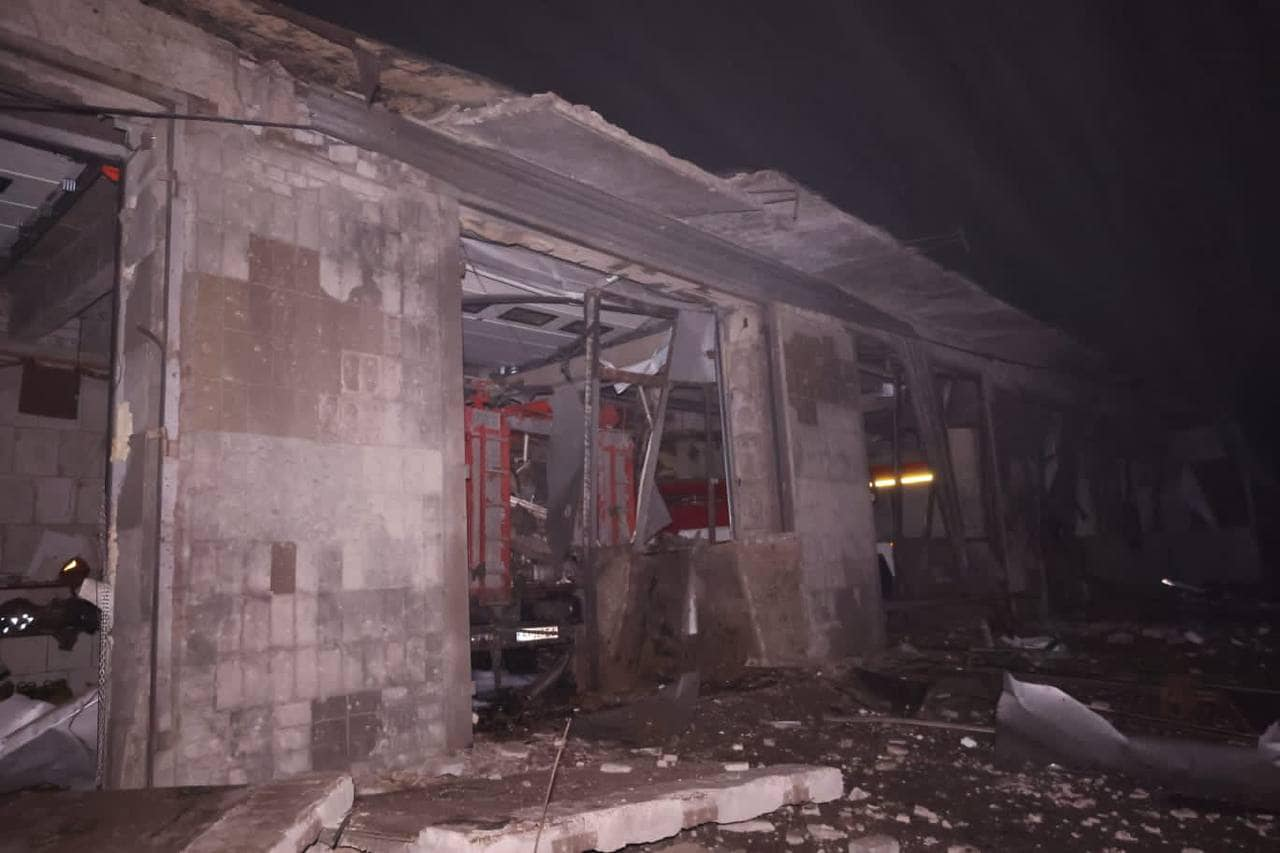
Remiza strażacka w Iziumie po nocnym rosyjskim ataku rakietowym; osiem osób zostało rannych, a 13 pojazdów zostało uszkodzonych.

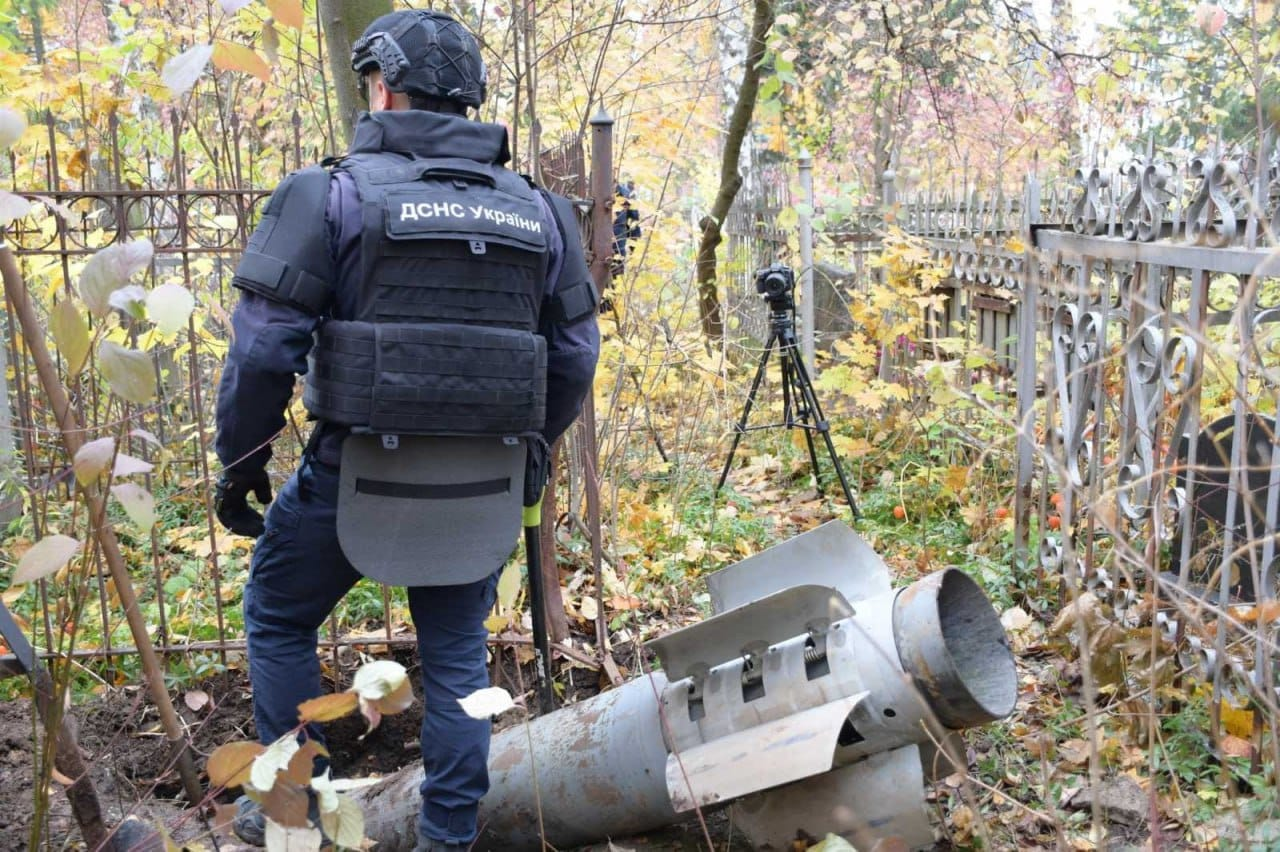
Rakieta (z amunicję kasetową) z wyrzutni BM-30 Smiercz, wbita w ziemię na cmentarzu w Charkowie.

Według ISW armia rosyjska posunęła się na północny zachód od Krasnohoriwki, 5 km na północny zachód od Awdijiwki, z kolei siły ukraińskie posunęły się na zachód od Robotyne. Ministerstwo Reintegracji Terytoriów Czasowo Okupowanych podało, że planowano ewakuację 275 dzieci i ich rodzin z 10 miejscowości w rejonie kupiańskim.
Ukraiński Sztab podał, że kontynuowano ofensywę w kierunku Melitopola, powodując straty w sile żywej i sprzęcie. Armia rosyjska koncentrowała się na atakach w kierunkach Kupiańska, Bachmutu, Awdijiwki i Marjinki, gdzie odparto do 70 ataków. W kierunku kupiańskim i bachmuckim Ukraińcy odparli ataki w rejonie Synkiwki i Iwaniwki, pięć ataków w okolicy Bohdaniwki i Chromowego oraz 10 ataków w pobliżu Kliszczijiwki i Andrijiwki; siły ukraińskie kontynuowały ataki na południe od Bachmutu. W kierunku awdijiwskim i marjińskim Rosjanie kontynuowali próby otoczenia Awdijiwki, jednak wojska ukraińskie utrzymywały obronę, odpierając ponad 20 ataków w okolicy Stepowego, Awdijiwki, Tonenke i Siewiernego. Odparto także 18 ataków w rejonie Marjinki i Nowomychajliwki. W ciągu dnia armia rosyjska przeprowadziła jeden atak rakietowy, 18 nalotów i 35 ostrzałów na pozycje ukraińskie i obszary zaludnione (odnotowano ofiary wśród cywilów oraz zniszczoną infrastrukturę). Ukraińskie lotnictwo dokonało dwóch nalotów na miejsce koncentracji i przeciwlotniczy kompleks rakietowy; artyleria uderzyła w obszar koncentracji i dwie jednostki artylerii.
Według władz lokalnych w ciągu ostatniej doby siły rosyjskie zaatakowały dziewięć obwodów, w wyniku czego zginęło dwóch cywilów, a 11 zostało rannych. Gubernator Ołeksandr Prokudin poinformował, że w wyniku ataków na obwód chersoński zginęła jedna osoba a dwie zostały ranne, oraz uszkodzono dzielnice mieszkalne, placówkę medyczną i edukacyjną, pocztę i placówkę kulturalną. Z kolei w wyniku rosyjskiego ostrzału wsi Pożnia w obwodzie sumskim zginął 16-letni chłopiec. Gubernator Ołeh Siniehubow podał, że wojska rosyjskie przeprowadziły atak rakietowy na remizę strażacką w Iziumie, raniąc ośmiu strażaków. Minister spraw wewnętrznych Ihor Kłymenko zauważył, że atak został przeprowadzony w dniu 200-lecia straży pożarnej obwodu charkowskiego.
W opinii ISW poważne straty sprzętowe wokół Awdijiwki długoterminowo osłabią zdolność wojsk rosyjskich do prowadzenia ofensyw. Rzecznik Zgrupowania Tauryda Ołeksandr Sztupun podał, że Rosjanie od 10 października stracili koło Awdijiwki i Marjinki 5 tys. żołnierzy i 400 pojazdów opancerzonych, z kolei zdjęcia satelitarne potwierdziły, że armia rosyjska straciła w okolicach miasta co najmniej 109 wozów bojowych, głównie pojazdów opancerzonych i czołgów. Tymczasem siły ukraińskie nieznacznie posunęły się na wschodnim brzegu obwodu chersońskiego oraz kontynuowały ataki w pobliżu Bachmutu i w zachodnim obwodzie zaporoskim. Z kolei wojska rosyjskie przeprowadziły ataki na linii Kupiańsk–Swatowe–Kreminna, w pobliżu Bachmutu, wokół Awdijiwki, na południowy zachód od Doniecka, na granicy obwodu donieckiego i zaporoskiego oraz w zachodnim obwodzie zaporoskim, posuwając się naprzód na niektórych obszarach. Ponadto rosyjskie władze okupacyjne kontynuowały przymusową indoktrynację ukraińskiej młodzieży poprzez rozwój wojskowo-patriotycznych programów edukacyjnych.
Według brytyjskiego MON rosyjskie bombowce Lotnictwa Dalekiego Zasięgu nie przeprowadziły ataków rakietowych na Ukrainę od ponad miesiąca, co było jedną z najdłuższych przerw od początku konfliktu. Choć Rosja była w stanie wykorzystywać inne zdolności uderzeniowe, to takie ataki były główną metodą przeprowadzania precyzyjnych uderzeń z dystansu. Rosja prawdopodobnie musiała zredukować częstotliwość ataków, aby uzupełnić zmniejszające się zapasy pocisków manewrujących AS-23A. Zdaniem Ministerstwa „Rosja prawdopodobnie wykorzysta zapasy niedawno wyprodukowanej amunicji do uderzenia w ukraińską infrastrukturę energetyczną w okresie zimowym”.
Dania zadeklarowała pakiet pomocy wojskowej dla Ukrainy o wartości 520 milionów dolarów, który obejmował czołgi T-72EA, bojowe wozy piechoty BMP-2, pociski artyleryjskie, drony, broń strzelecką oraz pojazdy inżynieryjne i ratownicze. Stany Zjednoczone zapowiedziały kolejny pakiet pomocy wojskowej dla Ukrainy o wartości 150 milionów dolarów, który obejmował m.in. amunicję do NASAMS i M142 HIMARS, pociski AIM-9M, wyrzutnie FIM-92 Stinger, pociski artyleryjskie 155 mm i 105 mm oraz broń przeciwpancerną Javelin. Mike Johnson, nowy przewodniczący Izby Reprezentantów USA, powiedział, że w Izbie istnieją różnice zdań w sprawie pomocy dla Ukrainy, w związku z czym osiągnięto konsensus co do tego, że wnioski o finansowanie pomocy dla Ukrainy i Izraela należy rozpatrywać oddzielnie. Z kolei nowy premier Słowacji Robert Fico oficjalnie ogłosił, że słowacki rząd zaprzestanie pomocy wojskowej dla Ukrainy. Prezydent Zełenski oświadczył, że Ukraina pracuje nad zawarciem umów z partnerami międzynarodowymi (m.in. Niemcami) ws. wspólnej produkcji systemów przeciwlotniczych. 
Prezydent Klaus Iohannis poinformował, że Rumunia zainstalowała system antydronowy w regionie delty Dunaju graniczącym z Ukrainą. System zamontowano w związku z przypadkami lądowania na terytorium Rumunii szczątków rosyjskich dronów w trakcie nalotów.
Rząd USA oskarżył Rosję o wykonanie egzekucji na własnych żołnierzach podczas wojny z Ukrainą, jeśli ci nie zastosowali się do rozkazów. John Kirby powiedział: „Mamy informacje, że rosyjskie wojsko faktycznie wykonuje egzekucje na żołnierzach, którzy odmawiają wykonania rozkazów”. Uważano również, że rosyjscy dowódcy grozili egzekucją całych jednostek, jeśli próbowały wycofać się przed ukraińskim ogniem. Stany Zjednoczone, Korea Południowa i Japonia wydały wspólne oświadczenie, w którym zdecydowanie potępiały dostarczanie Rosji przez Koreę Północną sprzętu wojskowego i amunicji do wykorzystania przeciwko ukraińskiemu rządowi i społeczeństwu. Narodowe Centrum Oporu poinformowało, że Rosja na szeroką skalę do walki na Ukrainie werbowała najemników kubańskich, biorących udział głównie w walkach pod Bachmutem i Kupiańskiem. Ukraiński haker włamał się do poczty rosyjskiego funkcjonariusza wojskowego, odkrywając, że zwerbowano prawie 200 Kubańczyków.
Niektóre źródła donosiły, że w związku z zagrożeniem ze strony rosyjskiego lotnictwa Ukraina wstrzymała przepływ statków eksportujących zboże tymczasowym korytarzem na Morzu Czarnym, który został ustanowiony we wrześniu tego roku. Później ukraińskie Ministerstwo Odbudowy i ukraiński Minister ds. Społeczności, Terytoriów i Rozwoju Infrastruktury Ołeksandr Kubrakow wyjaśnili, że doniesienia o zawieszeniu korytarza były fałszywe i że statki cywilne korzystały ze wszystkich dostępnych tras wyznaczonych przez Ukraińską Marynarkę Wojenną.

### 27 października

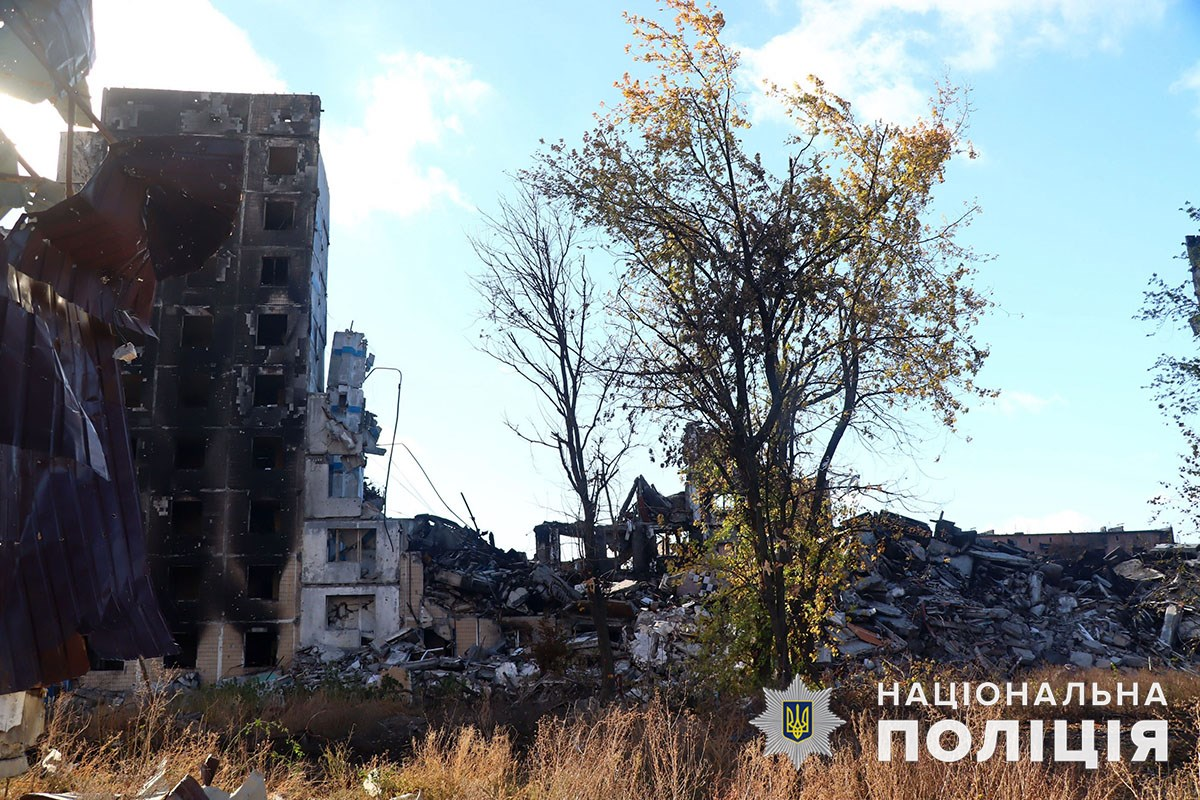
Domy w Wuhłedarze po bitwie o miasto. Według policji w mieście pozostało ponad 100 osób.

SG Ukrainy podał, że kontynuowano ofensywę w kierunku Melitopola, powodując straty w sile żywej i sprzęcie. Rosja skupiała się na atakach w kierunkach Bachmutu, Awdijiwki, Marjinki, Szachtarska i Zaporoża, gdzie odparto do 60 ataków. W kierunku bachmuckim Ukraińcy odparli pięć ataków w pobliżu Andrijiwki oraz kontynuowali ataki na południe od Bachmutu. W kierunku awdijiwskim i marjińskim Rosjanie kontynuowali próby otoczenia Awdijiwki, jednak wojska ukraińskie utrzymywały obronę, odpierając 15 ataków w okolicy Stepowego, Awdijiwki i Perwomajskiego. Odparto także ponad 20 ataków w rejonie Marjinki i Nowomychajliwki. W kierunku szachtarskim i zaporoskim siły ukraińskie odparły ataki rosyjskie w pobliżu Wodiane, Zołotej Niwy, Staromajorśkiego i Werbowego. W ciągu 24h FR przeprowadziła osiem ataków rakietowych, 15 nalotów i 61 ostrzałów na pozycje ukraińskie i obszary zaludnione (odnotowano ofiary wśród cywilów oraz zniszczoną infrastrukturę). Ukraińskie lotnictwo dokonało pięciu nalotów na miejsce koncentracji i czterech na przeciwlotnicze systemy rakietowe, z kolei artyleria zniszczyła cztery obszary koncentracji, osiem jednostek artylerii, dwa składy amunicji, system TOS-1A „Sołncepiok” i trzy systemy przeciwlotnicze.
Siły Powietrzne Ukrainy podały, że w godzinach nocnych Rosjanie wystrzelili sześć dronów Shahed 136/131 na południowe regiony Ukrainy i rakietą balistyczną Iskander-M z obwodu woroneskiego w kierunku obwodu charkowskiego. 5 z 6 dronów zniszczono w obwodach mikołajowskim i chersońskim, a jeden z nich uderzył w obiekt infrastruktury w pobliżu Wozniesieńska. Administracja Wojskowa Obwodu Charkowskiego oświadczyła, że armia rosyjska zaatakowała Kindrasziwkę, raniąc co najmniej jednego cywila. Gubernator Serhij Łysak stwierdził, że w wyniku ostrzału Nikopola przez armię rosyjską rannych zostało co najmniej dwóch cywilów, w tym 5-letni chłopiec. Gubernator Ołeksandr Produkin oświadczył, że Rosja zaatakowała Chersoń, raniąc co najmniej siedmiu cywilów. Podczas ataku, ok. 18:30, zniszczone zostały dwa domy, częściowo zniszczone trzy, a 10 innych zostało uszkodzonych. Armia ukraińska podała, że obrona przeciwlotnicza zestrzeliła trzy rakiety Ch-59 nad obwodem mikołajowskim i dwa drony nad obwodem chersońskim. 
Według rosyjskiej agencji prorosyjski polityk i były ukraiński parlamentarzysta Oleg Cariow został postrzelony i ranny w pobliżu swojego domu w Jałcie na Krymie. Rosyjscy urzędnicy powiedzieli, że przebywa w szpitalu na intensywnej terapii. Według wywiadu USA, Rosja wybrała go na szefa marionetkowego rządu w Kijowie po inwazji na Ukrainę. Rosatom poinformował, że trzy drony próbowały zaatakować elektrownię jądrową w Kursku. Ministerstwo Obrony Rosji poinformowało, że nad obwodem kurskim obrona przeciwlotnicza wielokrotnie przechwytywała drony.
Brytyjskie Ministerstwo Obrony podało, że w ciągu ostatniego tygodnia trwały ciężkie, ale nierozstrzygnięte walki wokół Awdijiwki, gdzie Rosja rozpoczęła dużą ofensywę w połowie października. Rosja prawdopodobnie zaangażowała na tym odcinku frontu elementy nawet ośmiu brygad, które poniosły jedne z największych strat po stronie rosyjskiej. Prezydent Zełenski podczas rozmowy telefonicznej z premierem Wielkiej Brytanii Rishim Sunakiem, powiedział, że w ciągu ostatniego tygodnia nastąpił „znaczący wzrost” ofiar rosyjskich, stwierdzając, że „Rosjanie podczas ostatnich prób okrążenia Awdijiwki stracili co najmniej równowartość brygady, która zazwyczaj liczy od 4 do 5 tys. ludzi. Według otwartych źródeł brygada armii rosyjskiej może liczyć od 2 do 8 tys. żołnierzy.
W ocenie ISW Ukraińcy nieznacznie posunęli się naprzód na wschodnim brzegu obwodu chersońskiego i kontynuowali ataki w pobliżu Bachmutu i zachodniego obwodu zaporoskiego. Z kolei wojska rosyjskie przeprowadziły ataki na linii Kupiańsk–Swatowe–Kreminna, w pobliżu Bachmutu, na zachód od Doniecka, na granicy obwodu donieckiego i zaporoskiego oraz w zachodnim obwodzie zaporoskim, robiąc postępy w okolicach Bachmutu. Siły rosyjskie kontynuowały także ataki w pobliżu Awdijiwki, ale nie zrobiły żadnych potwierdzonych postępów. Według Instytutu ok. 70 ukraińskich jeńców wojennych zostało zwerbowanych przez siły rosyjskie do walki z Ukrainą. Rosyjskie media państwowe podały, że batalion „Bohdana Chmielnickiego” utworzony z ukraińskich jeńców wojennych wszedł w skład rosyjskiej jednostki wojskowej i po złożeniu przysięgi zostanie wysłany na front.
Według OSW wojska rosyjskie zrobiły postępy na południowym wschodzie Awdijiwki, gdzie zajęły pozycje w zabudowanym obszarze miasta, oraz na południowy zachód od niego, osiągając główną linię umocnień przeciwnika w tym rejonie. Odparły też kontrataki ukraińskie na północnych obrzeżach Awdijiwki. Siły rosyjskie znajdowały się ok. 3,5 km na północ oraz 5 km na południe od jedynej kontrolowanej przez Ukraińców drogi do miasta. Ukraina i jej zachodni sojusznicy donosili, że w walkach o miasto Rosjanie ponieśli ciężkie straty i w ostatnich dniach zmniejszyli wykorzystanie broni pancernej na rzecz ataków grup piechoty. Rosjanie kontynuowali bezskuteczne działania na północny i południowy wschód od Kupiańska, na północny i południowy zachód od Bachmutu oraz w Marjince i na południe od niej. Według SG Ukrainy armia rosyjska wstrzymała ataki na pozostałych kierunkach i miała się przegrupowywać. Bez powodzenia zakończyły się wznowione przez stronę ukraińską ataki na południe od Orichiwa oraz próby poszerzenia przyczółków na lewym brzegu Dniepru.
Niemcy przekazały Ukrainie pakiet pomocy wojskowej, który obejmował system przeciwlotniczy IRIS-T, rakiety IRIS-T SLS, 5000 pocisków artyleryjskich 155 mm, cztery transportery opancerzone, osiem dronów rozpoznawczych Vector, radar powietrzny TRML-4D, cztery radary naziemne, pięć dronów wodnych, sześć pojazdów straży granicznej, amunicję do rakiet wielokrotnego startu Mars II, cztery ciągniki z naczepami i 10 tys. okularów ochronnych. Rada Europejska zebrała się, aby omówić obecne i przyszłe zobowiązania wobec Ukrainy w zakresie bezpieczeństwa, zapewniając Ukrainie i jej narodowi wsparcie finansowe, gospodarcze, humanitarne, wojskowe i dyplomatyczne tak długo, jak będzie trzeba. Podczas spotkania premier Węgier Viktor Orbán i premier Słowacji Robert Fico wyrazili swój sprzeciw wobec pomocy UE dla Ukrainy, wnosząc o tymczasowe odrzucenie planu pomocy o wartości 53 miliardów dolarów do czasu rozwiązania przez Ukrainę kwestii korupcji.

### 28 października
Sztab ukraiński poinformował, że kontynuowano ofensywę w kierunku Melitopola, powodując straty w sile żywej i sprzęcie. Armia rosyjska skupiała się na atakach w kierunkach Kupiańska, Bachmutu, Awdijiwki, Marjinki, Szachtarska i Zaporoża, gdzie odparto ok. 70 ataków. W kierunku kupiańskim i bachmuckim Ukraińcy odparli pięć ataków w rejonie Sinkiwki i Iwaniwki oraz ataki w pobliżu Chromwego, z kolei siły rosyjskie próbowały odzyskać pozycje w pobliżu Kliszczijiwki i Andrijiwki (odparto 10 ataków), a siły ukraińskie kontynuowały ataki na południe od Bachmutu. W kierunku awdijiwskim i marjińskim Rosjanie kontynuowali próby otoczenia Awdijiwki, jednak wojska ukraińskie utrzymywały obronę, odpierając ponad 15 ataków w okolicy Keramik, Nowokalynowego, Stepowego, Awdijiwki, Tonenke i Opytnego. Odparto także ponad 20 ataków w rejonie Marjinki i Nowomychajliwki. W kierunku szachtarskim i zaporoskim Ukraińcy odparli ataki w pobliżu Zołotej Niwy, Staromajorśkiego i Werbowego. W ciągu doby Rosja przeprowadziła siedem ataków rakietowych, 24 naloty i 30 ostrzałów na pozycje ukraińskie i obszary zaludnione (odnotowano ofiary wśród cywilów oraz zniszczoną infrastrukturę). Ukraińskie lotnictwo dokonało pięciu nalotów na miejsce koncentracji, a artyleria zniszczyła kolejny obszar koncentracji i skupisko artylerii.
Siły Powietrzne Ukrainy podały, że ok. 1:00 Rosjanie wystrzelili w kierunku Ukrainy cztery rakiety Iskander-K z regionu Dżankoja, z czego trzy zostały zestrzelone przez obronę przeciwlotniczą nad obwodem dniepropietrowskim, a jedna eksplodowała w powietrzu nad rejonie krzyworoskim. Nie odnotowano ofiar ani zniszczeń. Regionalna administracja obwodu chersońskiego oświadczyła, że armia rosyjska zaatakowała Iwaniwkę, raniąc co najmniej dwóch cywilów w wieku 40 i 60 lat, którzy trafili do szpitala. Rosyjskie Ministerstwo Obrony stwierdziło, że zniszczono 36 ukraińskich dronów nad Morzem Czarnym i Krymem w wyniku eksplozji w pobliżu Czornomorskie i Saki. Według kilku kanałów na Telegramie późnym wieczorem w pobliżu tych miast doszło do kilku eksplozji.
Minister obrony Rustem Umierow podczas rozmowy telefonicznej z sekretarzem obrony USA Lloydem Austinem stwierdził, że siły rosyjskie straciło ok. 4 tys. żołnierzy podczas ofensywy na Awdijiwkę i podziękował Stanom Zjednoczonym za ciągłe wsparcie.
Według ISW jeden z batalionów rosyjskiej armii, który walczył pod Awdijiwką, składał się niemal w całości z byłych najemników Grupy Wagnera. Dodatkowo część najemników Grupy Wagnera dołączyła do czeczeńskiego „Batalionu Achmat” i została wysłana na Ukrainę. Dowódca batalionu Apti Alaudinow powiedział, że „ogromna” liczba Wagnerowców dołączyła do różnych oddziałów Achmat i działała na kilku bliżej nieokreślonych odcinkach frontu. Tymczasem siły ukraińskie kontynuowały działania ofensywne w pobliżu Bachmutu i w zachodnim obwodzie zaporoskim. Źródła rosyjskie donosiły, że Ukraińcy atakowali w pobliżu Robotyne, Nesterianki, Kopani, Riwnego, Nowoprokopiwki i Werbowego. Z kolei wojska rosyjskie przeprowadziły ataki na linii Kupiańsk–Swatowe–Kreminna, w pobliżu Bachmutu i Awdijiwki, na zachód i południowy zachód od Doniecka, na granicy obwodu donieckiego i zaporoskiego oraz w zachodnim obwodzie zaporoskim, robiąc pewne postępy na niektórych obszarach.

### 29 października

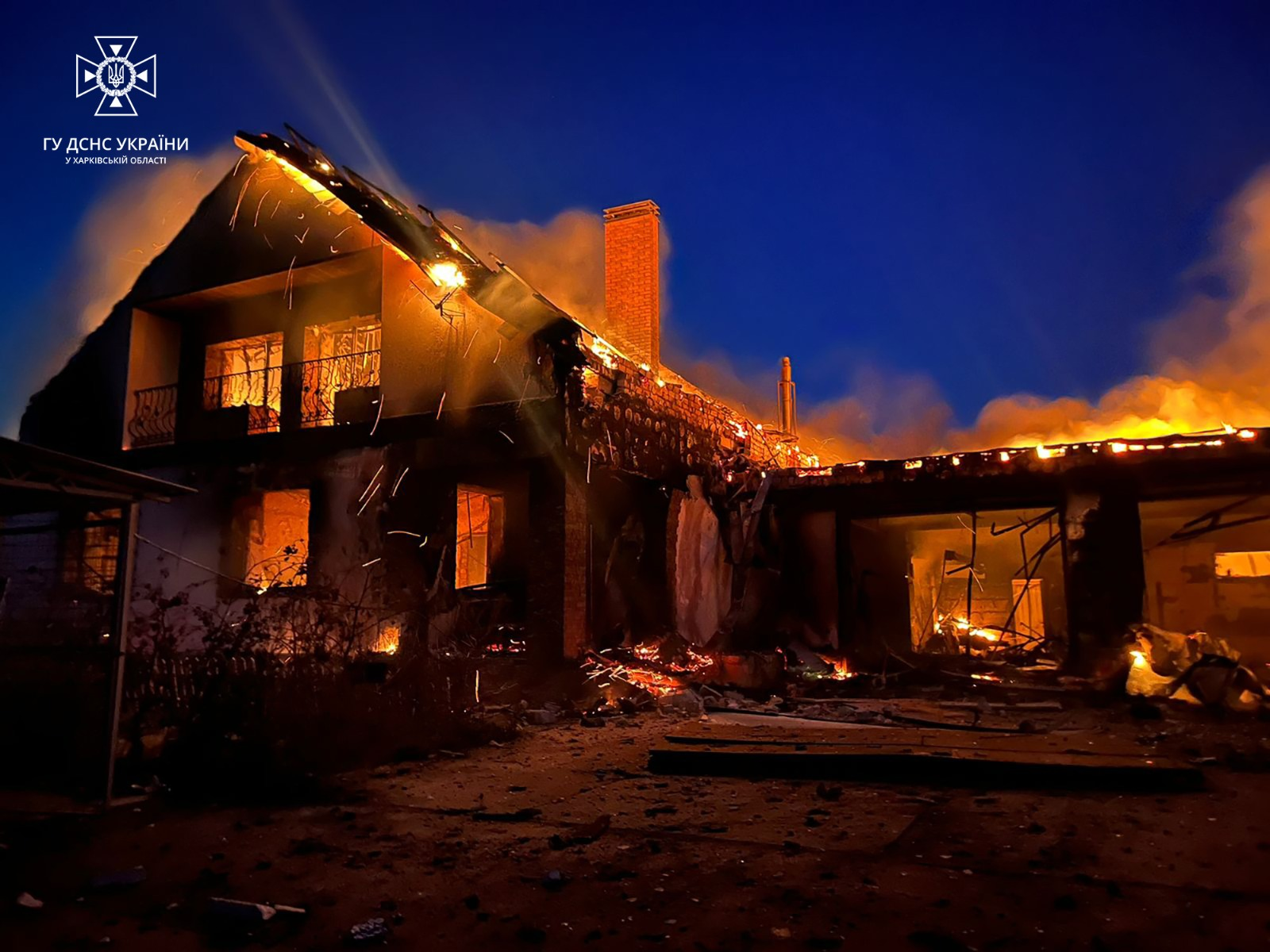
Dom prywatny w Kupiańsku po rosyjskim ostrzale.

SG Ukrainy podał, że kontynuowano ofensywę w kierunku Melitopola, powodując straty w sile żywej i sprzęcie. Armia rosyjska atakowała w kierunkach Kupiańska, Łymanu, Bachmutu, Awdijiwki, Marjinki, Szachtarska i Zaporoża, gdzie odparto ok. 60 ataków. W kierunku kupiańskim, łymańskim i bachmuckim Ukraińcy odparli siedem ataków w rejonie Sinkiwki i Iwaniwki oraz ataki w pobliżu Terny, z kolei siły rosyjskie próbowały odzyskać pozycje w okolicy Andrijiwki, a siły ukraińskie kontynuowały ataki na południe od Bachmutu. W kierunku awdijiwskim i marjińskim Rosjanie kontynuowali próby otoczenia Awdijiwki, jednak wojska ukraińskie utrzymywały obronę, odpierając ponad 10 ataków w okolicy Nowokalynowego, Awdijiwki, Opytnego i Perwomajskiego. Odparto także 20 ataków w rejonie Marjinki i Nowomychajliwki. W kierunku szachtarskim i zaporoskim Ukraińcy odparli ataki w pobliżu Wuhłedaru i Robotyne. W ciągu 24h Rosjanie przeprowadzili 1 atak rakietowy, 88 nalotów i 70 ostrzałów na pozycje ukraińskie i obszary zaludnione (odnotowano ofiary wśród cywilów oraz zniszczoną infrastrukturę). Ukraińskie lotnictwo dokonało 16 nalotów na miejsce koncentracji, z kolei artyleria zniszczyła sześć obszarów koncentracji, stanowisko dowodzenia, trzy przeciwlotnicze systemy rakietowe i sześć jednostek artylerii. Rzecznik ukraińskiej Państwowej Służby Granicznej poinformował, że w pobliżu Awdijiwki zestrzelono rosyjski myśliwiec Su-25.
Rosja przeprowadziła atak powietrzny na Ukrainę, wystrzeliwując pięć dronów Shahed 136/131 z Primorsko-Achtarska i pocisk manewrujący Ch-59 z samolotu Su-34 z przestrzeni powietrznej obwodu biełgorodzkiego. Siły Powietrzne Ukrainy zniszczyły wszystkie drony nad obwodami mikołajowskim, zaporoskim i chmielnickim, natomiast rakieta trafiła w obiekty w rejonie Mirhorodu w obwodzie połtawskim. Rzeczniczka Południowego Zgrupowania Natalia Humeniuk stwierdził, że wczesnym rankiem Rosjanie wystrzelili 32 rakiety w kierunku obwodu chersońskiego. Gubernator Ołeksandr Prokudin podał, że podczas ostrzału zginął 46-letni mężczyzna, który zmarł w szpitalu z powodu „zbyt poważnych obrażeń”. Wcześniej tego dnia mężczyzna został ranny odłamkiem w głowę, gdy przebywał na zewnątrz we wsi Nowoberysław.
Wczesnym rankiem w Rosji zgłoszono pożar w rafinerii ropy naftowej  Afipsky koło Noworosyjska, który został „natychmiast ugaszony”; nie zgłoszono jednak żadnych uszkodzeń ani ofiar. Lokalne media, cytując funkcjonariuszy bezpieczeństwa, twierdziły, że pożar został wywołany przez drona. Według ukraińskich mediów atak został zorganizowany przez SBU. Później strona ukraińska poinformowała, że wyniku operacji ucierpiało kilka nowych instalacji zakładu, w których przetwarzano paliwo, oraz „według wstępnych danych zapaliło się także kilka czołgów z «czarnym złotem». Teraz Rosjanie będą mieli mniej środków, aby atakować Ukrainę swoimi samolotami”.
W opinii ISW siły ukraińskie posunęły się naprzód w okolicy Bachmutu w ramach działań kontrofensywnych w pobliżu Bachmutu i w zachodnim obwodzie zaporoskim. Materiał geolokalizowany wskazywał, że Ukraińcy przekroczyli linię kolejową na południe od Andrijiwki. Rosyjski bloger wojenny stwierdził, że w ciągu ostatniego tygodnia siły ukraińskie przejęły kontrolę nad bliżej nieokreślonymi pozycjami na kierunku zaporoskim. Z kolei wojska rosyjskie przeprowadziły ataki na linii Kupiańsk–Swatowe, w pobliżu Bachmutu i Awdijiwki, na zachód i południowy zachód od Doniecka, na granicy obwodu donieckiego i zaporoskiego oraz w zachodnim obwodzie zaporoskim, robiąc postępy na zachód od Doniecka. Instytut, powołując się na rosyjskich blogerów wojennych, podał, że generała pułkownika Olega Makarewicza na stanowisku dowódcy Zgrupowania Sił „Dniepr” w okupowanym obwodzie chersońskim zastąpił generał pułkownik Michaił Teplinski, który wcześniej dowodził oddziałami powietrznodesantowymi FR. Według brytyjskiego MON firma wojskowa Redut po raz pierwszy próbowała rekrutować kobiety do wykonywania zadań bojowych podczas wojny z Ukrainą; Redut jest prawdopodobnie bezpośrednio sponsorowany przez rosyjski Główny Zarząd Wywiadowczy (GRU).
The New York Times podał, że jesienią 2023 roku USA wyślą Ukrainie hybrydowe systemy przeciwlotnicze, tzw. FrankenSAM, które łączą zachodnie rakiety przeciwlotnicze ze zmodyfikowanymi radzieckimi wyrzutniami lub innymi wyrzutniami posiadane przez Ukrainę. Kombinacje FrankenSAM obejmowały m.in. zmodyfikowane radzieckie wyrzutnie Buk i amerykańskie rakiety Sea Sparrow, radary z czasów radzieckich oraz amerykańskie rakiety Sidewinder i systemy Hawk z zimnej wojny; Stany Zjednoczone testowały także kombinację składającą się z rakiety Patriot i ukraińskiego systemu radarowego. Zastępca sekretarza obrony USA ds. polityki wobec Rosji, Ukrainy i Eurazji Laura Cooper stwierdziła, że FrankenSAM przyczyni się do wypełniania luk w ukraińskiej obronie przeciwlotniczej. Łotewski minister spraw wewnętrznych powiedział, że  resort bezpłatnie przekaże 12 dronów ukraińskiej policji.
Na Malcie odbyło się trzecie od początku inwazji spotkanie doradców ds. bezpieczeństwa narodowego i polityki zagranicznej w sprawie ukraińskiej Formuły Pokoju. Przedstawiciele Kanady zaproponowali utworzenie międzynarodowej koalicji państw, która ułatwiłaby powrót ukraińskich dzieci deportowanych lub przymusowo przesiedlanych przez Rosję z okupowanych terytoriów Ukrainy. Prezydent Białorusi Alaksandr Łukaszenka powiedział, że Rosja i Ukraina muszą negocjować, ponieważ obie strony znajdują się w długotrwałym impasie na linii frontu i żadna ze stron nie osiąga istotnego postępu.

### 30 października

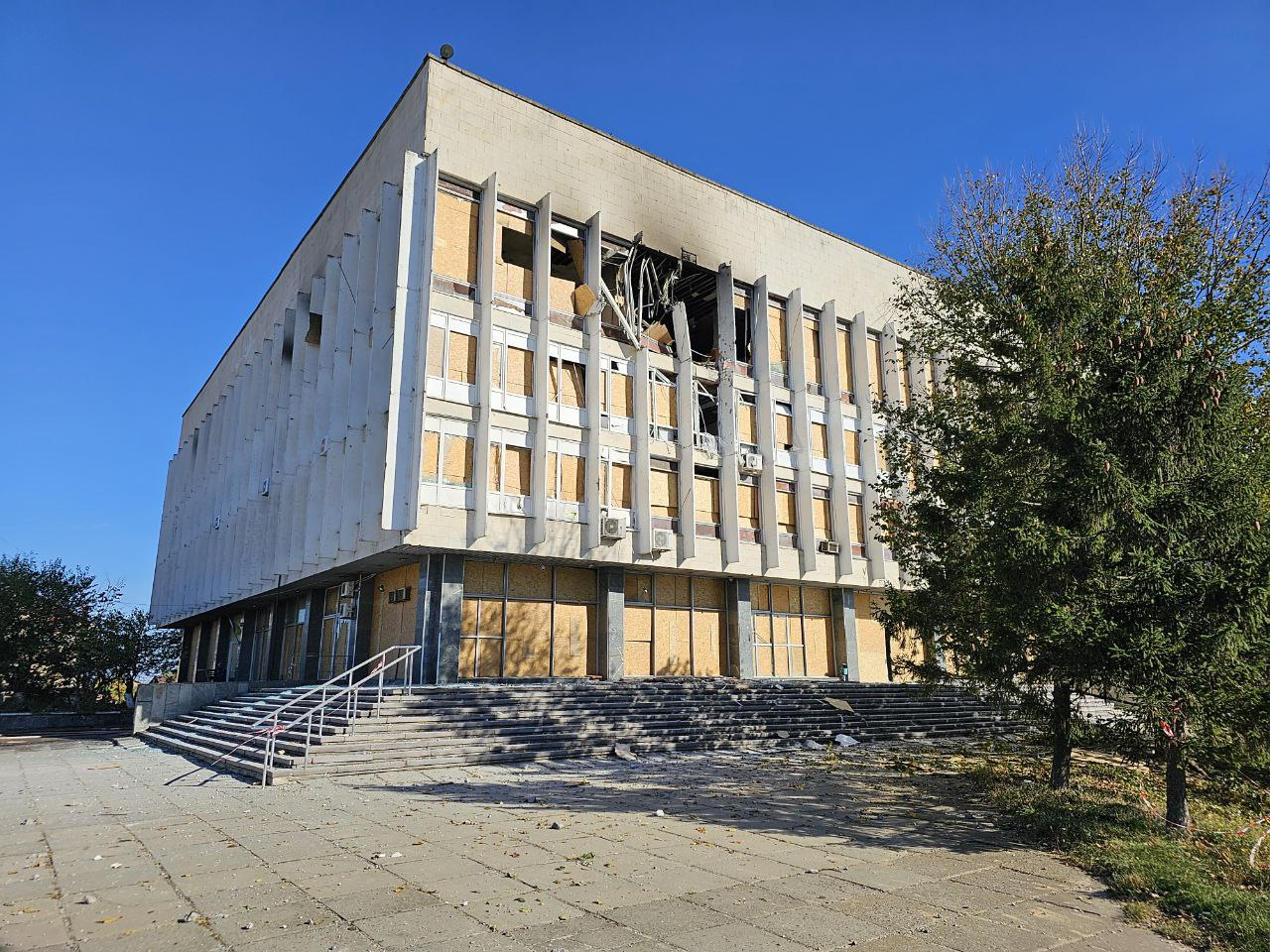
Biblioteka Naukowa Obwodu Chersońskiego im. Olesia Honczara po rosyjskim ostrzale. Biblioteka już wcześniej była kilkakrotnie ostrzeliwana. Ponadto w czasie okupacji została splądrowana i zaminowana.

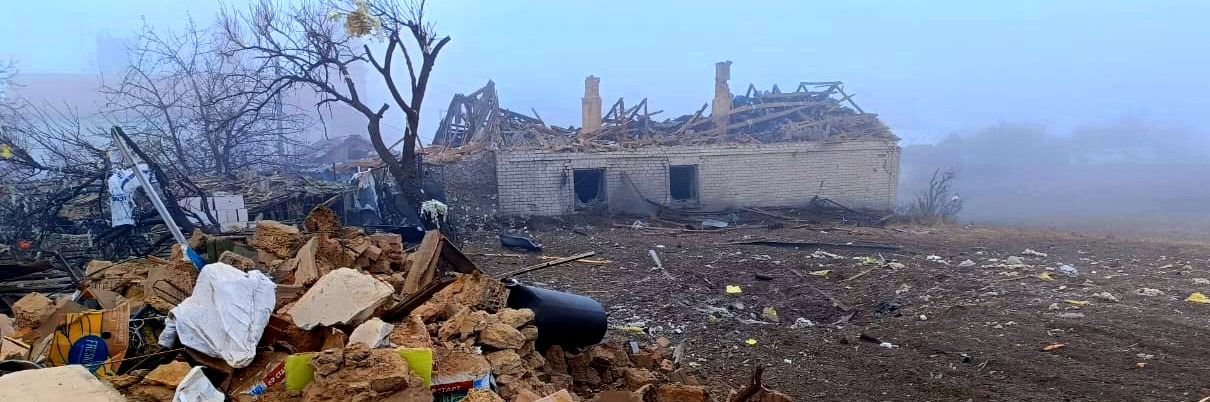
Staroszwedzkie (część wsi Zmijiwka) po rosyjskim bombardowaniu.

Naczelny dowódca armii ukraińskiej Ołeksandr Syrski powiedział, że Rosja wzmocniła swoje wojska w rejonie Bachmutu, przechodząc z obrony do działań aktywnych. Sytuacja na froncie wschodnim „pozostawała trudna”, ponieważ wzrosła aktywność Rosji w rejonie kupiańskim, gdzie wojska atakowały z kilku kierunków. Celem tego było zatrzymanie natarcia wojsk ukraińskich, dodając, że „wróg ponosi ciężkie straty i nie osiąga celu”.
Sztab Ukrainy stwierdził, że kontynuowano ofensywę w kierunku Melitopola, powodując straty w sile żywej i sprzęcie. Siły rosyjskie atakowały w kierunkach Kupiańska, Bachmutu, Awdijiwki, Marjinki, Szachtarska i Zaporoża, gdzie odparto do 36 ataków. W kierunku kupiańskim i bachmuckim Ukraińcy odparli dwa ataki w rejonie Sinkiwki i trzy ataki w pobliżu Kliszczijiwki oraz kontynuowali ataki na południe od Bachmutu. W kierunku awdijiwskim i marjińskim siły rosyjskie kontynuowały próby otoczenia Awdijiwki, jednak wojska ukraińskie utrzymywały obronę, odpierając ponad pięć ataków w okolicy Awdijiwki, Tonenke i Perwomajskiego. Odparto także ponad 15 ataków w rejonie Marjinki i Nowomychajliwki. W kierunku szachtarskim i zaporoskim Ukraińcy odparli ataki w pobliżu Staromajorśkiego. W ciągu doby Rosja przeprowadziła siedem ataków rakietowych, 90 nalotów i 82 ostrzały na pozycje ukraińskie i obszary zaludnione (odnotowano ofiary wśród cywilów oraz zniszczoną infrastrukturę). Lotnictwo Ukrainy dokonało 19 nalotów na miejsca koncentracji i jeden na kompleks rakiet przeciwlotniczych, natomiast artyleria zniszczyła pięć obszarów koncentracji i 9 jednostek artylerii.
Według Sił Powietrznych Ukrainy w nocy armia rosyjska przeprowadziła atak na Ukrainę za pomocą 12 dronów Shahed 136/131, wystrzelonych z Primorsko-Achtarska i dwóch rakiet Ch-59 z okupowanego obwodu zaporoskiego. Według doniesień wszystkie obiekty zostały zestrzelone. Szczątki rakiet spowodowały zniszczenia w obwodzie dniepropetrowskim, uszkadzając domy i samochody. Według wojska ukraińskiego w godzinach porannych Rosjanie uderzyli trzema rakietami Iskander-M w zakład naprawy statków w pobliżu Odessy, w wyniku czego rannych zostało czterech pracowników oraz uszkodzeniu uległ budynek administracyjny i wyposażenie przedsiębiorstwa. Szef Administracji Wojskowej Roman Mrochko poinformował, że siły rosyjskie ostrzelały Chersoń ze wschodniego brzegu Dniepru. Według władz lokalnych zniszczono bibliotekę i autobus, a siedmiu pasażerów zostało rannych. W wyniku ostrzału budynków mieszkalnych w centralnej dzielnicy miasta zginęła 85-letnia kobieta, a trzy osoby zostały ranne. Berysław został pozbawiony prądu w wyniku ataku na obiekt infrastruktury krytycznej. W Biłozerce odnotowano zniszczenia i ranną osobę. W Kindijce ostrzelano cmentarz, w rezultacie czego jedna osoba zginęła, a druga została ranna.
Centrum Łączności Strategicznej ukraińskiego wojska oświadczyło, że w wyniku udanych ataków rakietowych na zachodni Krym i obwód ługański zniszczono rosyjskie systemy przeciwlotnicze. Rosyjscy blogerzy wojenni podali, że Ukraińcy (za pomocą dwóch pocisków ATACMS) zaatakowali bazę sił obrony powietrznej w pobliżu wsi Ołeniwki, raniąc co najmniej 17 rosyjskich żołnierzy i uszkadzając pięć pojazdów wojskowych. Z kolei w pobliżu Sewastopola zniszczono trzy drony morskie. Rosyjskie Ministerstwo Obrony podało, że ok. 13:00 obrona przeciwlotnicza zestrzeliła osiem ukraińskich rakiet wystrzelonych w stronę półwyspu. Według doniesień jedna osoba została ranna w wyniku eksplozji w Sewastopolu i Sakach.
Brytyjskie MON podało, że powierzenie generałowi Michaiłowi Teplinskiemu dowodzenia nad Zgrupowaniem Sił „Dniepr” było oznaką zwiększonej ukraińskiej presji na siły rosyjskie w obwodzie chersońskim, a utrzymanie tych terenów było priorytetem Rosji. ISW podał, że według jednego z blogerów wojennych Rosjanie zaczęli używać nowych bomb szybujących FAB-250, FAB-500 i FAB-1500, które „dysponowały naprowadzaniem laserowym i satelitarnym, co sprawiało, że dokładność promienia ich uderzenia wynosiła 5 m. (...) Według doniesień zasięg rażenia bomb wynosił 200 km”. Tymczasem armia ukraińska posunęła się naprzód na północny wschód od Kurdiumiwki, 10 km na południowy zachód od Bachmutu oraz nieznacznie na zachód od Robotyne w zachodnim obwodzie zaporoskim. Z kolei wojska rosyjskie przeprowadziły ataki na linii Kupiańsk–Swatowe–Kreminna, w pobliżu Bachmutu i Awdijiwki, na zachód i południowy zachód od Doniecka, na granicy obwodu donieckiego i zaporoskiego oraz w zachodnim obwodzie zaporoskim, robiąc postępy na niektórych obszarach.
Premier Mark Rutte powiedział, że myśliwce F-16, które Holandia obiecała dostarczyć Ukrainie, zostaną dostarczone do Rumunii w ciągu dwóch tygodni, aby ukraińscy piloci mogli zostać przeszkoleni.
Na Ukrainie planowano uruchomić „inteligentną mobilizację”, która umożliwiłaby obywatelom wybór specjalizacji, w ramach której chcą być zmobilizowani. Narodowe Centrum Oporu Ukrainy poinformowało, że władze rosyjskie przekazały część miast i miasteczek okupowanego obwodu ługańskiego, w tym Siewierodonieck, Lisiczańsk i Rubiżne, pod kontrolę Republiki Tatarstanu, będącej podmiotem FR.
Katerina Raszewska, prawniczka ukraińskiej organizacji pozarządowej „Regionalne Centrum Praw Człowieka”, powiedziała, że w 2023 roku Rosja przymusowo wysłała ok. 8330 ukraińskich dzieci do „obozów reedukacyjnych” w celach indoktrynacyjnych i wojskowych; co najmniej 46 obozów było zlokalizowanych w Rosji, siedem się na Krymie i osiem na Białorusi. Niektóre dzieci umieszczano w obozach wojskowych, gdzie wymagano noszenia broni i nauki strzelania, aby oddać hołd rosyjskim dowódcom. Rosyjski rząd opracował również „Projekt Mapa Kulturalna 4+85”, którego celem była przymusowa integracja deportowanych dzieci ukraińskich i uzyskanie przez nich obywatelstwa FR. Raszewska określiła próby reedukacji i indoktrynacji ukraińskich dzieci jako mające wyraźnie ludobójczy charakter.

### 31 października

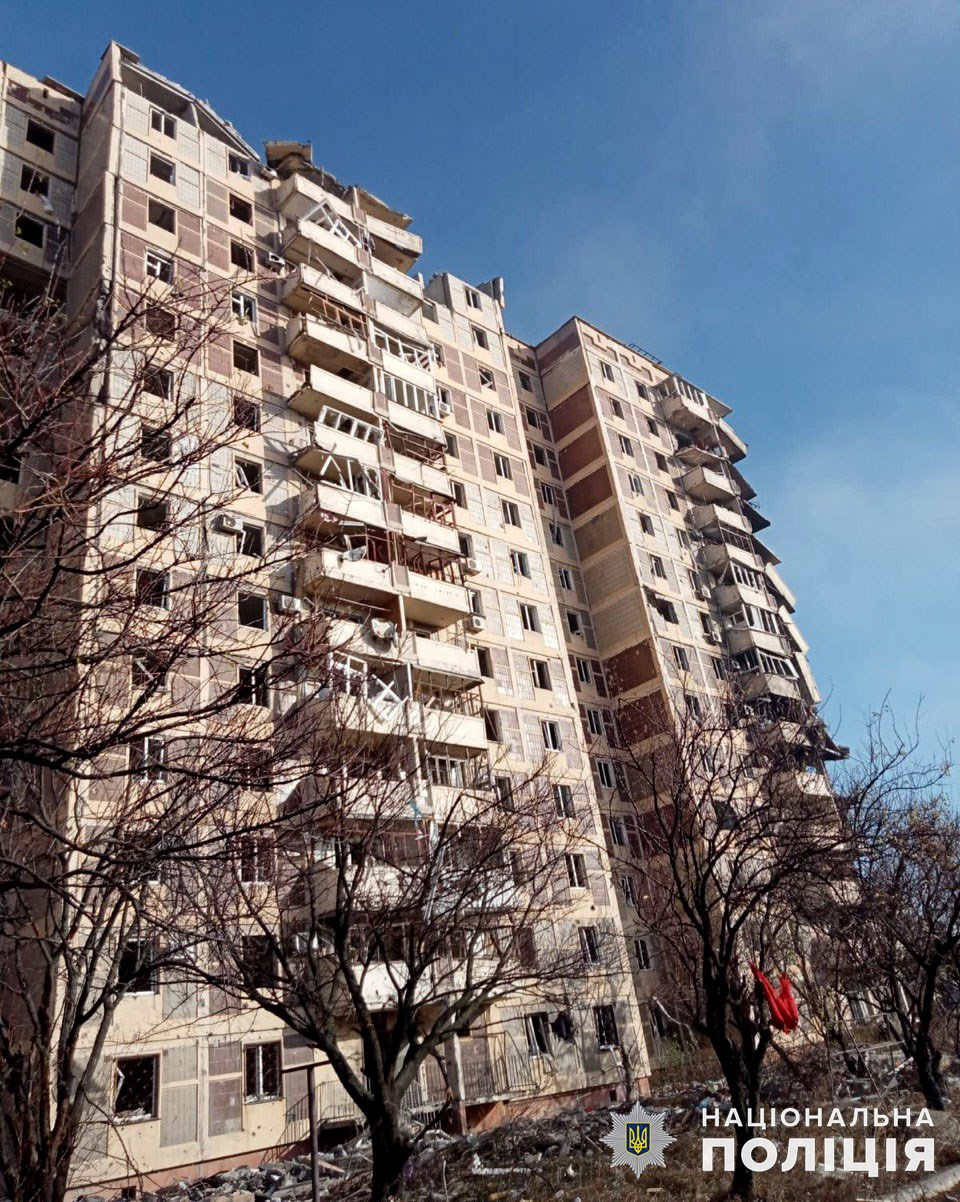
Najwyższy budynek mieszkalny w Awdijiwce po rosyjskim ostrzale i nalotach na miasto w 2023 roku. Prawa część budynku została zniszczona w marcu tego roku.

Ukraiński SG podał, że kontynuowano ofensywę w kierunku Melitopola, powodując straty w sile żywej i sprzęcie. Rosjanie atakowali w kierunkach Kupiańska, Bachmutu, Awdijiwki, Marjinki, Szachtarska i Zaporoża, gdzie odparto do 68 ataków. W kierunku kupiańskim i bachmuckim Ukraińcy odparli ponad 10 ataków w rejonie Sinkiwki, Iwaniwki i Nadii oraz pięć ataków w pobliżu Kliszczijiwki i Andrijiwki; kontynuowali ataki na południe od Bachmutu. W kierunku awdijiwskim i marjińskim wojska rosyjskie kontynuowały próby otoczenia Awdijiwki, jednak siły ukraińskie utrzymywały obronę, odpierając ponad 20 ataków w okolicy Awdijiwki, Keramik, Siewiernego, Perwomajskiego i Stepowego. Odparto także ponad 20 ataków w rejonie Marjinki i Nowomychajliwki. W kierunku szachtarskim i zaporoskim Ukraińcy odparli ataki w pobliżu Preczystiwki, Zołotej Niwy i Robotyne. W ciągu 24h FR przeprowadziła osiem ataków rakietowych, 97 nalotów i 84 ostrzały na pozycje ukraińskie i obszary zaludnione (odnotowano ofiary wśród cywilów oraz zniszczoną infrastrukturę). Lotnictwo Ukrainy dokonało 15 nalotów na miejsca koncentracji, jeden na stanowisko dowodzenia i dwóch na przeciwlotnicze systemy rakietowe, a artyleria uderzyła w trzy stacje radarowe, dwa magazyny amunicji, obszar koncentracji i osiem jednostek artylerii.
Według ukraińskich mediów w wyniku ataku HIMARS został doszczętnie zniszczony rosyjski batalion Atal, w skład którego wchodzili głównie zmobilizowani przedstawiciele Czuwaszji. Według doniesień zostało zniszczonych ok. 10 samochodów, w tym ciężarówki KAMAZ i samochody dostawcze UAZ. W internecie opublikowano nagranie pokazujące skutki ataku wraz z opisem, że „liczba zabitych i rannych przekracza sto” osób. Według rosyjskich mediów liczba ofiar wynosiła co najmniej 120 osób, z kolei kanał na Telegramie „Serditaja Czuwaszja” podał, że zginęło 19 osób, a co najmniej 40 zostało rannych. Według doniesień w okupowanym Doniecku wybuchł wielki pożar na terenie składu ropy w rejonie budionowskim. Prawdopodobnie zostały zniszczone zbiorniki z rosyjskim paliwem. 
Minister spraw wewnętrznych Ihor Kłymenko podał, że „w ciągu ostatnich 24h wróg ostrzelał 118 miejscowości w 10 obwodach. To najwięcej miast i wsi, które zostały zaatakowane od początku roku”. Według władz lokalnych w ciągu ostatniej doby siły rosyjskie przeprowadziły ataki na 13 obwodów, zabijając co najmniej trzy osoby i raniąc co najmniej 15 innych. Gubernator Ołeh Syniehubow poinformował, że w rosyjskim ataku na Petropawliwkę zginął mężczyzna, a kobieta została ranna. Gubernator Ołeksandr Prokudin podał, że w wyniku rosyjskich ataków na obwód chersoński zginęła jedna osoba, a osiem zostało rannych; stwierdził, że celem Rosjan była m.in. stacja obsługi technicznej i magazyny zakładu transportowego w Chersoniu. Armia ukraińska podała, że Rosjanie użyli drona do ataku na autobus ewakuacyjny w obwodzie chersońskim, raniąc co najmniej dwóch cywilów. Władze ukraińskie poinformowały także o ataku dronów na rafinerię ropy naftowej w Krzemieńczuku, w wyniku którego wybuchł pożar, który gasiło niemal 100 strażaków przez kilka godzin.
W ocenie ISW siły ukraińskie kontynuowały działania ofensywne w pobliżu Bachmutu i w zachodnim obwodzie zaporoskim. Z kolei wojska rosyjskie przeprowadziły ataki na linii Kupiańsk–Swatowe–Kreminna, w pobliżu Bachmutu i Awdijiwki, na zachód i południowy zachód od Doniecka, na granicy obwodu donieckiego i zaporoskiego oraz w zachodnim obwodzie zaporoskim, robiąc postępy w pobliżu Awdijiwki. Ponadto byli bojownicy Grupy Wagnera w dalszym ciągu byli przerzucani na Ukrainę w ramach innych rosyjskich formacji. Rosyjska administracja okupacyjna kontynuowała działania mające na celu wykorzenienie języka i kultury ukraińskiej na zajętej Ukrainie.
Według OSW sytuacja w rejonach walk nie uległa większej zmianie. Rosjanie umocnili się na północno-wschodnich obrzeżach kombinatu koksochemicznego, będącego głównym punktem ukraińskiego oporu w Awdijiwce, z kolei wojska ukraińskie – w zachodniej części miejscowości Krynky na lewym brzegu Dniepru. Bez większych rezultatów zakończyły się ataki i kontrataki obu stron w rejonie Kupiańska, Bachmutu, Wełykiej Nowosiłki i Orichiwa. 30 października rzecznik Zgrupowania Tauryda Ołeksandr Sztupun stwierdził, że w rejonie Awdijiwki Rosja zgromadziła 40 tys. żołnierzy i 300 czołgów.
Sekretarz obrony Lloyd Austin i sekretarz stanu USA Antony Blinken oświadczyli na przesłuchaniu w Senacie, że należy natychmiast zatwierdzić ustawę o finansowaniu Ukrainy i Izraela na kwotę 105 miliardów dolarów. Pomoc dla obu krajów była wstrzymana od tygodni, odkąd stanowisko Przewodniczącego Izby Reprezentantów było puste. Z kolei Biały Dom zapowiedział, że prezydent Joe Biden zawetuje każdą republikańską ustawę o finansowaniu Izraela, jeśli wykluczona zostanie pomoc dla Ukrainy.
Premier Denys Szmyhal powiedział, że Ukraina podpisała plan wsparcia „Odbudowa i reformy” Komisji Europejskiej i otrzymała 3,54 mld dolarów pomocy, która zostanie przeznaczona na odbudowę infrastruktury, głównie sektora energetycznego, walkę z korupcją, wsparcie ochrony środowiska i reform cyfrowych. Ministerstwo Finansów Ukrainy stwierdziło, że w październiku budżet Ukrainy otrzymał od Stanów Zjednoczonych i Unii Europejskiej ok. 2,8 miliarda dolarów, w tym 1,15 miliarda dolarów pomocy ze strony USA i 1,6 miliarda dolarów z unijnego Programu Pomocy Makroekonomicznej. Z kolei brytyjskie Ministerstwo Obrony stwierdziło, że „rosyjskie małe jednokierunkowe drony Łancet były najprawdopodobniej jedną z najskuteczniejszych nowych broni, jakie Rosja wprowadziła do użytku na Ukrainie w ciągu ostatnich 12 miesięcy”.
Wysoki Komisarz Narodów Zjednoczonych ds. praw człowieka sporządził raport ze śledztwa w sprawie rosyjskiego ataku rakietowego na Hrozę z 5 października. Według niego wszystkie 59 osób zabitych w ataku to cywile. W raporcie stwierdzono również, że istnieją uzasadnione podstawy, aby sądzić, że w pobliżu miejsca zdarzenia był brak personelu wojskowego lub jakichkolwiek innych celów wojskowych, co prowadziło do dwóch możliwych wniosków: Rosja nie wykonała żadnych możliwych prac w celu sprawdzenia, czy cele ataku były celami wojskowymi, czy też celowym celem byli cywile.